# Karl Marx

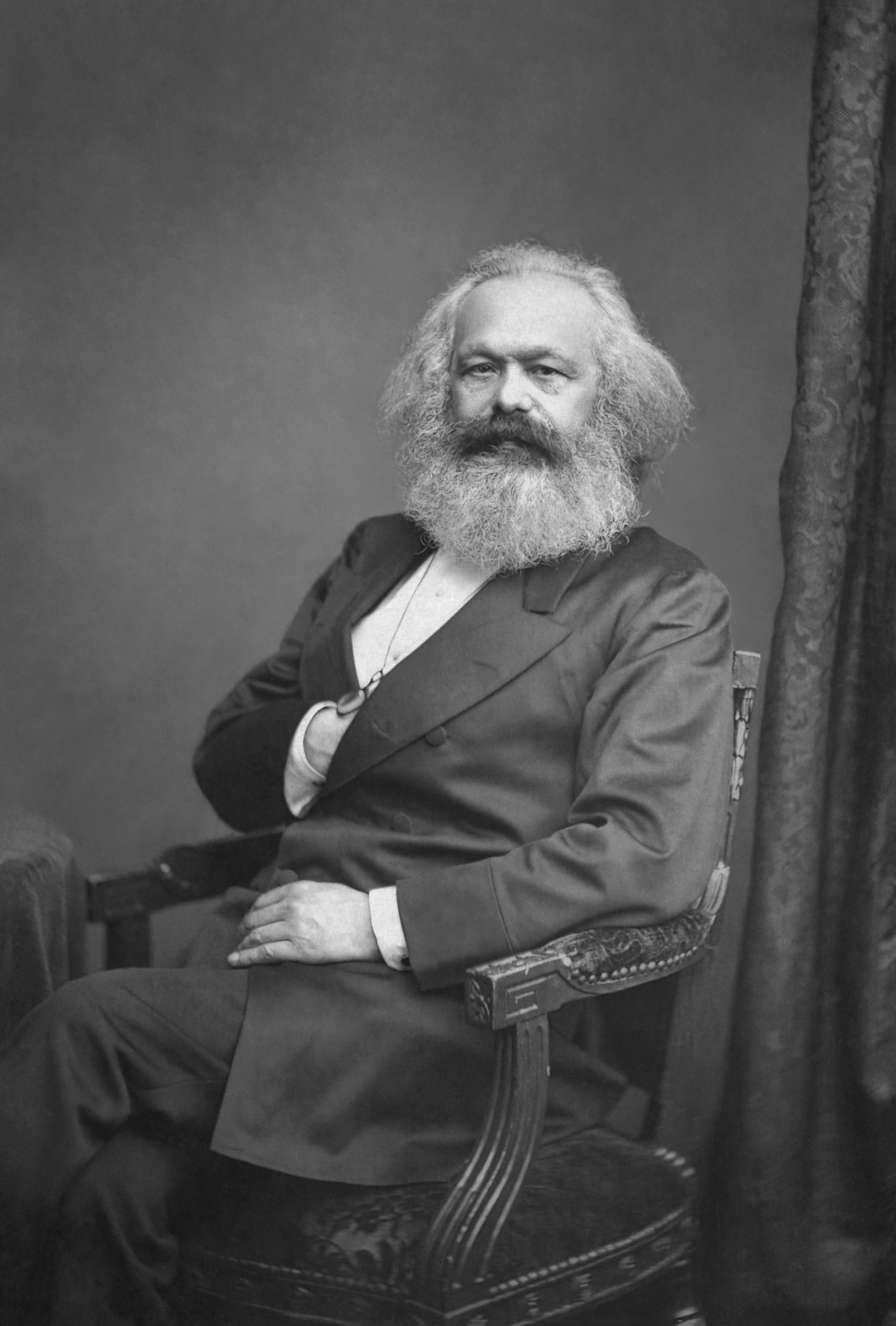
Karl Marx (1875), Fotografie von John Mayall jun.

Karl Marx (auch Carl Marx; * 5. Mai 1818 in Trier, Rheinprovinz, Preußen; † 14. März 1883 in London) war ein deutscher Philosoph, Ökonom, Gesellschaftstheoretiker, politischer Journalist, Historiker, Protagonist der Arbeiterbewegung sowie Kritiker des Kapitalismus und der Religion.
Seinen politischen Lebenslauf begann er 1842 als Redakteur der neu gegründeten radikaldemokratischen Rheinischen Zeitung, die unter den Zensurbestimmungen des preußischen Staates bereits im darauffolgenden Jahr ihr Erscheinen einstellen musste. Er verzichtete auf die preußische Staatsangehörigkeit und übersiedelte nach Paris, wo er 1845 ausgewiesen wurde. Aus seinem neuen Domizil Belgien wurde er 1848 ausgewiesen. Nach seiner Rückkehr nach Deutschland begründete er die Neue Rheinische Zeitung und beteiligte sich an den revolutionär-demokratischen Strömungen im Rheinland. Nachdem er 1849 in einem Prozess wegen „Aufreizung zur Rebellion“ freigesprochen worden war, wurde er als Staatenloser ausgewiesen. Sein letztes Exil verbrachte er mit seiner Familie bis zu seinem Tod in London.
Mit Friedrich Engels begründete er den „historischen Materialismus“ und wurde zum einflussreichsten Theoretiker des Sozialismus und Kommunismus, deren Grundzüge die beiden in der programmatischen Schrift Manifest der Kommunistischen Partei (1848) niederlegten. Als Marx’ Hauptwerk gilt Das Kapital, dessen erster Band, Der Produktionsprozess des Kapitals, noch zu seinen Lebzeiten im Jahr 1867 erschien; die beiden folgenden Bände, Der Zirkulationsprozess des Kapitals und Der Gesamtprozess der kapitalistischen Produktion, wurden posthum von Engels herausgegeben. Einflussreich waren auch seine politischen Aktivitäten in der entstehenden internationalen Arbeiterbewegung (Internationale Arbeiterassoziation), in der er zeitweise eine intellektuelle Führungsrolle übernahm.
Die theoretischen Grundlagen des nach Marx benannten Marxismus beeinflussen die Diskurse der Geschichtswissenschaft und Soziologie wie auch der Wirtschafts- und Politikwissenschaft bis in die Gegenwart.

## Leben

### Familie und Herkunft

Stammbaum väterlicherseits

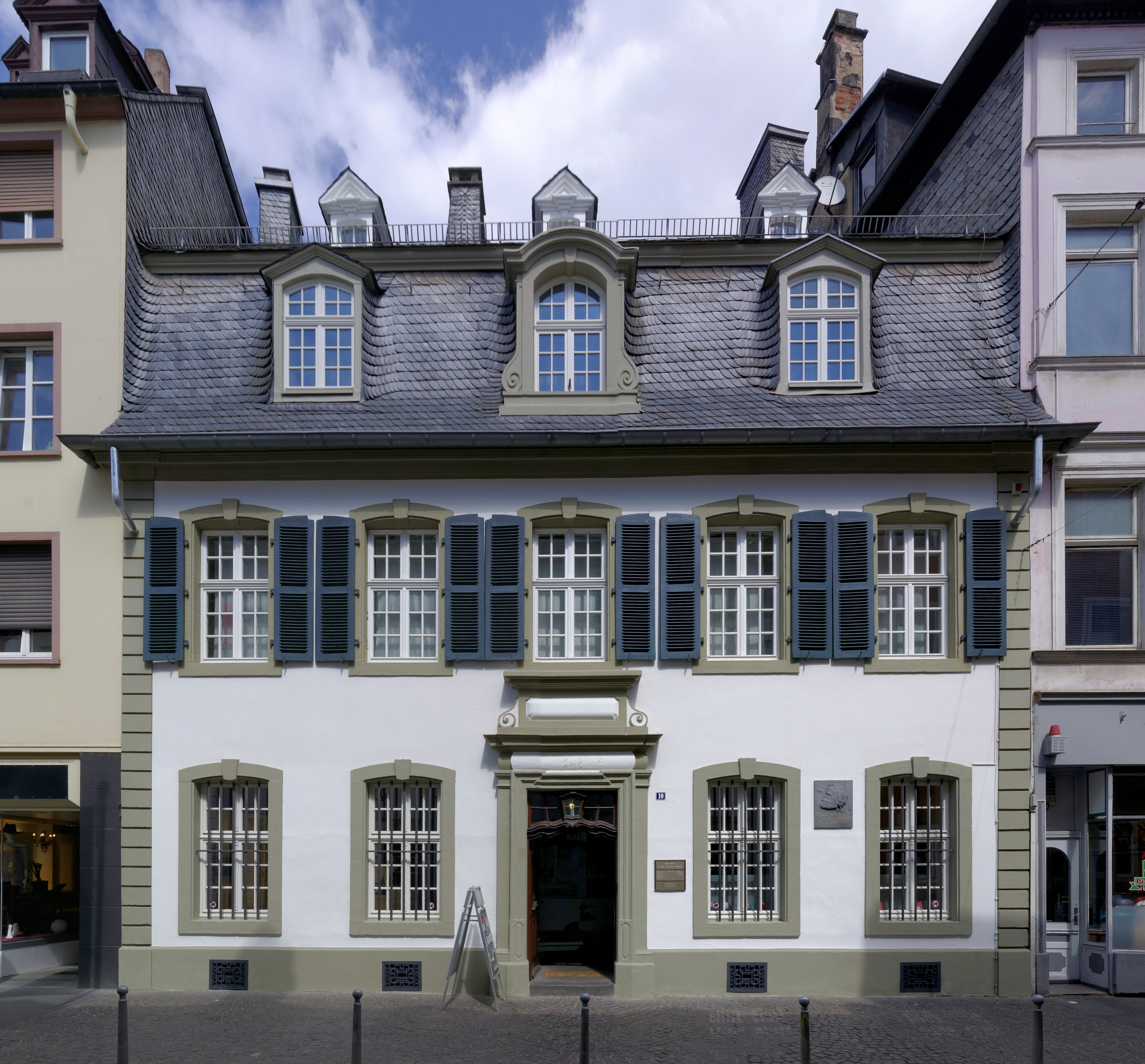
Karl-Marx-Haus in Trier – Geburtshaus und Museum, Brückenstraße 10 (2014)

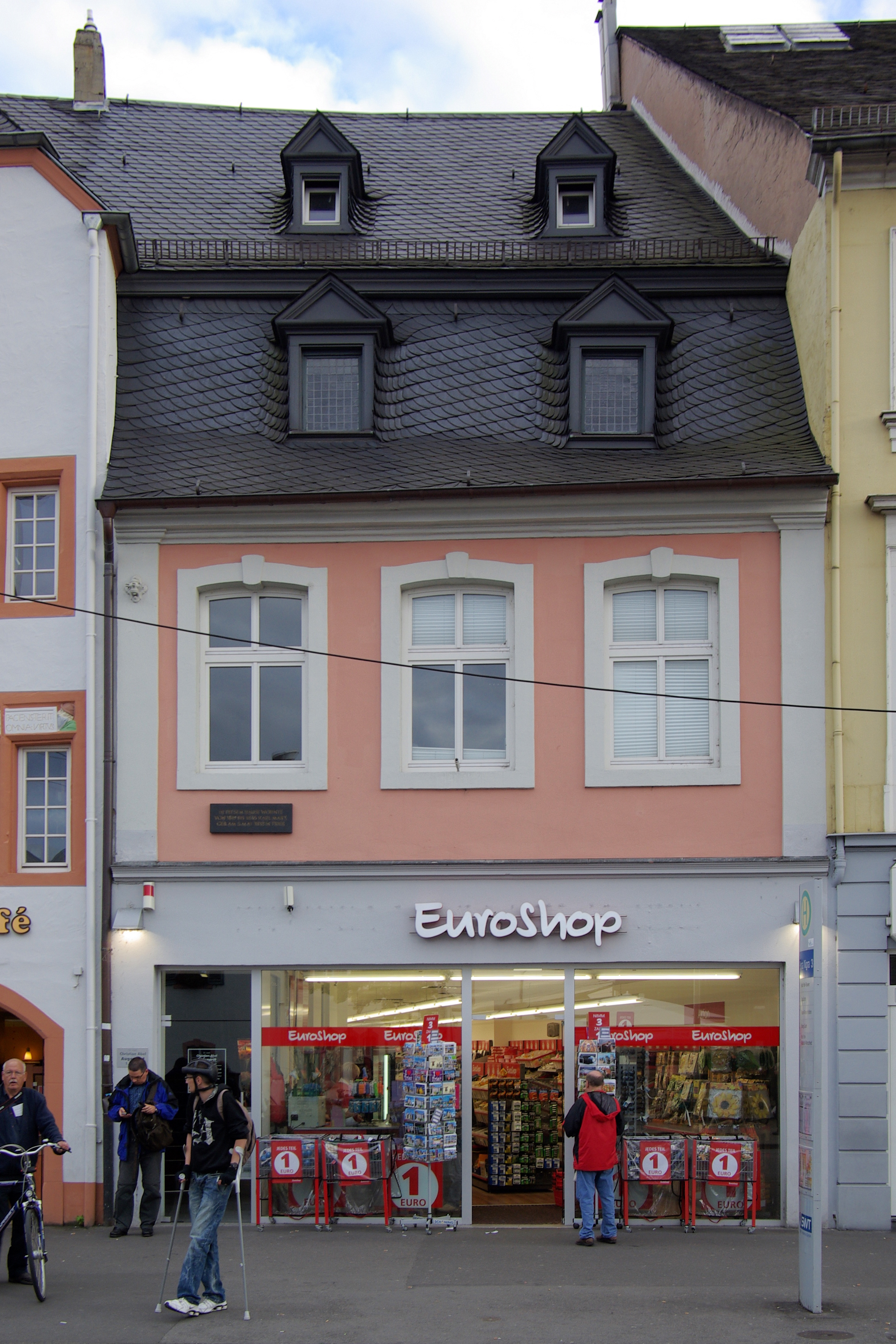
Wohnhaus der Familie Marx in Trier, Simeonstraße 8 (2011)

Karl, laut Geburtsurkunde Carl Marx, war das dritte von neun Kindern des Anwalts Heinrich (Heschel) Marx (1777–1838) und seiner Frau Henriette, geborene Presburg (1788–1863). Heinrich Marx entstammte sowohl väterlicher- als auch mütterlicherseits bedeutenden Rabbinerfamilien. Unter napoleonischer Herrschaft war er von 1811 bis 1813 Gerichtsdolmetscher und vereidigter Übersetzer in Osnabrück gewesen, das damals zum Département Hanséatique Oberems gehörte. 1812 schloss er sich dort der französischen Freimaurerloge „L’Etoile Hanséatique“ (Der Hanseatische Stern) an. Nach dem Wiener Kongress fiel seine Heimatstadt Trier an die neu gegründete preußische Provinz Großherzogtum Niederrhein. Da er sich als Jude in Preußen, anders als im napoleonischen Frankreich, nicht weiter als Avoué (dt.: Advokat, Anwalt) hätte betätigen dürfen, konvertierte er zwischen 1816 und 1822 zum Protestantismus. Am 26. August 1824 wurden auch die Kinder Sophia, Hermann, Henriette, Louise, Emilie, Caroline und Karl in der elterlichen Wohnung getauft. Heinrich Marx’ Frau Henriette ließ sich erst am 20. November 1825 taufen, da sie die Missbilligung dieses Schritts durch ihre Familie befürchtete, vor allem von Seiten ihres Vaters, der auch Rabbiner war. Karl Marx war mütterlicherseits Cousin dritten Grades des deutschen Dichters Heinrich Heine, der ebenfalls aus einer jüdischen Familie stammte und mit dem er während seiner Pariser Zeit in engem Kontakt stand. Ein Cousin ersten Grades war Frederik Philips (1830–1900), der 1891 mit seinem Sohn Gerard den niederländischen Elektrikkonzern Philips gründete.

### Schulzeit
Von 1830 an besuchte Karl Marx das Gymnasium zu Trier, wo er 1835 zusammen mit seinem Freund und späteren Schwager Edgar von Westphalen mit 17 Jahren das Abitur mit der Durchschnittsnote 2,4 ablegte. Besondere Zuneigung fühlte Marx zu seinem Direktor Johann Hugo Wyttenbach. Zu seinen Lehrern gehörten Vitus Loers und Johann Abraham Küpper. Ein weiterer seiner Lehrer war Johannes Steininger, ein Naturwissenschaftler und Geologe von internationalem Ruf. Steininger war ein Anhänger Alexander von Humboldts. 1836 verlobte sich Marx in Trier mit Edgars Schwester Jenny von Westphalen (1814–1881).

### Studium
1835 begann er ein Studium der Rechtswissenschaften und der Kameralistik an der Universität Bonn. Ob er der „Landsmannschaft der Treveraner“ (Trierer) beitrat, ist letztlich nicht zu beweisen. Bekannt ist aber, dass er wegen „nächtlichen Lärmens und Trunkenheit“ verurteilt wurde und gegen ihn wegen „Tragens eines Säbels“ ermittelt wurde. In Bonn besuchte er juristische Vorlesungen bei Ferdinand Walter, Eduard Puggé und Vorlesungen bei Friedrich Gottlieb Welcker und August Wilhelm Schlegel. Nach Mitteilungen von Moriz Carrière schloss Marx sich einem poetischen Kränzchen an, dem Carrière, Emanuel Geibel, Karl Grün, Karl Ludwig Bernays, Theodor Creizenach, Heinrich Bernhard Oppenheim angehört haben sollen.
Ein Jahr später wechselte er an die Friedrich-Wilhelms-Universität (heute: Humboldt-Universität) nach Berlin und besuchte juristische Vorlesungen bei Eduard Gans (Kriminalrecht und Preußisches Landrecht), Friedrich Carl von Savigny (Pandekten), August Wilhelm Heffter (Kirchenrecht, gemeiner deutscher Zivilprozess), Adolf August Friedrich Rudorff (Erbrecht), ließ aber das Jura-Studium gegenüber weiteren Interessen, besonders an Themen der Philosophie und Geschichte, in den Hintergrund treten (Besuch der Vorlesungen von Henrich Steffens (Anthropologie), Georg Andreas Gabler (Logik), Carl Ritter (allgemeine Geographie), Bruno Bauer (Jesaja) und Carl Eduard Geppert (Euripides)). Hier stieß Marx zum Kreis der Jung- oder Linkshegelianer („Doctorclub“), deren bedeutendste Vertreter die Brüder Bruno und Edgar Bauer waren. Freundschaft schloss er mit Karl Friedrich Köppen und mit Adolf Friedrich Rutenberg.
Georg W. F. Hegel, der 1831 starb, hatte seinerzeit einen starken Einfluss auf das geistige Leben in Deutschland. Das hegelianische Establishment (bekannt als „Alt- oder Rechtshegelianer“) sah den preußischen Staat als fortschrittlichen modernen Staat im Sinne des Abschlusses einer Serie von dialektischen Entwicklungen: ein funktionierendes Rechtssystem, eine effiziente Bürokratie, gute Universitäten, Industrialisierung und ein hoher Beschäftigungsgrad. Die Linkshegelianer, zu denen Marx gehörte, erwarteten für die Zukunft eine fundamentale Weiterentwicklung der preußischen Gesellschaft, die durch Probleme wie massenhafte Armut, staatliche Zensur und fehlende demokratische Mitbestimmung des Volkes gekennzeichnet war.
Nach dem Tod seines Vaters Heinrich Marx am 10. Mai 1838 bekam Marx, weil er erst mit 25 Jahren volljährig wurde, als gesetzlichen Vormund Johann Heinrich Schlink.

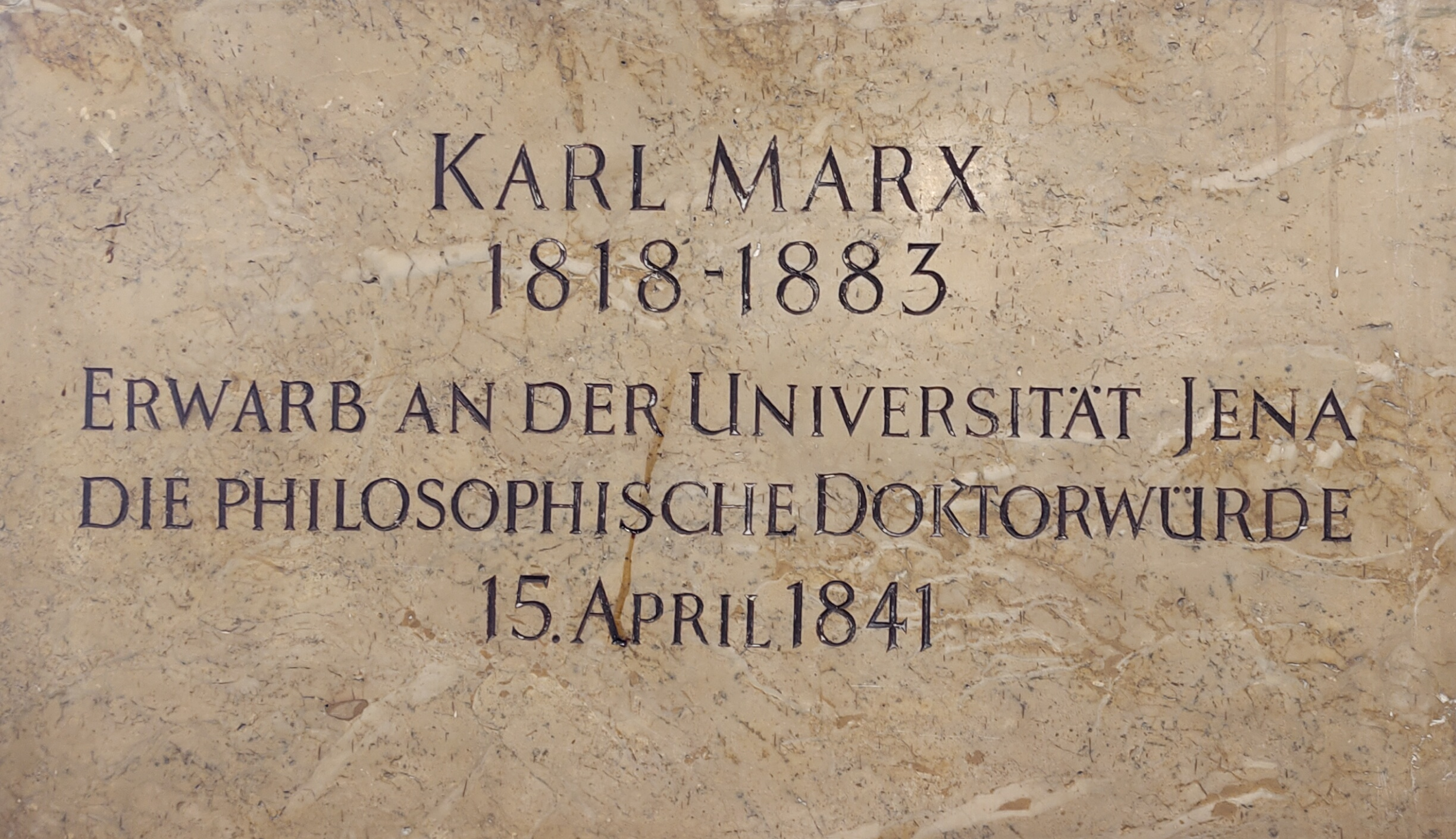
Gedenktafel an der Universität Jena, wo Marx promoviert wurde (2024)

Das Abgangszeugnis für die Studienzeit an der Berliner Universität erhielt er am 30. April 1841. Als Externer reichte er seine Dissertation am 6. April des gleichen Jahres an der Universität Jena ein. Am 15. April 1841 wurde Marx in absentia an der Universität Jena mit einer Arbeit zur Differenz der demokritischen und epikureischen Naturphilosophie zum Doktor der Philosophie promoviert. Auf eine Professur rechnend, zog Marx hierauf nach Bonn; doch verwehrte die Politik der preußischen Regierung ihm – wie Ludwig Feuerbach, Bruno Bauer und anderen – die akademische Laufbahn, galt Marx doch als ein führender Kopf der oppositionellen Linkshegelianer. Unter seinem Namen veröffentlichte er im Januar 1841 in der junghegelianischen Zeitschrift Athenäum zwei Gedichte unter dem Titel Wilde Lieder.

### Politische Anfänge

Marx als an eine Handpresse geketteter Prometheus in der auf das Verbot der Rheinischen Zeitung anspielenden Karikatur Der gefesselte Prometheus (1843)

Um diese Zeit gründeten liberale Bürger in Köln die Rheinische Zeitung für Politik, Handel und Gewerbe als gemeinsames Organ verschiedener oppositioneller Strömungen von monarchistischen Liberalen bis zu radikalen Demokraten. Marx wurde ein Hauptmitarbeiter des Blattes, das am 1. Januar 1842 erstmals erschien. Am 15. Oktober 1842 übernahm Marx die Redaktion der Zeitung, welche von da an einen noch radikaleren oppositionellen Standpunkt vertrat. Marx, Arnold Ruge und Georg Herwegh gerieten zu dieser Zeit in einen politischen Dissens zu dem Kreis um ihren Berliner Korrespondenten Bruno Bauer, dem Marx vorwarf, das Blatt „vorwiegend [als] ein Vehikel für theologische Propaganda und Atheismus etc. statt für politische Diskussion und Aktion“ zu benutzen. Als Friedrich Engels, der als ein Freund und Parteigänger der Berliner Linkshegelianer galt, am 16. November 1842 die Kölner Redaktion besuchte und erstmals mit Marx zusammentraf, verlief die Begegnung daher relativ kühl.
Aufgrund der Karlsbader Beschlüsse unterlag das gesamte Pressewesen der Zensur, die hinsichtlich der Rheinischen Zeitung besonders streng war. Die preußische Obrigkeit schickte zunächst einen Spezialzensor aus Berlin. Als dies nicht zu der gewünschten Anpassung führte, musste jede Ausgabe in zweiter Instanz dem Kölner Regierungspräsidenten vorgelegt werden. Weil Marx’ Redaktion diese doppelte Zensur regelmäßig unterlief, wurde schließlich das Erscheinen der Zeitung zum 1. April 1843 untersagt. Marx trat am 17. März als Mitarbeiter und Redakteur zurück, weil die Eigentümer hofften, durch Änderung der Linie des Blattes bei der Zensurbehörde ein Verbot vermeiden zu können.

### Pariser Aufenthalt (1843–1845)

#### Scheitern der „Deutsch-Französische Jahrbücher“
1843 heiratete Marx in Kreuznach Jenny von Westphalen, die Tochter einer geadelten Beamtenfamilie. Aus der Ehe gingen sieben Kinder hervor, von denen nur die drei Töchter Jenny, Laura und Eleanor das Kindesalter überlebten.
Am 11. oder 12. Oktober 1843 trafen Marx und seine Frau in Paris ein. Von Mitte Oktober bis Januar 1844 war ihre Adresse 31 Rue Vanneau, und bei seiner Ausweisung Februar 1845 39 Rue Vanneau. Marx begann dort mit Arnold Ruge die Zeitschrift Deutsch-Französische Jahrbücher herauszugeben. 1843 lernte er German Mäurer in Paris kennen. Aufgrund seiner Tätigkeit begann er den brieflichen Kontakt mit Friedrich Engels, der zwei Artikel beigetragen hatte. Von der Zeitschrift erschien allerdings nur ein Doppelheft in deutscher Sprache, weil Louis Blanc und Proudhon keine Artikel lieferten. Die Fortsetzung scheiterte aus verschiedenen Gründen: Julius Fröbel wollte die Zeitschrift nicht mehr finanzieren, ein großer Teil der Auflage wurde an der Grenze konfisziert, und zwischen den beiden Redakteuren traten bald prinzipielle Differenzen zutage. Ruge blieb der hegelschen Philosophie und der bürgerlichen Demokratie verpflichtet; Marx begann, sich mit politischer Ökonomie zu beschäftigen und durch Kritik an den französischen Sozialisten einen eigenständigen Standpunkt zu entwickeln.
Im Dezember 1843 lernte Marx in Paris den deutschen Dichter Heinrich Heine, einen entfernten Verwandten, kennen. Eine Phase intensiver freundschaftlicher Beziehungen endete, als Marx am 1. Februar 1845 durch die preußische Regierung zum Weggang aus Paris gezwungen war. Als sich während der Parisreisen von Marx im März 1848 und im Sommer 1849 beide wieder begegneten, stellte sich die alte Vertrautheit nicht wieder her. Gleichwohl spickte Marx seine Beiträge für die Neue Rheinische Zeitung (Juni 1848 bis Mai 1849) häufig mit Heine-Zitaten, und in einer Fußnote seines Hauptwerks Das Kapital lobte er später die „Courage meines Freundes H. Heine“.
Die Ökonomisch-philosophischen Manuskripte aus dem Jahre 1844 sind Marx’ erster Entwurf eines ökonomischen Systems, der zugleich die philosophische Richtung deutlich macht. Marx entwickelt dort erstmals ausführlich seine an Hegel angelehnte Theorie der „entfremdeten Arbeit“.

#### Engels und Stirner
Allerdings beendete Marx diese sogenannten „Pariser Manuskripte“ nicht, sondern verfasste kurz darauf auf dem Höhepunkt der zeitgenössischen Diskussion um den Junghegelianismus zusammen mit Friedrich Engels das Werk Die heilige Familie. Über die gemeinsame Arbeit an den Deutsch-Französischen Jahrbüchern hatte sich mit Engels – der ihn im September 1844 auch einige Tage besuchte – ein reger Briefwechsel entwickelt, der schließlich zu einer lebenslangen Freundschaft sowie einer engen politischen und publizistischen Zusammenarbeit führte. Deren erstes Ergebnis war die im März 1845 veröffentlichte Schrift Die heilige Familie, die sich als Streitschrift „gegen B.[runo] Bauer und Konsorten“ verstand, zu der Engels allerdings nur zehn Seiten beigetragen hat. Marx polemisiert hier gegen die Berliner Junghegelianer um seinen ehemaligen Freund Bruno Bauer; einen wichtigen Angehörigen dieser Gruppe erwähnt er zunächst aber nicht: Max Stirner, dessen Buch Der Einzige und sein Eigentum im Oktober 1844 erschienen war und von Engels in einem Brief an Marx (19. November) anhand von ihm zugänglichen Druckfahnen zunächst vorwiegend positiv eingeschätzt wurde. Marx las das Buch Stirners erst später.

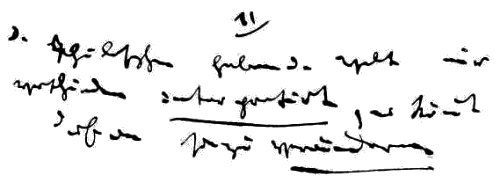
Originalhandschrift von Karl Marx, 11. These über Feuerbach – „Die Philosophen haben die Welt nur verschieden interpretirt, es kömmt drauf an, sie zu verändern.“

Marx sah Stirners Buch kritischer als Engels und überzeugte diesen in einer Antwort auf den genannten Brief von seiner Auffassung. Gleichwohl schien er sich Stirners Kritik an Feuerbach partiell zu eigen zu machen und verfasste im Frühjahr 1845 seine berühmten, aber erst postum veröffentlichten Thesen über Feuerbach. Erst im Herbst 1845, nachdem Marx die Verteidigung Feuerbachs gegen die Kritik Stirners an ihm sowie Stirners Replik darauf gesehen hatte, entschloss er sich, selbst eine Kritik Stirners zu verfassen: das Kapitel Sankt Max in der 1845–1846 gemeinsam verfassten geplanten Zeitschriftenaufsatz, bekannt unter dem Titel Die deutsche Ideologie, das aber erst nach Marx’ Tod veröffentlicht wurde.

#### Die Schrift „Die deutsche Ideologie“ und Ausweisung aus Frankreich
In den ersten, der Kritik des junghegelianischen Religionskritikers Ludwig Feuerbach gewidmeten fünf Fragmenten der Deutschen Ideologie entwickeln Marx und Engels ein Modell des „praktischen Entwicklungsprozesses“ der menschlichen Geschichte, die sie im Gegensatz zu den Hegelianern nicht primär als Entwicklungsgang des Geistes, sondern als Geschichte menschlicher Praxis und der sozialen Beziehungen verstehen: „es wird von den wirklich tätigen Menschen ausgegangen und aus ihrem wirklichen Lebensprozeß auch die Entwicklung der ideologischen Reflexe und Echos dieses Lebensprozesses dargestellt“ (= Marx-Engels-Werke Band 3, S. 26). Besondere Aufmerksamkeit erfährt dabei das Moment der Teilung der Arbeit als eines bestimmenden Faktors der geschichtlichen Entwicklung. Dem ebenfalls materialistisch argumentierenden Feuerbach werfen sie dabei vor, den Menschen als etwas Wesenhaftes, nicht aber als Subjekt sinnlich-praktischer Tätigkeit verstanden zu haben. Die von Marx und Engels in Abgrenzung gegen die zeitgenössischen sozialistischen und junghegelianischen Strömungen entworfene Grundlegung eines historischen Materialismus stellt durch die Betonung der sozialen und materiellen Triebkräfte der Geschichte einen unmittelbaren Vorläufer der Soziologie dar.
Die weiteren Kapitel der Deutschen Ideologie beinhalten eine scharfe Kritik an den übrigen Junghegelianern als Vertretern einer – so Marx und Engels – wesentlich idealistischen Gesellschaftskritik. Den Vertretern des sogenannten „wahren Sozialismus“ (vor allem Karl Grün) ist ein Kapitel gewidmet. Zu Lebzeiten Marx’ wurde allerdings – nach einigen fehlgeschlagenen Veröffentlichungsversuchen – nur das Kapitel über Karl Grün abgedruckt (1847 in der Zeitschrift Das Westphälische Dampfboot). Das vollständige Werk erschien erst 1932; zunächst veröffentlichten Siegfried Landshut und Jakob Mayer die Deutsche Ideologie im Februar 1932 unter dem Titel Karl Marx. Der historische Materialismus. Band 2, Leipzig 1932 und fünf Monate später erschien im Rahmen der Marx-Engels-Gesamtausgabe (MEGA1) Abteilung I. Band 5, Frankfurt am Main 1932 ebenfalls eine erste Ausgabe.
Marx hatte sich außerdem an der Redaktion des in Paris erscheinenden deutschen Wochenblattes Vorwärts! beteiligt, das den Absolutismus der deutschen Länder – besonders Preußens – angriff, unter Marx’ Einfluss bald mit deutlich sozialistischer Ausrichtung. Die preußische Regierung setzte deswegen seine Ausweisung aus Frankreich durch, so dass Marx Anfang 1845 nach Brüssel übersiedeln musste, wohin Engels ihm folgte. Bei einer gemeinsamen Studienreise nach England im Sommer 1845 knüpften sie Verbindungen zum revolutionären Flügel der Chartisten. Marx gab Anfang Dezember 1845 die preußische Staatsbürgerschaft auf und wurde staatenlos, nachdem er erfahren hatte, dass die preußische Regierung vom belgischen Staat seine Ausweisung erwirken wollte. Spätere Gesuche, seine Staatsbürgerschaft wiederherzustellen (1848 und 1861), blieben erfolglos.

### Aufenthalt in Brüssel (1845–1848)
In Brüssel veröffentlichte Marx 1847 die Schrift Misère de la philosophie. Réponse à la philosophie de la misère de M. Proudhon, eine Kritik der ökonomischen Theorie Pierre-Joseph Proudhons und darüber hinausgehend der kapitalistischen Gesellschaft selbst. Außerdem schrieb er gelegentlich Artikel für die Deutsche-Brüsseler-Zeitung.

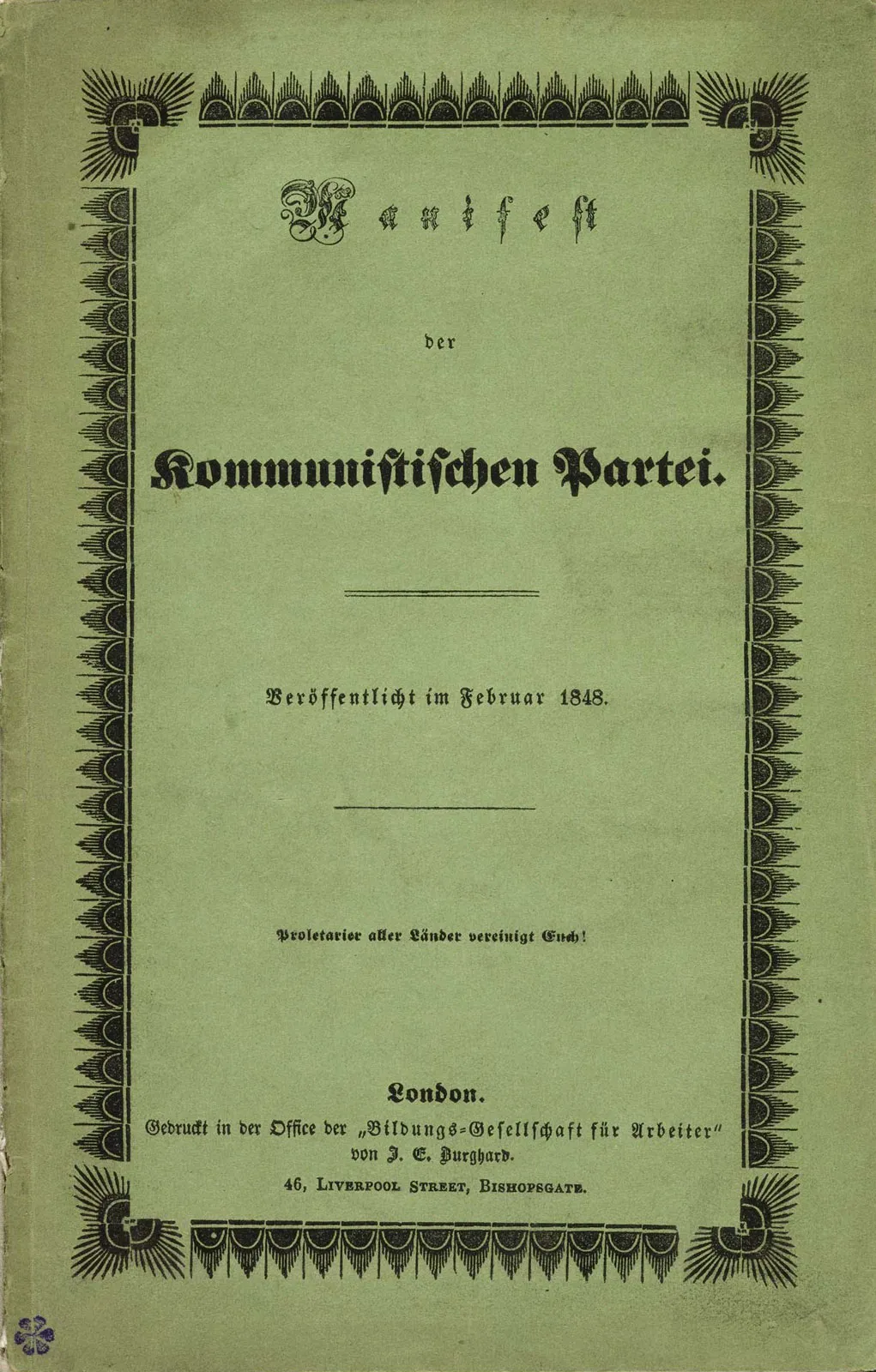
Titelblatt der Originalausgabe Manifest der Kommunistischen Partei., im Untertitel „Proletarier aller Länder vereinigt Euch!“ (1848)

#### Das Kommunistische Manifest
Anfang 1846 gründeten Marx und Engels in Brüssel das Kommunistische Korrespondenz-Komitee, dessen Ziel die inhaltliche Einigung und der organisatorische Zusammenschluss der revolutionären Kommunisten und Arbeiter Deutschlands und anderer Länder war; so wollten sie den Boden für die Bildung einer proletarischen Partei bereiten. Schließlich traten Marx und Engels in Verbindung mit Wilhelm Weitlings sozialistischem Bund der Gerechten, in dem sie 1847 Mitglieder wurden. Noch im selben Jahr setzte Marx die Umgründung zum Bund der Kommunisten durch und erhielt den Auftrag, dessen Manifest zu verfassen. Es wurde im Revolutionsjahr 1848 auf 23 Seiten veröffentlicht und ging als Kommunistisches Manifest (eigentlich: Manifest der Kommunistischen Partei) in die Geschichte ein. Am 15. September 1850 stellte Marx den Antrag, die Zentralbehörde nach Köln zu verlegen und in London zwei Kreise des Bundes zu bilden. Der Beschluss wurde gegen die einzige Gegenstimme von Karl Schapper angenommen. Am 17. September 1850 traten Marx, Engels, Liebknecht und andere aus dem Londoner Arbeiterbildungsverein aus.

#### Februarrevolution 1848, Märzrevolution und die Ausweisung aus Brüssel
Kurz nach Veröffentlichung des Kommunistischen Manifests löste die französische Februarrevolution 1848 in ganz Europa politische Erschütterungen aus; als diese Brüssel erreichten, wurde Marx verhaftet und aus Belgien ausgewiesen. Da ihn inzwischen die neu eingesetzte provisorische Regierung der Französischen Republik wieder nach Paris eingeladen hatte, kehrte er dorthin zurück; nach Ausbruch der deutschen Märzrevolution ging Marx nach Köln. Dort war er einer der Führer der revolutionären Bewegung in der preußischen Rheinprovinz und gab die Neue Rheinische Zeitung. Organ der Demokratie heraus, in der unter anderen erstmals die unvollendet gebliebene Schrift Lohnarbeit und Kapital abgedruckt wurde. Die Zeitung konnte am 19. Mai 1849 zum letzten Mal erscheinen, bevor die preußische Reaktion ihr Erscheinen unterband.

### Londoner Exil (1849–1864)

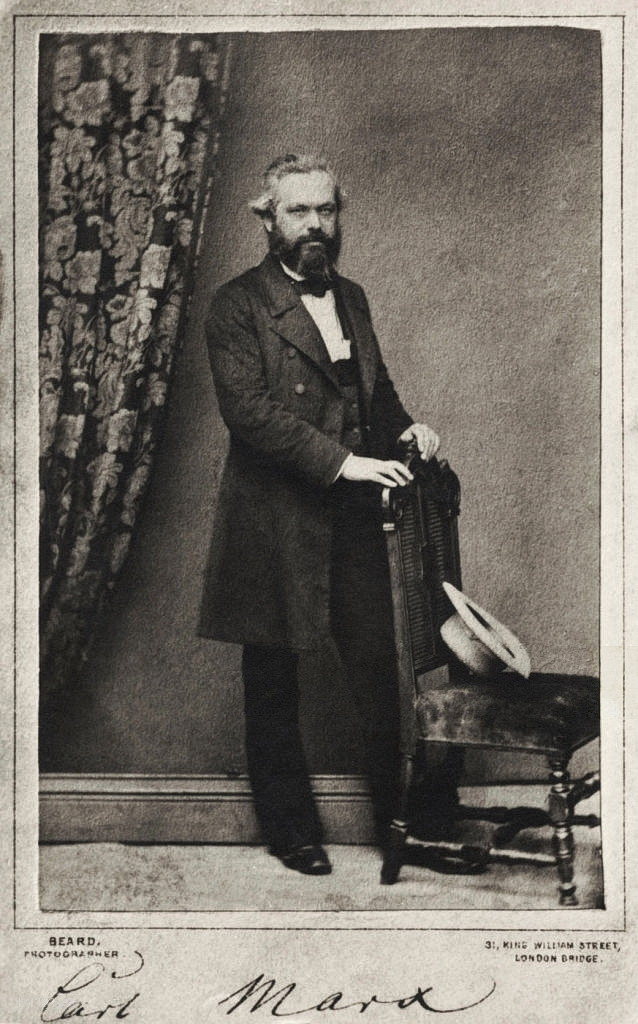
Die älteste Fotografie von Karl Marx. (Fotograf Richard Beard London 1861).

Friedrich Engels und Karl Marx (stehend); vorn Marx’ Töchter Laura, Eleanor und Jenny (vor Juni 1864)

Marx kehrte zunächst nach Paris zurück, wurde aber schon einen Monat später vor die Wahl gestellt, sich entweder in der Bretagne internieren zu lassen oder Frankreich zu verlassen. Marx ging daraufhin mit seiner Familie ins Exil nach London, wo er vor allem anfangs in der Dean Street von Soho in dürftigen Verhältnissen von journalistischer Tätigkeit lebte; er erhielt finanzielle Unterstützung vor allem von Engels, der Marx nach England folgte. Politisch widmete er sich der internationalen Agitation für den Kommunismus, theoretisch entwickelte er wesentliche Elemente einer Analyse und Kritik des Kapitalismus mit wissenschaftlichem Anspruch.
In London erschien zunächst Marx’ Werk Klassenkämpfe in Frankreich 1848 bis 1850 (als Artikelreihe 1850 in der Neuen Rheinischen Zeitung. Politisch-ökonomische Revue); daran anknüpfend Der achtzehnte Brumaire des Louis Bonaparte (1852) zur Machtergreifung Napoleons III.
Ab September 1850 bis 1853 unterstützte Wilhelm Pieper Marx als dessen Privatsekretär mit Übersetzungen und Beiträgen für die Chartistenpresse in England. Pieper war bis 1853, als er die Stelle wegen seines öffentlichen Auftretens gegen den Kölner Kommunistenprozess verlor, von der Familie Rothschild als Hauslehrer für den Sohn Alfred angestellt. Bei einer Reise auf den Kontinent nahm Pieper Kontakte zu Anhängern des Bundes auf und suchte im Auftrag von Engels in Frankfurt nach militärgeschichtlichen Publikationen.
Von 1852 an war Marx Londoner Korrespondent der New York Daily Tribune und über ein Jahrzehnt deren Korrespondent für Europa. Das damit verbundene regelmäßige Einkommen verbesserte nach dem Zeugnis von Jenny Marx die materielle Lage der Familie erheblich. Marx lieferte wöchentlich zwei Artikel. Der leitende Redakteur Charles Dana war von den Beiträgen beeindruckt und verdoppelte das Honorar auf zwei Pfund Sterling pro Artikel. In einem Leumundsschreiben bescheinigte er Marx, „nicht nur einer der höchstgeschätzten, sondern auch einer der bestbezahlten Mitarbeiter unseres Blattes“ zu sein. In den 1850er Jahren druckte die Tribune täglich an die 200.000 Exemplare und war damit die auflagenstärkste Zeitung weltweit. Schätzungsweise veröffentlichte die Tribune unter den Namen von Marx 487 Artikel, von denen 125 auf Engels zurückgingen. Es waren keine gewöhnlichen Berichte, sondern umfassende Analysen der politischen und ökonomischen Lage einzelner europäischer Länder, oft als ganze Artikelreihe. In manchen Jahren wurden bis zu einem Drittel seiner eingereichten Artikel als Leitartikel veröffentlicht. 1853 publizierte Marx The Story of the Life of Lord Palmerston in der Tribune und in England in dem von Ernest Charles Jones redigierten Chartistenorgan The People’s Paper in mehreren Artikelserien. 1855/56 erfolgte ein Nachdruck in der Londoner Free Press des David Urquhart, eines ehemaligen britischen Diplomaten in Konstantinopel, der in England für das Osmanische Reich und gegen die Politik Russlands eintrat und der jahrelang eine unermüdliche Kampagne gegen die Außenpolitik Lord Palmerstones geführt hatte, weil dieser heimlich russische Interessen verfolge.
Nachdem die Familie Marx im Frühjahr 1856 finanzielle Mittel aus der Erbschaft von Caroline von Westphalen erhalten hatte, bezog sie zunächst ein kleines Haus in der Maitland Park Road. Weiter verbessert hatte sich die Lage der Familie, nachdem Marx’ Freund Wilhelm Wolff ihn in seinem Testament großzügig bedacht hatte und das mütterliche Resterbe ausgezahlt war. Daraufhin erfolgte auch der Umzug in das große Haus „Modena Villas“ in Maitland Park.
Die Mitarbeit an der Tribune endete, als Charles Dana die Mitarbeit von Marx und aller Auslandskorrespondenten wegen inneramerikanischer Angelegenheiten im März 1862 kündigte. Der Ausfall der Tribune-Honorare versetzte die Familie in eine verzweifelte Notlage, die über mehrere Monate anhielt. 1859 schrieb Marx zahlreiche Artikel für die Arbeiterzeitung Das Volk. Marx wurde Korrespondent der Wiener Presse und stürzte sich in das Studium der politischen Ökonomie. In der Wiener Presse ergriff Karl Marx 1861 im Zuge des Sezessionskriegs Partei für die Union. Die Südstaaten bezeichnete er als „Oligarchie der Sklavenhalter“, die einen „Eroberungskrieg zur Ausbreitung und Verewigung der Sklaverei“ gegen den demokratischen Norden führe. In seinen Augen handelte es sich beim Sezessionskrieg um ein „Schlachtfeld zwischen Süd und Nord, Sklaverei und Freiheit“. Marx sympathisierte zudem mit dem republikanischen Präsidenten der Vereinigten Staaten und Arbeitersohn Abraham Lincoln, dem er 1864 in einem Brief im Namen der Internationalen Arbeiterassoziation zur Wiederwahl gratulierte. In diesem Brief bekräftigte er seine Positionen zum amerikanischen Bürgerkrieg und lobte die Vereinigten Staaten als „große demokratische Republik [...] von dem die erste Erklärung der Menschenrechte ausging und der erste Anstoß zu der europäischen Revolution des 18. Jahrhunderts gegeben wurde“. 1861 versuchte er mit gerichtlichen Mitteln und unterstützt von Ferdinand Lassalle, seine preußische Staatsbürgerschaft wiederzuerlangen, doch die preußische Regierung verweigerte dies. Während des Januaraufstands 1863 nahm Marx Kontakt zu polnischen Aufständischen auf und veranlasste den Deutschen Arbeiterbildungsverein in London, sich an der Unterstützung der Polen zu beteiligen.

### Arbeit amKapitalund die Internationale

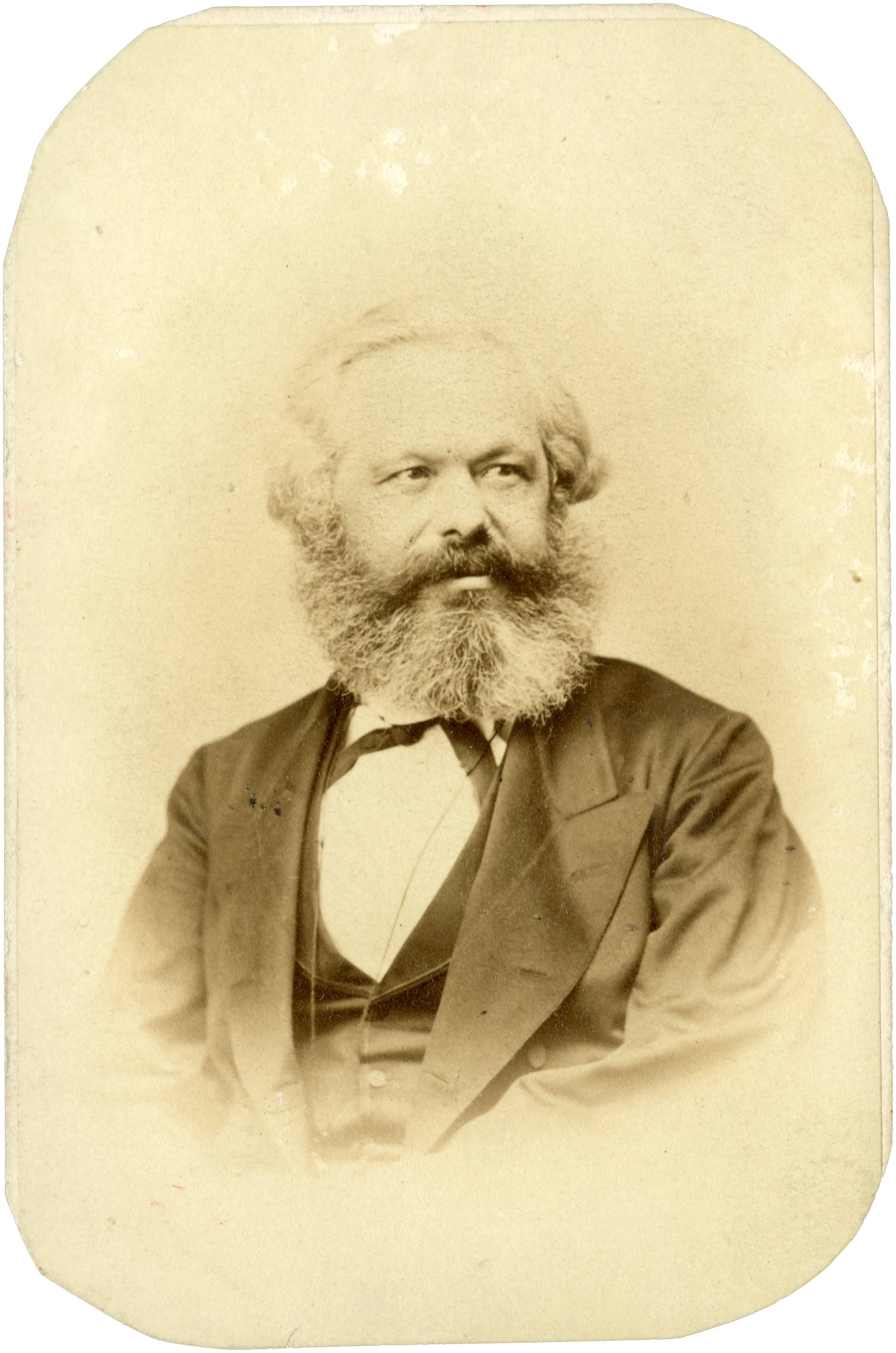
Karl Marx in Hannover (1867), Foto von Friedrich Karl Wunder

In der Folge entstanden Marx’ ökonomische Hauptwerke. Als erste systematische Darstellung der marxschen ökonomischen Grundgedanken war 1859 Zur Kritik der politischen Ökonomie erschienen, das ursprünglich als erstes Heft zur Fortsetzung bestimmt war. Doch Marx war mit der Detailausführung des Gesamtplans noch nicht zufrieden, und so begann er seine Arbeit von neuem. Erst 1867 erschien der erste Band seines Hauptwerks Das Kapital. Die beiden folgenden Bände wurden posthum von Friedrich Engels 1885 und 1894 herausgegeben.
Im selben Jahr hielt sich Marx von April bis Mai als Gast des Arztes Louis Kugelmann in Hannover auf; hier entstanden zwei Porträt-Fotografien durch Friedrich Karl Wunder.
Während er das Kapital ausarbeitete, bot sich ihm wieder Gelegenheit zu praktischer Tätigkeit in der Arbeiterbewegung: 1864 beteiligte er sich federführend an der Gründung der Internationalen Arbeiter-Assoziation (kurz „Erste Internationale“), in deren Generalrat er eine „intellektuelle Führungsrolle“ übernahm. Er leitete sie bis zur faktischen Auflösung 1872 (durch Verlegung der Zentrale in die USA, formeller Auflösungsbeschluss 1876). Marx entwarf die Statuten und das grundlegende Programm, die „Inauguraladresse der Internationalen Arbeiter-Assoziation“, das so disparate Sektionen wie deutsche Kommunisten, englische Gewerkschafter, Schweizer Anarchisten und französische Proudhonisten zusammenführte. Aus zwei 1865 gehaltenen Vorträgen bei Sitzungen des Generalrats entstand die von seiner Tochter Eleanor 1898 veröffentlichte Schrift Lohn, Preis und Profit.
In den deutschen Staaten trieb Marx zunächst die Schaffung einer revolutionären sozialistischen Partei voran; dies geschah in Abgrenzung zum sozialreformerisch ausgerichteten Allgemeinen Deutschen Arbeiterverein des früheren Marx-„Schülers“ Ferdinand Lassalle, mit dem er sich in den politischen Zielen entzweit hatte. Wilhelm Liebknecht, zu dem Marx bereits in seinem Londoner Exil in den 1850er Jahren regelmäßig Kontakt hatte, blieb seit seiner Übersiedlung nach Berlin 1862 weiterhin in Verbindung zu Marx und Engels. Beide unterstützten ihn durch Beiträge in den Zeitungen Demokratisches Wochenblatt und Der Volksstaat. Liebknecht war 1869 Mitbegründer der Sozialdemokratischen Arbeiterpartei, die sich 1875 mit den Lassalleanern zur Sozialistischen Arbeiterpartei Deutschlands vereinigte, der späteren Sozialdemokratischen Partei Deutschlands (SPD).
Am 30. Juni 1869 wurde Marx zum Mitglied der Royal Society for the Encouragement of Arts, Manufactures & Commerce gewählt.

### London (1872–1883)

#### Der Haager Kongress

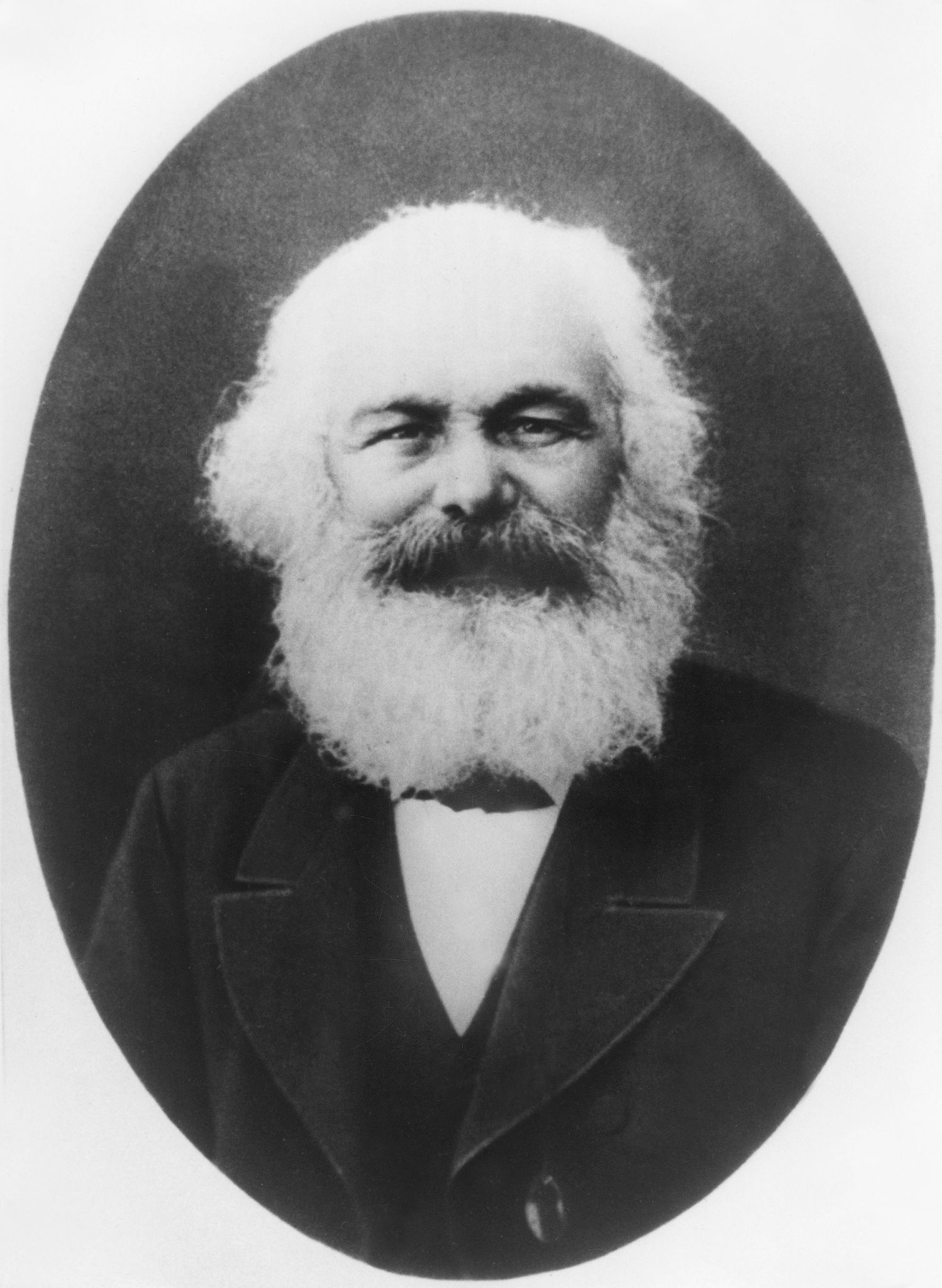
Karl Marx, Foto von E. Dutertre, Algier (1882)

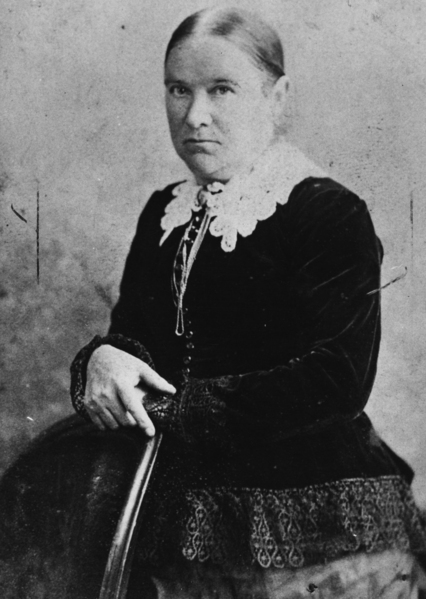
Marx’ Haushälterin Helena („Lenchen“) Demuth (1870er Jahre)

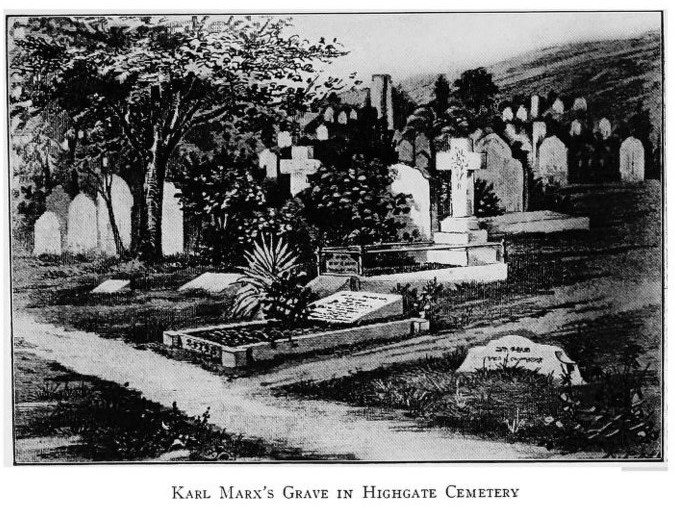
Das schlichte ursprüngliche Grab der Familie Marx (1881 bis 1954). Nach einer Fotografie von Karl Pinkau (1896).

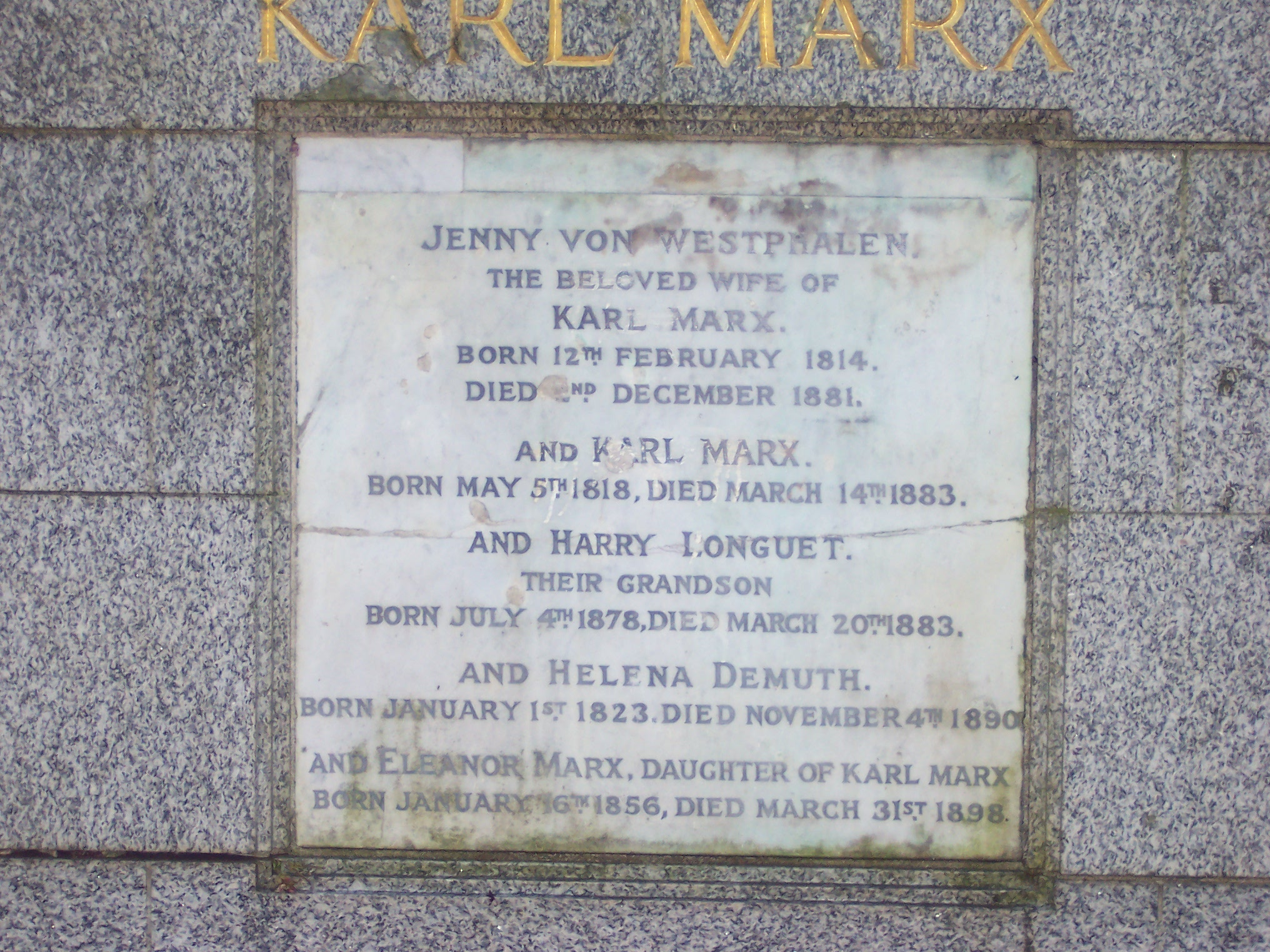
Die ursprüngliche Grabplatte ist in der Mitte der Front des Grabdenkmals eingelassen.

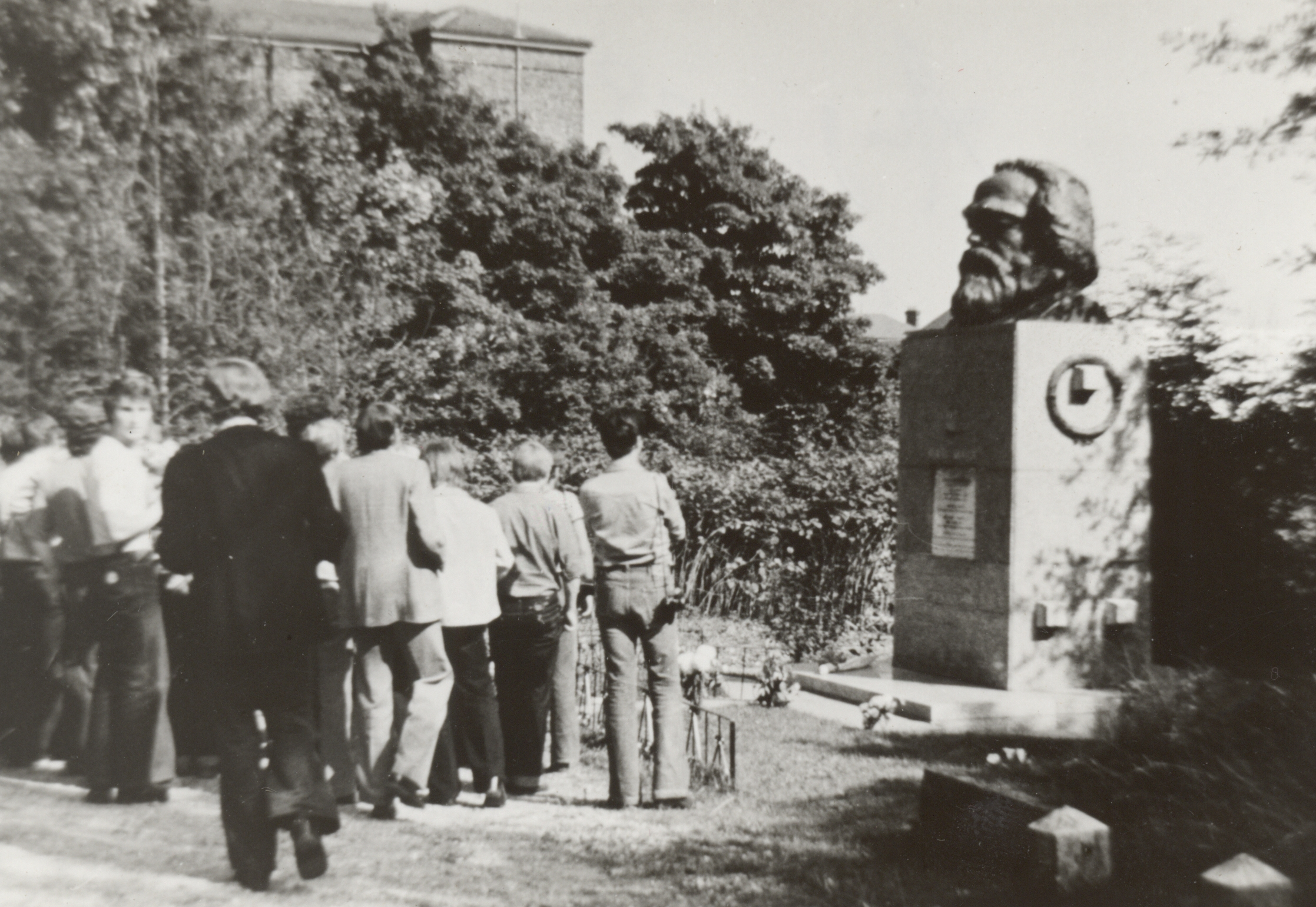
DDR-Delegation am Grab, August 1978

Im Mai 1872 schlug Marx dem Generalrat der Internationalen vor, den Haager Kongress vorzubereiten. Es sollten die Allgemeinen Statuten und Verwaltungsverordnungen überarbeitet werden. An Friedrich Adolph Sorge schrieb er: „Auf diesem Kongreß handelt es sich um Leben und Tod der Internationalen“. Vom 2. bis 7. September 1872 fand der Kongress im „Café Schryver“ in der „Lombardstraat 109“ in Den Haag statt. 65 Delegierte aus 15 Ländern nahmen am Kongress teil, darunter Karl Marx, begleitet und unterstützt von seiner Tochter Eleanor Marx. Mehrheitlich wurde beschlossen, den Sitz des Generalrats nach New York zu verlegen. Es wurde beschlossen, Artikel 6 der Statuten zu ändern. Der Generalrat erhielt das Recht, Sektionen und lokale Föderationen auszuschließen. Auch wurde beschlossen: „Die Konstituierung des Proletariats als politische Partei ist unerlässlich“. Außerdem wurde eine Sonderkommission zur Klärung der geheimen Allianz von Bakunin beschlossen. Am 8. September fuhren die meisten Delegierten nach Amsterdam zu einer Kundgebung. Hier erklärte Marx, dass nicht zu leugnen sei, „dass es Länder gibt, wie Amerika, England, und wenn mir eure Institutionen besser bekannt wären, würde ich vielleicht noch Holland hinzufügen, wo die Arbeiter auf friedlichem Wege zu ihrem Ziel gelangen können.“

#### Weitere Arbeit am Kapital
Marx arbeitete von 1872 bis 1875 an der französischen Ausgabe von Le Capital. Im Nachwort schrieb er: „Welches auch die literarischen Mängel dieser französischen Ausgabe sein mögen, sie besitzt einen wissenschaftlichen Wert unabhängig vom Original und sollte selbst von Lesern herangezogen werden, die der deutschen Sprache mächtig sind.“ Am zweiten Band setzte er seine Arbeit zwischen 1876 und 1881 fort. und er setzte seine 1866 unterbrochenen Ausarbeitungen für den 3. Band des Kapital 1871 bis 1882 fort.

#### Tod und Bestattung
An der Vollendung seiner stetig vorangetriebenen ökonomischen Arbeiten hinderte Marx seine zunehmende Kränklichkeit. In den Jahren von 1862 bis 1874 litt er an einer Hautkrankheit, die ihn stark behinderte. Um sicher auf dem Kontinent zu reisen, stellte Marx am 1. August 1874 einen Antrag auf die britische Staatsbürgerschaft, der aber am 17. August abgelehnt wurde mit der Begründung, er sei ein “notorious agitator, the head of the International Society, and an advocate of Communistic principles. This man has not been loyal to his own King and Country”. 1874, 1875 und 1876 war Marx zu Kuraufenthalten in Karlsbad und 1877 in Neuenahr.
Nach der Auflösung der Ersten Internationale 1876 blieb Marx in ständiger Verbindung mit fast allen wichtigen Personen der europäischen und amerikanischen Arbeiterbewegung, die sich oft mit ihm persönlich berieten.
Von März bis November 1877 beschäftigte sich Karl Marx mit dem Werk von Eugen Dühring, insbesondere mit dessen Kritischer Geschichte der Nationalökonomie. Er tat das für Friedrich Engels, der Marx’ Ausarbeitungen in Herrn Eugen Dühring’s Umwälzung der Wissenschaft (Anti-Dühring) benutzte.
Sir Mountstuart Elphinstone Grant Duff suchte Anfang 1879 den Kontakt zu Karl Marx im Auftrag von Victoria, der ältesten Tochter der englischen Königin. Darüber berichtet er seiner Auftraggeberin am 1. Februar 1879.
Am 2. Dezember 1881 starb seine Frau Jenny Marx.
Vom 28. Februar bis 4. Mai 1882 hielt sich Marx in Algier auf, um seine Krankheiten auszukurieren. Auf der Rückreise machte er noch Station in Nizza (5. und 6. Mai 1882) und in Monte Carlo bis zum 2. Juni, danach weilte er zur Erholung in Cannes.
Bei einer Kur auf der Isle of Wight in Ventnor, wo der Schwerkranke von seiner Tochter Eleanor Marx mitversorgt wurde, erfuhr er vom Tod seiner „vom Mohr am meisten geliebte Tochter“ Jenny Longuet, die am 11. Januar 1883 gestorben war. Sein Arzt war hier James Mann Williamson.
Marx starb am 14. März 1883 im Alter von 64 Jahren in London in Maitland Park. Seinen Tod bescheinigte der Chirurg W. D. Seyman (M.R.C.S.), der als Todesursache Laryngitis feststellte. Eleanor Marx, die am 26. März 1883 ihrer Schwester Laura Lafargue schrieb, dass er aus seinem Schlafzimmer in seine Studierstube gegangen, sich auf seinen Lehnstuhl gesetzt hatte und ruhig eingeschlafen war, meldete den Tod ihres Vaters am 16. März an. Marx wurde am 17. März 1883 auf dem Highgate Cemetery beigesetzt. Friedrich Engels hielt eine Trauerrede. Die wissenschaftlichen Leistungen von Karl Marx hat Engels in seiner Grabrede in zwei wesentliche Entdeckungen unterteilt:

„Wie Darwin das Gesetz der Entwicklung der organischen Natur, so entdeckte Marx das Entwicklungsgesetz der menschlichen Geschichte: […]; daß also die Produktion der unmittelbaren materiellen Lebensmittel und damit die jedesmalige ökonomische Entwicklungsstufe eines Volkes oder eines Zeitabschnitts die Grundlage bildet, aus der sich die Staatseinrichtungen, die Rechtsanschauungen, die Kunst und selbst die religiösen Vorstellungen der betreffenden Menschen entwickelt haben, und aus der sie daher auch erklärt werden müssen – nicht, wie bisher geschehen, umgekehrt.
Damit nicht genug. Marx entdeckte auch das spezielle Bewegungsgesetz der heutigen kapitalistischen Produktionsweise und der von ihr erzeugten bürgerlichen Gesellschaft. Mit der Entdeckung des Mehrwerts war hier plötzlich Licht geschaffen […].“

Am Grab von Karl Marx standen Eleanor Marx, Carl Schorlemmer, Ray Lankester, Horatio Bryan Donkin, Wilhelm Liebknecht, die Schwiegersöhne Charles Longuet und Paul Lafargue, Friedrich Leßner, Georg Lochner, Edward Aveling, Helena Demuth, Gottfried Lembke und der Ehemann von Caroline Maitland Ernest Radford. Marx selbst hatte sich eine Begrenzung der „Theilnahme an dem Begräbniß auf die Familie und die intimsten Freunde“ gewünscht, was von seinen Töchtern Laura und Eleanor sowie Friedrich Engels befolgt wurde.
Am 23. November 1954 wurden die sterblichen Überreste von Karl Marx, Jenny von Westphalen, Harry Longuet und Helena Demuth exhumiert und, rund hundert Yards vom alten Grab entfernt, neu bestattet – neben dem Standort eines noch zu errichtenden Grabdenkmals. Den Auftrag, dieses Grabdenkmal zu schaffen, erhielt der britische Bildhauer Laurence Bradshaw, nachdem die Kommunistische Partei Großbritanniens den Marx-Memorial-Fund gegründet hatte.
Enthüllt wurde das Grabdenkmal am 14. März 1956 von Harry Pollitt, dem damaligen Generalsekretär der Kommunistischen Partei Großbritanniens. Das Monument besteht aus einer überlebensgroßen, bronzenen Porträtbüste von Karl Marx auf einem quaderförmigen Sockel. Die Front des Sockels trägt oben die Inschrift „Workers of All Lands Unite“ („Proletarier aller Länder, vereinigt Euch“) aus dem Kommunistischen Manifest und unten die der 11. These über Feuerbach: „Philosophers have only interpreted the world in various ways. The point, however, is to change it.“ („Die Philosophen haben die Welt nur verschieden interpretirt; es kömmt drauf an, sie zu verändern“). In die Mitte der Sockelfront ist die originale Grabplatte des ursprünglichen Grabes der Familie Marx eingelassen.

### Nachkommen
Gemeinsam mit seiner Ehefrau Jenny hatte Karl Marx sieben Kinder:
- Jenny Caroline (1844–1883)
- Jenny Laura (1845–1911)

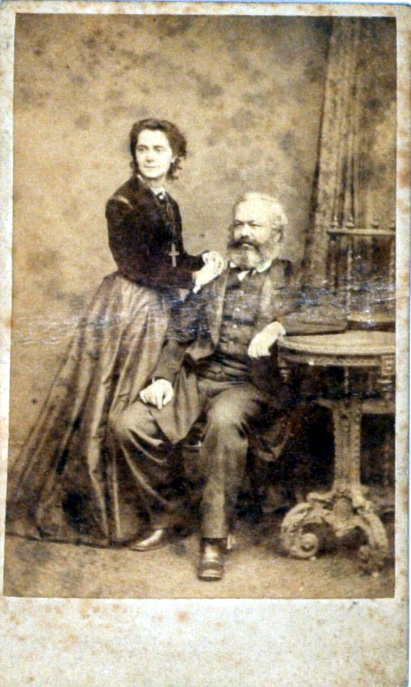
Marx mit seiner Tochter Jenny (1869), Fotografie von German Fehrenbach

- Charles Louis Henri Edgar (benannt nach seinem Onkel Edgar von Westphalen), genannt „Cornel Musch“, französisch mouche[83] (* 3. Februar 1847;[84] † 6. April 1855)
- Heinrich Edward Guy, genannt Guido oder „Föxchen“ (* 5. November 1849; † 19. November 1850)[85]
- Jenny Eveline Francis, genannt Franziska (* 28. März 1851; † 14. April 1852)[85]
- Jenny Julia Eleanor, genannt „Tussy“ (1855–1898)
- N. N.[A 14] (1857–1857)

Am 23. Juni 1851 wurde Henry Frederick Demuth als unehelicher Sohn von Helena Demuth in der Wohnung „28 Dean Street Soho“ geboren. Friedrich Engels gab sich, auf Bitten von Karl Marx, bis kurz vor Engels Tod als Vater von Frederick „Freddy“ Demuth aus. Während eine Reihe von Historikern ihn für einen illegitimen Sohn von Karl Marx hält, listet Terrell Carver eine Reihe von Argumenten auf, die das in Zweifel ziehen. Jenny Marx bemühte sich im Oktober 1851 um eine Amme für Henry Frederick Demuth bei der Familie Devalek in Brüssel, die auch ihren Sohn Edgar 1847 versorgt hatte.
Vier von Marx’ Kindern starben noch im Kindesalter; Jenny Caroline starb 1883 im Alter von 38 Jahren, gerade zwei Monate vor ihrem Vater. Die beiden ihn überlebenden Töchter beendeten ihr Leben durch Suizid.
Die drei Töchter Jenny, Laura und Eleanor Marx waren wie ihre Eltern in der sozialistischen Bewegung tätig. Laura heiratete 1868 Paul Lafargue, Jenny 1872 Charles Longuet, Eleanor war gegen den Willen ihres Vaters, den sie „Mohr“ nannte, verlobt mit Prosper-Olivier Lissagaray, dessen Histoire de la Commune von Karl Marx angeregt, durchgesehen und verbreitet wurde, lebte ab 1884 zusammen mit Edward Aveling; alle drei Schwiegersöhne Marx’ betätigten sich als sozialistische Agitatoren, die ersten beiden in Frankreich, der dritte in Großbritannien.

### Eintragung in dasConfession bookseiner Tochter Jenny
Im März 1865 füllte Karl Marx in englischer Sprache seinen Fragebogen im Bekenntnisalbum seiner Tochter Jenny Caroline aus (in runden Klammern die Originaltexte).

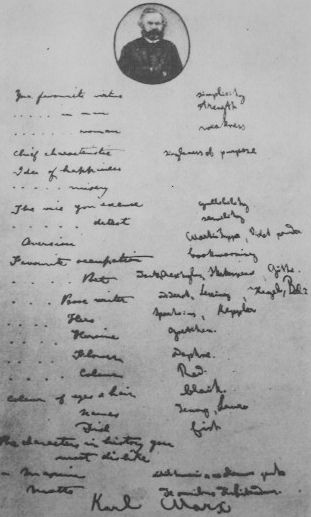
Marx’ Bekenntnisse im Album von Jenny Marx (Tochter)

| Frage                                                                                                 | Antwort |
| --- | --- |
| Ihre Lieblingstugend (Your favourite virtue)                                                          | Einfachheit (simplicity) |
| * beim Mann (in man)                                                                                  | Kraft (strength) |
| * bei der Frau (in woman)                                                                             | Schwäche (weakness) |
| Hauptmerkmal (Chief characteristic)                                                                   | Zielstrebigkeit (singleness of purpose)                                                                                      |
| Auffassung vom Glück (Idea of happiness)                                                              | |
| * vom Unglück (misery)                                                                                | |
| Das Laster, das Sie entschuldigen (The vice you excuse)                                               | Leichtgläubigkeit (gullibility)                                                                                              |
| * verabscheuen (deteste)                                                                              | Kriecherei (servility) |
| Abneigung (Aversion)                                                                                  | Martin Farquhar Tupper, Veilchenpuder (Martin Tupper, Violet powder)                                                         |
| Lieblingsbeschäftigung (Favourite occupation)                                                         | in Büchern stöbern (bookworming)                                                                                             |
| * Dichter (poet)                                                                                      | Dante Alighieri, Aischylos, William Shakespeare, Johann Wolfgang von Goethe (Dante, Aeschylus, Shakespeare, Göthe)           |
| * Schriftsteller (Prose writer)                                                                       | Denis Diderot, Gotthold Ephraim Lessing, Georg Wilhelm Friedrich Hegel, Honoré de Balzac (Diderot, Lessing, Hegel, Bal[zac]) |
| * Held (Hero)                                                                                         | Spartacus, Johannes Kepler (Spartacus, Keppler)                                                                              |
| * Heldin (Heroine)                                                                                    | Gretchen (Gretchen.) |
| * Blume (Flower)                                                                                      | Seidelbast (Daphne.) |
| * Farbe (Colour)                                                                                      | Rot (Red.) |
| Lieblingsaugen- und -haarfarbe (Colour of eyes & hair)                                                | Schwarz (black.) |
| Namen (names)                                                                                         | Jenny, Laura (Jenny, Laura)                                                                                                  |
| Gericht (dish)                                                                                        | Fisch (fish) |
| Die historischen Personen, welche Sie am wenigsten mögen (The characters in history you most dislike) | [im Original freigeblieben]                                                                                                  |
| – Maxime (Maxim)                                                                                      | Nichts Menschliches ist mir fremd. (Nihil humani a me alienum puto)                                                          |
| – Motto (Motto)                                                                                       | An allem ist zu zweifeln. (De omnibus dubitandum.)                                                                           |

## Überblick über die marxsche Theorie

### Einleitung
Karl Marx gilt als einflussreichster Theoretiker des Kommunismus, dessen Schriften die Arbeiterbewegungen des 19. und 20. Jahrhunderts weltweit, von den sozialistisch-kommunistischen Bewegungen Russlands und Deutschlands (SPD, KPD) bis zu denen Lateinamerikas und Ostasiens, entscheidend, wenngleich auf sehr unterschiedliche Weise geprägt haben. In der modernen Volkswirtschaftslehre wird er den Nationalökonomen zugeordnet. Auch die Philosophie und andere Geisteswissenschaften sowie die Sozialwissenschaften wurde von Marx beeinflusst, wobei die Anhänger seiner Theorie in verschiedenen Disziplinen oft zusammengefasst als Marxisten bezeichnet werden.
Wie viele Philosophen des 19. Jahrhunderts war Marx von der Philosophie Hegels geprägt. Hegel, der als einer der bedeutendsten Philosophen der Neuzeit angesehen wird, vertrat eine idealistische, teleologische Geschichtsphilosophie. Die Schüler Hegels spalteten sich in Linkshegelianer und Rechtshegelianer, wobei letztere den Geschichtsprozess mit der bürgerlichen Gesellschaft als zur Vollendung gekommen und abgeschlossen betrachteten, während die Linkshegelianer die letzte Erfüllung des Geschichtsziels als noch ausstehend einstuften. Marx’ philosophische Position ging insbesondere aus den heftig geführten Auseinandersetzungen innerhalb des Linkshegelianismus hervor.
Marx übernahm von Hegel die Denkfigur der Dialektik sowie die Annahme einer Gesetzmäßigkeit der Geschichte. Diese führte er jedoch anders als Hegel nicht auf die Entfaltung eines „Weltgeistes“ zurück, sondern auf materielle, soziale Bedingungen und Auseinandersetzungen innerhalb der Gesellschaft. Hier wird Marx’ zweiter bedeutender philosophischer Einfluss sichtbar: der Materialismus, insbesondere derjenige Feuerbachs. So versuchte Marx, die hegelsche Dialektik durch eine Verbindung mit dem Materialismus in Form eines „dialektischen Materialismus“ quasi „vom Kopf auf die Füße“ zu stellen:

„Meine dialektische Methode ist der Grundlage nach von der Hegelschen nicht nur verschieden, sondern ihr direktes Gegentheil. Für Hegel ist der Denkproceß, den er sogar unter dem Namen Idee in ein selbständiges Subjekt verwandelt, der Demiurg des Wirklichen, das nur seine äußere Erscheinung bildet. Bei mir ist umgekehrt das Ideelle nichts andres als das im Menschenkopf umgesetzte und übersetzte Materielle.“

Die zentrale bewegende Kraft im bisherigen historischen Entwicklungsprozess der menschlichen Gesellschaft sah Marx – neben der schöpferischen Auseinandersetzung mit der Natur und der Gesellschaft – im Klassenkampf:

„Die Geschichte aller bisherigen Gesellschaft ist die Geschichte von Klassenkämpfen.“

Eine besondere Rolle spielen dabei revolutionäre Umwälzungen: „Die Revolutionen sind die Locomotiven der Geschichte.“ (= Marx-Engels-Gesamtausgabe. Abteilung I. Band 10, S. 187; Marx-Engels-Werke Band 7, S. 85). Indem er auf diese Weise die Geschichte auf ihre materiellen Bedingungen zurückführte, setzte Marx an die Stelle des hegelschen Idealismus einen „historischen Materialismus“.
Eine bekannte Theorie in diesem Kontext ist das Basis-Überbau-Schema, nach dem die gesellschaftlichen Institutionen (Staat, Justiz, Kultur, Wertvorstellungen) ein „Überbau“ einer tieferliegenden „Basis“ von ökonomischen Produktionsverhältnissen (und zugleich Klassen- und Herrschaftsverhältnissen) und Produktivkräften und bei aller Selbständigkeit an deren Eigentümlichkeit gebunden seien. So braucht die kapitalistische Produktionsweise beispielsweise einen bestimmten Rechtsrahmen, damit freie Warenbesitzer am Markt ihre Produkte tauschen können, unabhängig von anderen gesetzlichen Regelungen. Dieser Rechtsrahmen müsse wiederum von einer über den Warenbesitzern stehenden Gewalt in Form des Staates gesichert werden. Insbesondere die Entwicklung jener ökonomischen Basis sei neben den Klassenkämpfen die in der bisherigen Menschheitsgeschichte treibende Entwicklungskraft für die gesamten gesellschaftlichen Verhältnisse.
Das Basis-Überbau-Schema wurde oft als starres Modell zur Reduktion aller politischen und ideologischen Phänomene auf ökonomische Kategorien missverstanden. Marx’ berühmte Formulierung, dass das gesellschaftliche Sein das Bewusstsein bestimmt (vgl. Marx-Engels-Werke Band 13, S. 9), leistet diesem Missverständnis noch Vorschub. Tatsächlich aber betonte Marx explizit die Dialektik der Wechselwirkung zwischen Sein und Bewusstsein. Auch das Bewusstsein kann das Sein verändern – gerade die Möglichkeit von Revolutionen beruhe auf dieser Freiheit des Menschen, die Verhältnisse bewusst umzugestalten, anstatt sich von ihnen beherrschen zu lassen. Obwohl sie nicht frei von entsprechenden Tendenzen ist, versteht Marx’ Geschichtsphilosophie sich doch nicht als mechanistischer Determinismus, sondern als Versuch der Verwirklichung der menschlichen Freiheit. Aber diese Freiheit ist eben stets an ihre materielle und soziale Umgebung gebunden.

### Kritik der politischen Ökonomie

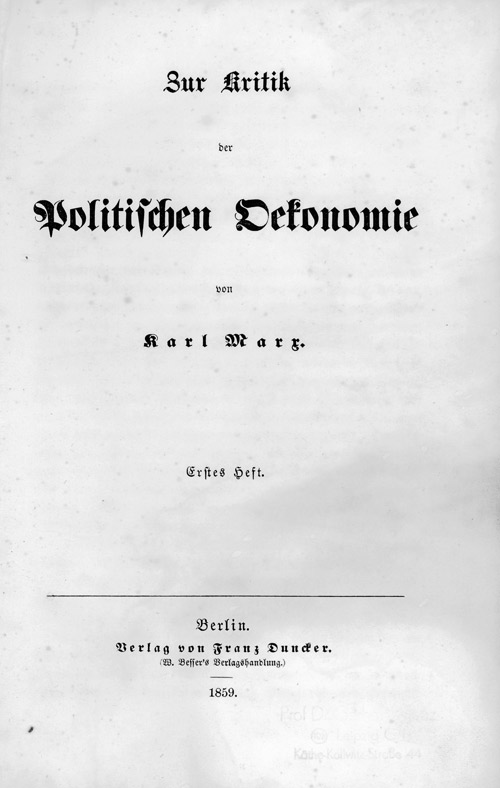
Titelblatt der Erstausgabe Zur Kritik der politischen Ökonomie (1859)

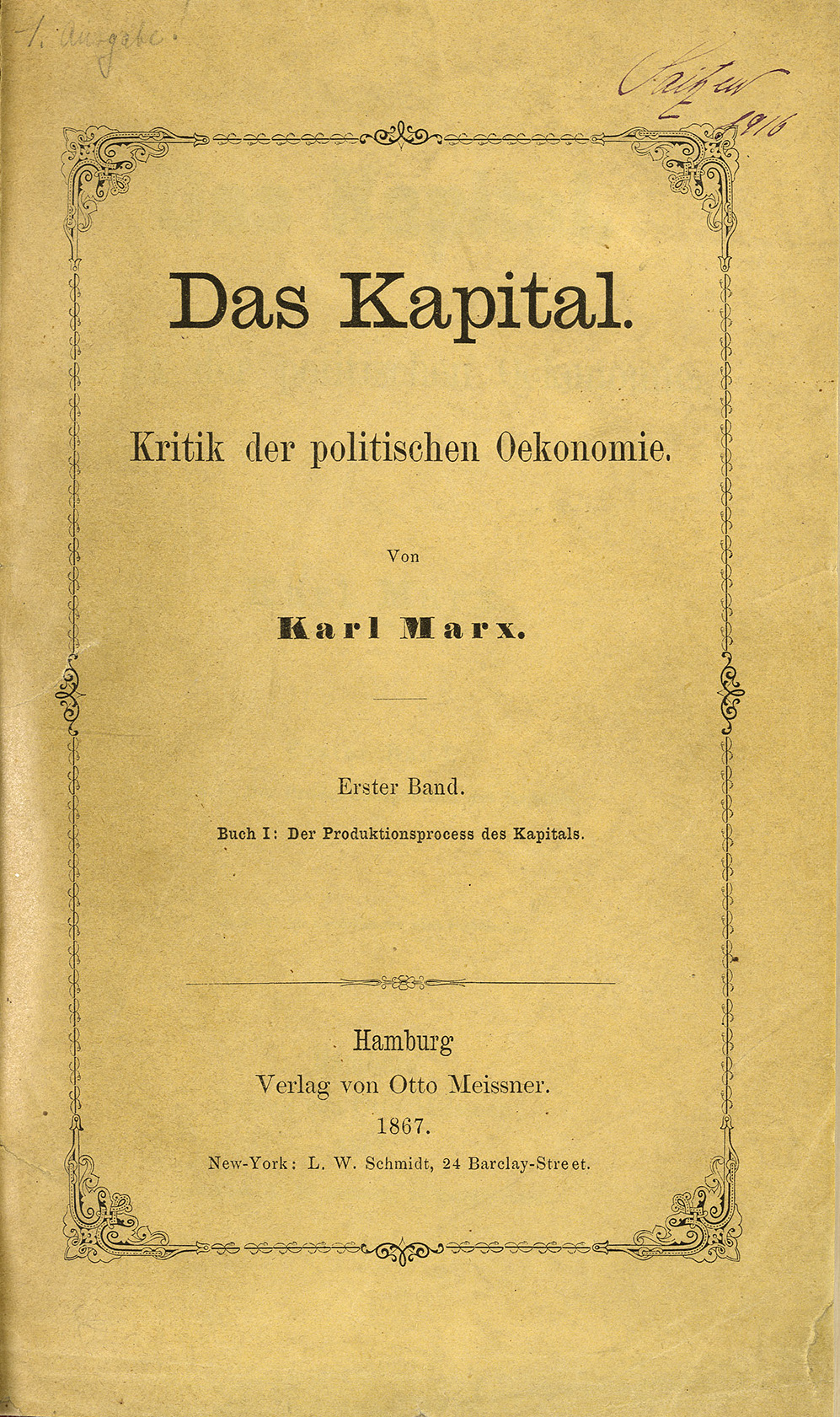
Titelblatt der Originalausgabe des ersten Bandes Das Kapital (1867)

Um die Bedingungen für eine kommunistische Bewegung zu erfassen, aber auch, um die bestehenden Verhältnisse adäquat kritisieren und damit bekämpfen zu können, bemühte sich Marx zeit seines Lebens um eine grundlegende ökonomische Analyse der kapitalistischen Gesellschaft. In seinem insgesamt 2200 Seiten umfassenden dreibändigen Hauptwerk Das Kapital (Band 1: 1867, Band 2 und 3 postum) unternimmt Marx eine fundamentale „Kritik der politischen Ökonomie“. Dies beinhaltet einerseits die Analyse der Warenform, des Werts, des Kapitals und der kapitalistischen Produktions- und Distributionsverhältnisse, in welche die Produktion des gesellschaftlichen Reichtums in der bürgerlich-kapitalistischen Gesellschaft eingebettet ist. Andererseits beinhaltet die Kritik der bürgerlichen Ökonomie auch die Kritik an den klassischen bürgerlichen Theoretikern der Ökonomie wie Adam Smith oder David Ricardo, die Marx trotz der Mängel und ungelösten Probleme ihrer Theorien sehr schätzte. So lobt er die präzise, klare, einfache Sprache Ricardos, der alle ökonomischen Erscheinungen auf der Grundlage des Arbeitswerts erklärt, „selbst diejenigen, welche im ersten Augenblick ihr zu widersprechen scheinen, wie die Rente, die Akkumulation der Kapitalien und das Verhältnis der Löhne zu den Profiten. Gerade das ist es, was seine Lehre zu einem wissenschaftlichen System macht …“ Eine der zentralen Thesen der marxschen Theorie des Kapitalismus ist der unversöhnliche Klassengegensatz zwischen Proletariat und Bourgeoisie, auf dem der innerhalb der bestehenden Verhältnisse unüberwindbare Antagonismus der kapitalistischen Gesellschaft beruhe. Diese Aufteilung der Gesellschaft in Kapitalisten und Arbeiter ist einerseits nach Marx Voraussetzung der kapitalistischen Produktionsweise – es muss eine „freie“ Arbeiterschaft geben, die gezwungen ist, ihre Arbeitskraft an die Produktionsmittelbesitzer zu verkaufen. Andererseits ist die Klassenspaltung zwingendes Resultat der auf allgemeiner Warenproduktion und dem Verkauf der Arbeitskraft als Ware beruhenden Produktionsweise. Im scharfen Gegensatz z. B. zu Proudhon betont Marx deshalb, dass eine revolutionäre Überwindung von Ausbeutung und Klassenherrschaft nur möglich ist, wenn auch die ökonomischen Basiskategorien des Kapitalismus überwunden werden, welche – unabhängig vom Willen der Akteure (Kapitalisten, Arbeiter) „hinter ihrem Rücken“ – zu Ausbeutung und Klassenherrschaft führen. „Ebensowohl könnte man den Papst abschaffen und den Katholizismus bestehen lassen.“ (Marx, Das Kapital, Marx-Engels-Werke Band 23, S. 102 Fn. 40.)
Marx und Engels prägten maßgeblich den Begriff der „kapitalistischen Produktionsweise“ bzw. des Kapitalismus, der am systematischsten in Marx’ Hauptwerk Das Kapital dargestellt wurde. Unter Kapitalismus verstehen sie eine Wirtschaftsordnung, die sich durch Privateigentum an Produktionsmitteln, durch Produktion für einen den Preis bestimmenden Markt, beständiger Profitmaximierung und den Widerspruch zwischen Lohnarbeit und Kapital auszeichnet. Nach Marx verändert sich im Übergang vom Feudalismus zum Kapitalismus zwar die gesellschaftliche Produktionsweise bedeutend, jedoch behält sie ihren Klassencharakter bei. Marx beschreibt die kapitalistische Gesellschaft als Gesellschaft des Elends, der Ausbeutung und der Entfremdung.
Aufbauend auf den Theorien der Vertreter der Klassischen Nationalökonomie, allen voran Adam Smith und David Ricardo, interpretiert Marx die Arbeitswerttheorie neu und formuliert sie um zu seiner Arbeitswertlehre, mit deren Hilfe er die Ausbeutung des Proletariats durch das Kapital zu beschreiben versucht.

#### Die Überwindung der Ricardoschen Schule
Die Marxsche politische Ökonomie bestätigt ihre Bedeutung durch die theoretischen Leistungen, die sie über ihre Vorläufer erhebt und durch plausible Abgrenzungen gegenüber ihren wissenschaftlichen Gegnern. Zu den Quellen, aus denen Marx schöpfte, gehörte die bürgerliche klassische Ökonomik, die in England mit William Petty (1623–1687) und in Frankreich mit Pierre Le Pesant de Boisquillebert (1646–1714) begann, in England mit Adam Smith (1723–1790) und in Frankreich mit Francois Quesnay (1694–1774) Höhepunkte erlebte, um in England mit David Ricardo (1772–1823) und in Frankreich mit Simonde de Sismondi (1773–1842) abzuschließen. Im Gegensatz zu ihren monetaristischen und merkantilistischen Vorläufern verlagerten die klassischen Ökonomen die theoretische Betrachtung vom Zirkulationsprozess zum Produktionsprozess. Marx verstand unter der klassischen politischen Ökonomie „alle Ökonomie seit W. Petty, die den inneren Zusammenhang der bürgerlichen Produktionsverhältnisse erforscht im Gegensatz zur Vulgärökonomie, die sich nur innerhalb des scheinbaren Zusammenhangs herumtreibt …“ Marx knüpfte an die großen Leistungen der Klassiker an und indem er deren Stärken übernahm und ihre Schwächen überwand, erweist er sich als der eigentliche Vollender des klassischen ökonomischen Denkens und bereicherte die theoretische Ökonomie nachhaltig.
Marx’ Hauptwerk „Das Kapital“, obwohl unvollendet geblieben, ist in Prägnanz und Wesenserfassung die noch immer gültige Beschreibung der kapitalistischen Wirtschaft und damit der Grundlagen der bürgerlichen Gesellschaft. „Das Verhältnis von Kapital und Arbeit, die Angel, um die sich unser ganzes heutiges Gesellschaftssystem dreht“, schrieb Friedrich Engels, „ist hier zum ersten Mal wissenschaftlich entwickelt ...“ Marx’ Denkleistungen revolutionierten die ökonomische Wissenschaft. So gilt er als der erste Werttheoretiker, „dem eine Integration von Wert- und Geldtheorie (gelang).“ Er fügte der Rententheorie Ricardos und Johann Heinrich von Thünens (1783–1850), die nur die Differentialrente kannten, eine Theorie der absoluten Grundrente hinzu. Er entwickelte, inspiriert sicher von Francois Quesnays „Tableau économique“ mit seinen Reproduktionsschemata das zweite makroökonomisches Kreislaufmodell in der Geschichte des ökonomischen Denkens. Selbst seine Kontrahenten zollen ihm dafür Respekt. Normalerweise wird Wassily Leontief als Begründer der Input-Output-Analyse angesehen. „Der wirkliche Begründer der Input-Output-Modellkonzeption ist jedoch kein anderer als Marx, auch wenn man die von ihm vorgelegte Tabelle erst etwas modifizieren muss, um eine ‚echte‘ Input-Output-Tabelle zu erhalten.“
Bedeutsam sind vor allem seine vier großen werttheoretischen Entdeckungen:
Erstens der Doppelcharakter der warenproduzierenden Arbeit. Schon Aristoteles (384–322 v.u.Z.) kannte die zwei Seiten der Ware: Gebrauchswert (Nützlichkeit) und Tauschwert. Marx fand es sonderbar, „daß den Ökonomen ohne Ausnahme das Einfache entging, daß wenn die Ware das Doppelte von Gebrauchswert und Tauschwert, auch die in der Ware dargestellte Arbeit Doppelcharakter besitzen muß.“ Seine klassischen Vorläufer waren Arbeitswerttheoretiker. Sie sahen aber immer nur die Arbeit als etwas Konkretes und mussten so „überall auf Unerklärliches“ stoßen. Die Waren produzierende Arbeit ist jedoch zugleich abstrakte Arbeit. Als konkrete Arbeit schafft sie den Gebrauchswert, als abstrakte Arbeit bildet sie den Wert der Ware, der im Tauschwert erscheint. Marx hat dies seine entscheidende Entdeckung genannt. Er sprach vom Springpunkt, „um den sich das Verständnis der politischen Ökonomie dreht.“ Alle ökonomischen Kategorien, sei es Geld, Kapital Preis, Lohn, Profit, Zins und Grundrente, sind letztlich Abkömmlinge des Werts, und Wert wird durch abstrakte Arbeit gebildet.
Zweitens fand Marx heraus, dass die Arbeitskraft eine Ware ist. Adam Smith und David Ricardo waren an diesem Problem gescheitert, indem sie aus der „industriellen Praxis die landläufige Vorstellung des Fabrikanten (übernahmen), als kaufe und bezahle er die Arbeit seiner Arbeiter“, die folglich Wert haben müsste. Die Vorstellung hatte „für den Geschäftsgebrauch, die Buchführung und Preiskalkulation des Fabrikanten ganz gut ausgereicht. Naiverweise übertragen in die politische Ökonomie, richtete sie hier gar wundersame Irrungen und Wirrungen an.“ Der Lohn ist geringer als der Wert der Produkte, die Arbeiter erzeugen. Smith und Ricardo schlossen daraus, dass Gewinne nur einem ungleichen Tausch zwischen Kapitalisten und Arbeitern entspringen könnten. „Wir mögen uns drehen und wenden, wie wir wollen“, schreibt Friedrich Engels, „wir kommen nicht heraus aus diesem Widerspruch, solange wir vom Kauf und Verkauf der Arbeit und vom Wert der Arbeit sprechen … Der letzte Ausläufer der klassischen Ökonomie, die Ricardosche Schule, ging größtenteils an der Unlösbarkeit dieses Widerspruchs zugrunde.“ Es war Marx, der nach längeren Anstrengungen den Ausweg aus der Sackgasse fand, in die sich die klassische Ökonomie festgerannt hatte. In seiner im Jahre 1849 erschienenen Schrift „Lohnarbeit und Kapital“ hatte Marx selbst noch Ricardos Standpunkt vom Wert der Arbeit vertreten. Später fand er heraus: „Was der Arbeiter verkauft, ist nicht direkt seine Arbeit, sondern seine Arbeitskraft …“ „Indem er hier die Arbeitskraft … an die Stelle der Arbeit setzte, löste er mit einem Schlag eine der Schwierigkeiten, an der die Ricardosche Schule zugrunde gegangen war: die Unmöglichkeit, den gegenseitigen Austausch von Kapital und Arbeit in Einklang zu bringen mit dem Ricardoschen Gesetz der Wertbestimmung durch Arbeit.“ „Der Wert der Arbeitskraft, gleich dem jeder andren Ware, ist bestimmt durch die Produktion, also auch Reproduktion, dieses spezifischen Artikels notwendige Arbeitszeit,“, „das heißt durch die Arbeitszeit, welche erforderlich ist zur Herstellung der Lebensmittel, deren der Arbeiter zu seiner Erhaltung in arbeitsfähigem Zustand und zur Fortpflanzung seines Geschlechts bedarf.“
Drittens ermöglichte es Marx die Kenntnis des Doppelcharakters der Ware Arbeitskraft das Wesen des Mehrwertes aufzudecken. Die Ökonomen vor ihm hatten diesen mit seinen Formen gleichgesetzt. „… im Gegensatz zu aller früheren Ökonomie, die von vornherein besondre Fragmente des Mehrwerts mit ihren fixen Formen von Rente, Profit, Zins als gegeben behandelt, (wird) von mir zunächst die allgemeine Form des Mehrwerts, worin all das sich noch ungeschieden, sozusagen in Lösung befindet, behandelt“, sagt Marx. Die Ware Arbeitskraft hat wie jede Ware einen Wert und einen Gebrauchswert. Der Kapitalist kauft die Arbeitskraft um ihres Gebrauchswertes wegen. Die Ware Arbeitskraft ist in dreifacher Weise nützlich: Sie formt die Stoffe zu Gütern und Leistungen um, die geeignet sind, um mit ihnen Bedürfnisse zu befriedigen. Sie überträgt den Wert der Arbeitsgegenstände (des Materials) und der Arbeitsmittel (der Anlagen, Maschinen usw.) auf die neuen Produkte. Ohne Arbeit wäre die Erhaltung des Wertes der Produktionsmittel nicht lange möglich. Entscheidend: Die Arbeitskraft schafft Wert. Sie ist in der Lage, mehr Wert zu schaffen, als sie besitzt. „Daß ein halber Arbeitstag nötig, um ihn 24 Stunden am Leben zu erhalten, hindert den Arbeiter keineswegs, einen ganzen Tag zu arbeiten ... (das) ist ein besondres Glück für den Käufer, aber durchaus kein Unrecht gegen den Verkäufer“. Die Aneignung des Mehrwertes und der Tausch der Waren nach dem Prinzip der formalen Gleichheit – die Ware Arbeitskraft wird gekauft wie jede andere Ware, zu ihrem Wert – widersprechen sich nicht. Den Nachweis hat Marx erbracht – nach Engels das „epochemachendste Verdienst“ seines Freundes.
Viertens sagt Marx vom „Das Kapital“, „es (ist) der letzte Endzweck dieses Werkes, das ökonomische Bewegungsgesetz der modernen Gesellschaft zu enthüllen.“ Er fand es im Mehrwertgesetz, das er „das absolute Gesetz (der kapitalistischen) Produktionsweise“ nannte. Es ist das Grundgesetz des Kapitalismus, beinhaltet Ziel und Mittel der Produktion: Mehrwert zu erzeugen durch Beschäftigung von Lohnarbeitern. Mit der Wert- und Mehrwerttheorie erklärt Marx, wie Werte geschöpft, verteilt und Waren ausgetauscht werden.

#### Kapitalismus als Klassengesellschaft
Marx definiert zwei Hauptklassen der Gesellschaft:
- Einerseits die Bourgeoisie bzw. die Klasse der Kapitalisten, welche die zur Produktion notwendigen Produktionsmittel (Boden, Fabriken, Maschinen etc.) besitzen und die heute im Allgemeinen „Arbeitgeber“ genannt werden. Diese Klasse setzt Marx auch mit der „herrschenden Klasse“ gleich, nach deren Interessen die Gesellschaft strukturiert sei und deren Gedanken die öffentliche Meinung und Ideologie bestimmen: „Die herrschenden Ideen einer Zeit waren stets nur die Ideen der herrschenden Klasse“ (Marx-Engels-Werke Band 4, S. 480).
- Andererseits das Proletariat, d. h. die Klasse der Arbeiter, die keine eigenen Produktionsmittel besitzen und deshalb gezwungen sind, Lohnarbeit zu verrichten, um ihre Lebensbedürfnisse zu befriedigen. Auch Angestellte zählen in diesem Sinne zur lohnarbeitenden Klasse. Dieser Lohn sei in etwa so bemessen, dass der Lohnarbeiter seine Arbeitskraft „reproduzieren“ kann (Essen, Wohnen, Erholung), jedoch andererseits nicht selbst Produktionsmittel kaufen kann, wodurch er von der Lohnarbeit abhängig bleibe. Marx bezeichnet die Lohnarbeit deswegen als eine verschleierte Form von „Zwangsarbeit“.
- Eine dritte Klasse ist das Kleinbürgertum, d. h. die Klassen der Kleinunternehmer und Selbständigen. Diese Klasse jedoch werde vom Großbürgertum zunehmend verdrängt und letztlich ins Proletariat hinabgedrängt. Außerdem existiere ein Sub- oder Lumpenproletariat aus Obdachlosen, Bettlern und Tagelöhnern, dem er ebenso wie dem Kleinbürgertum keine gesellschaftliche oder gar revolutionäre Bedeutung beimisst.

Formell sind in der bürgerlichen Gesellschaft alle Mitglieder frei und rechtsgleich. De facto aber können für Marx die Proletarier nur wählen, an wen sie ihre Arbeitskraft verkaufen, d. h. von welchen Ketten sie sich fesseln lassen. Solange das bürgerliche Recht auf Eigentum an Produktionsmitteln herrsche, bedeute juristische Gleichheit zwangsläufig soziale Ungleichheit, die durch die Anerkennung der bürgerlichen Ordnung und des bürgerlichen Staates reproduziert und aufrechterhalten werde.

#### Gesellschaftlicher Widerspruch und Krise
Die Anhäufung (Akkumulation) des gesellschaftlichen Reichtums erfolge im Kapitalismus also stets nur über die Ausbeutung fremder Arbeitskraft als Lohnarbeit. Der Kapitalist zahle dem Arbeiter nur einen Teil des von ihm im Produktionsprozess geschaffenen tatsächlichen Wertes als Lohn aus – das reale Mehrprodukt der gesellschaftlich verrichteten Arbeit komme aber nicht der Gesellschaft insgesamt zugute, sondern werde privat als Mehrwert angeeignet. Diese private Aneignung des Mehrprodukts, der schöpferischen Arbeitskraft der Individuen überhaupt, prangert Marx deshalb als Ausbeutung an.
Die vom Kapitalisten gewonnene Profitrate sinke nach Marx jedoch immer weiter, wie er in seinem Gesetz des tendenziellen Falls der Profitrate darstellt. Einerseits sei dieser Fall der Profitrate durch den zunehmenden Einsatz von Maschinen bedingt, da nach der Arbeitswertlehre die wertschöpfende Instanz einzig in der menschlichen Arbeitskraft liege, welche durch den Einsatz von Maschinen kontinuierlich abnehme (Fixes Kapital vs. Variables Kapital). Andererseits sinke die Profitrate aufgrund der Konkurrenz der Kapitalisten untereinander, die sich stets unterbieten müssen, um auf dem Markt bestehen zu können. Um diese durch stetig sinkende Einnahmen entstehenden Kosten auszugleichen, müsse der Kapitalist auf der anderen Seite Ausgaben einsparen – vornehmlich durch Senkung der Produktionskosten, d. h. durch Lohnsenkungen der Arbeiter oder durch Verlängerung der Arbeitszeit sowie Steigerung der Arbeitsproduktivität.
Der aus dieser Konstellation unvermeidliche Widerspruch zwischen dem Verwertungsinteresse des Kapitals und den Bedürfnissen des Proletariats bestimmt nach Marx den grundsätzlich antagonistischen Charakter der kapitalistischen Produktionsweise und sei letztlich die Ursache für die regelmäßig auftretenden Krisen des Kapitalismus, die schließlich auch zu revolutionären Erhebungen der Arbeiter führen müssen. Mit der durch die ökonomischen Widersprüche des Kapitalismus bedingten Unausweichlichkeit revolutionärer Aufstände schlage schließlich die weltgeschichtliche Stunde der kommunistischen Revolution. Das Kapital produziere seine eigenen „Totengräber“.

#### Entfremdung der Arbeit
Nicht nur in der Ausbeutung des Arbeiters und im unversöhnlichen Widerspruch der Klasseninteressen besteht für Marx das Problem des Kapitalismus. Die ganze Existenz des Menschen, sein Menschsein selbst, sieht er durch die kapitalistischen Verhältnisse entfremdet und geknechtet. Das „Wesen“ der menschlichen Existenz lokalisiert er, im Anschluss an Hegel sowie an Feuerbachs Begriff des „Gattungswesens“, in der Fähigkeit des Menschen, seine Umwelt schöpferisch und frei zu gestalten. Die zentrale Kategorie der marxschen Philosophie ist deshalb der Begriff der Arbeit, welche Marx als „Stoffwechsel mit der Natur“ definiert. Arbeit ist für ihn, wie schon für Hegel, die Universalkategorie der menschlichen Existenz:

„Als Bildnerin von Gebrauchswerten, als nützliche Arbeit, ist die Arbeit daher eine von allen Gesellschaftsformen unabhängige Existenzbedingung des Menschen, ewige Naturnotwendigkeit, um den Stoffwechsel zwischen Mensch und Natur, also das menschliche Leben zu vermitteln.“

Im Kapitalismus aber sei die Arbeit auf grundlegende Weise entfremdet und pervertiert. Denn Arbeit im Kapitalismus werde nicht im Interesse der Schaffung von Gebrauchswerten verrichtet und noch weniger zur Verwirklichung kreativer Schöpferkraft, sondern lediglich zur Erzielung von Tauschwerten. Der Arbeiter könne über seine Arbeitskraft nicht frei verfügen, sondern müsse sie nach den Vorgaben des Kapitalisten einsetzen, für den er arbeitet. Die Güter, die er so produziert, erlebe der Arbeiter nicht mehr als seine eigenen, sondern als fremde; er könne sich in den Ergebnissen seiner eigenen Tätigkeit nicht wiedererkennen. Diesen Prozess bezeichnet Marx, auch hierin Hegel folgend, als „Entfremdung“ bzw. „Entäußerung“.

„Worin besteht nun die Entäußerung der Arbeit? Erstens, daß die Arbeit dem Arbeiter äußerlich ist, d. h. nicht zu seinem Wesen gehört, daß er sich daher in seiner Arbeit nicht bejaht, sondern verneint, nicht wohl, sondern unglücklich fühlt, keine freie physische und geistige Energie entwickelt, sondern seine Physis abkasteit und seinen Geist ruiniert. Der Arbeiter fühlt sich daher erst außer der Arbeit bei sich und in der Arbeit außer sich. Zu Hause ist er, wenn er nicht arbeitet, und wenn er arbeitet, ist er nicht zu Haus. Seine Arbeit ist daher nicht freiwillig, sondern gezwungen, Zwangsarbeit. Sie ist daher nicht die Befriedigung eines Bedürfnisses, sondern sie ist nur ein Mittel, um Bedürfnisse außer ihr zu befriedigen.“

Ob die Kategorie der „Entfremdung“ für Marx’ späteres Werk, insbesondere für seine ökonomiekritischen Schriften, noch eine Rolle spielt oder ob er seine ursprüngliche Konzeption von „Entfremdung“ später aufgegeben hat, ist unter Marxisten sehr umstritten. Festgestellt werden kann, dass Marx nach 1845 nicht mehr vom „Wesen“ des Menschen sprach, vielmehr die Vorstellung eines überzeitlichen Gattungswesens „Mensch“ in der 1845 erschienenen Schrift Die deutsche Ideologie ausdrücklich verwarf und seine früher benutzten Begriffe als „traditionell unterlaufende philosophische Ausdrücke wie ‚menschliches Wesen‘, ‚Gattung‘ pp.“ bezeichnete (Karl Marx, Friedrich Engels: Die deutsche Ideologie. In: Marx-Engels-Werke. Band 3, S. 218).

#### Fetischcharakter der Ware
In seinem späteren Werk tritt an die Stelle des philosophisch voraussetzungsvollen Entfremdungsbegriffs (der ja implizit die Vorstellung einer nicht-entfremdeten Arbeit voraussetzt) der Begriff des „Warenfetischismus“, wie er im ersten Band des Kapitals im berühmten Kapitel über den „Fetischcharakter der Ware und ihr Geheimnis“ entwickelt wird. Damit ist die Verschleierung der geleisteten menschlichen Arbeit gemeint, die man einem fertigen, als Ware zirkulierenden Produkt nicht mehr ansieht. Auch dies ist der Sache nach eine Form der Entfremdung, dient im Kontext des Kapitals jedoch nicht mehr so sehr zur Bestimmung des Elends der Arbeiter, sondern zum Verständnis der ideologischen Struktur der kapitalistischen Gesellschaft. Der marxistische Theoretiker der Verdinglichung, Georg Lukács, sieht die Bedeutung des Kapitels über den Fetischcharakter der Ware darin, dass sich in ihm der ganze historische Materialismus verberge. Den verborgenen Gehalt des Fetischkapitels als Erkenntnis der kapitalistischen Gesellschaft herauszuarbeiten, unternimmt er in seinem viel zitierten Aufsatz Die Verdinglichung und das Bewußtsein des Proletariats von 1923.
Je weniger die Menschen sich in den Produkten ihrer Arbeit wiedererkennen und sie als von ihnen selbst gemachte Produkte begreifen können, desto selbständiger erscheinen ihnen diese Produkte selbst. Insbesondere in der Form des Geldes und des Kapitals – beide nichts weiter als akkumulierte, angehäufte Waren in abstrakter Form – erscheinen die Produkte der menschlichen Arbeit als verselbständigte, „automatische Subjekte“ (Marx-Engels-Werke Band 23, S. 169). Die Verwandlung von Geld in mehr Geld, auf dessen Prinzip der Kapitalismus beruhe, erscheine als selbständige Bewegung des Geldes (etwa in der Form des scheinbar selbsttätigen Zinses), nicht als Resultat menschlicher Arbeit. Dadurch werden, so Marx, die dinglichen Objekte zu Subjekten, und umgekehrt die menschlichen Subjekte zu ohnmächtigen Objekten. Die Warenproduzenten werden von ihren Produkten beherrscht: „Ihre eigne gesellschaftliche Bewegung besitzt für sie die Form einer Bewegung von Sachen, unter deren Kontrolle sie stehen, anstatt sie zu kontrollieren“ (Marx-Engels-Werke, Band 23, S. 89). Die kapitalistische Gesellschaft beruht auf einer grundlegenden Verkehrung, sie steht gewissermaßen auf dem Kopf.
So werden die Produkte zu Fetischen, zu scheinbar magischen Gegenständen. Gleichwohl sei ebendieser Anschein bloßer Schein. Auch wenn die Arbeit nicht mehr wahrgenommen wird, bleibe sie die wertschöpfende Instanz und die Ursache aller Bewegung. Der Fetischcharakter der Ware sei eine Täuschung, obgleich diese Täuschung kein bloßer Irrtum sei, sondern eine praktische Ursache besitze: die Teilung der Gesellschaft in Arbeitende und Arbeiten-Lassende, d. h. in jene, die Produkte herstellen, und andere, denen diese Produkte gehören.
Den sich aus der Warenform ableitenden Warenfetisch analysiert Marx als einen hinter den Rücken der Menschen ablaufenden Vergesellschaftungsmodus, der konkrete private Arbeiten in abstrakte gesellschaftliche Geldwerte verwandelt und so gesellschaftliche Warenproduktion erst ermöglicht.

### Religionskritik
Die Aufgabe der Philosophen, die Marx als Ideenproduzenten beschreibt, sieht er in der Aufhebung der Philosophie, das heißt in ihrer praktischen Verwirklichung. Marx hatte selbst jüdische Vorfahren und war in jungen Jahren Protestant. Als Vertreter einer materialistischen Philosophie kritisierte er an allen Religionen, dass sie eine Form der Ideologie und Selbsttäuschung seien (vgl. die Einleitung zur Kritik der Hegelschen Rechtsphilosophie, Marx-Engels-Werke Band 1, S. 378 ff.). Marx kritisiert alle Formen einer idealistischen Philosophie und insbesondere der Religion, die nach Marx dazu dient, die Existenz des Menschen durch Träumereien und Trost im Jenseits erträglich zu machen und so das faktische Elend zu legitimieren. In einem berühmten Ausspruch bezeichnet Marx die Religion deshalb als „Opium des Volkes“. Gleichwohl vermöge die Religion nicht anzugeben, was es mit dem Elend auf sich hat, dessen Ausdruck sie ist – im Gegenteil, so Marx, täuscht sie darüber mit Hirngespinsten und jenseitigem Trost hinweg. Insofern sei sie ein falsches Bewusstsein, also reine Ideologie von sich selbst entfremdeten Menschen.

„Der Mensch macht die Religion, die Religion macht nicht den Menschen.“

Der Verkehrung der praktischen Verhältnisse entspricht für Marx das falsche Bewusstsein der Religion, welche nichts weiter als der „richtige“ (d. h. angemessene) Ausdruck einer falschen Gesellschaft sei. Die Religion sei die „Mystifikation“ (Marx-Engels-Werke Band 23, S. 838) einer Welt, die selbst quasi-mystische Züge trage. In der Religion „scheinen die Produkte des menschlichen Kopfes mit eignem Leben begabte, untereinander und mit den Menschen in Verhältnis stehende selbständige Gestalten [zu sein]. So in der Warenwelt die Produkte der menschlichen Hand“ (Marx-Engels-Werke, Band 23, S. 86). So sei Religion nicht nur Täuschung, sondern besitze auch eine innere Wahrheit:

„Das religiöse Elend ist in einem der Ausdruck des wirklichen Elendes und in einem die Protestation gegen das wirkliche Elend. Die Religion ist der Seufzer der bedrängten Kreatur, das Gemüth einer herzlosen Welt, wie sie der Geist geistloser Zustände ist. Sie ist das Opium des Volkes.“

Die Überwindung des religiösen Hirngespinstes bedürfe jedoch nicht nur der theoretischen Kritik, sondern der materiellen Veränderung jenes Lebens, das die Religion als „Stoßseufzer der bedrängten Kreatur“ erst nötig macht:

„Die Forderung, die Illusionen über seinen Zustand aufzugeben, ist die Forderung, einen Zustand aufzugeben, der der Illusionen bedarf.“

Weil Religion und Gesellschaft also wesenhaft zusammenhängen, nimmt die Religionskritik eine zentrale Stellung bei Marx ein: „die Kritik der Religion ist die Voraussetzung aller Kritik“ (ebd., Marx-Engels-Werke Band 1. S. 378). Jedoch könne die Kritik am falschen Bewusstsein nur dazu dienen, die Ursache des Irrtums zu erkennen, und dadurch die Möglichkeit seiner praktischen Aufhebung ins Bewusstsein rücken. Klassenbewusstsein bedeutet in diesem Sinne für Marx, die sozialen Verhältnisse „objektiv“ wahrzunehmen und die Beteiligung des Menschen an der Reproduktion der kapitalistischen Herrschaft zu erkennen und zu kritisieren. Sie müsse an die Stelle der Mystifikation und des religiösen „Nebelschleiers“ (Marx-Engels-Werke Band Marx-Engels-Werke Band 23, S. 94) die Bedürfnisse der Menschen selbst stellen, für deren Befriedigung sie zu kämpfen habe, statt sich damit auf das Jenseits vertrösten zu lassen. Die Philosophie müsse zur „revolutionären Praxis“ (Marx-Engels-Werke, Band 3, S. 7) werden.

„Die Waffe der Kritik kann allerdings die Kritik der Waffen nicht ersetzen, die materielle Gewalt muss gestürzt werden durch materielle Gewalt, allein auch die Theorie wird zur materiellen Gewalt, sobald sie die Massen ergreift. Die Theorie ist fähig, die Massen zu ergreifen, sobald sie ad hominem demonstriert, und sie demonstrirt ad hominem, sobald sie radikal wird. Radikal sein ist die Sache an der Wurzel fassen. Die Wurzel für den Menschen ist aber der Mensch selbst.“

Marx’ Religionskritik war von Ludwig Feuerbach beeinflusst.
Marx und Friedrich Engels waren 1850 Taufpaten von Karl Friedrich Koettgen (Sohn von Gustav Adolf Koettgen) und 1871 von Karl Liebknecht.

### Geschichtsphilosophie
Die marxsche Geschichtsphilosophie wurde als Historischer Materialismus bekannt. Nicht die Ideen werden dabei als grundlegende Bewegungskraft der Geschichte angesehen, sondern die materiellen Verhältnisse, die die Hervorbringung der Ideen grundsätzlich bestimmen.

„Es ist nicht das Bewußtsein der Menschen, das ihr Sein, sondern umgekehrt ihr gesellschaftliches Sein, das ihr Bewußtsein bestimmt.“

Philosophische Ideen seien daher nicht allezeit gültig, sondern hätten historisch-materielle Ursprünge. Ändern sich diese Ursprünge, so ändern sich auch die Ideen. Die vorherrschenden philosophischen Ideen würden dabei in jeder Epoche die Gedanken der herrschenden Klasse widerspiegeln, die Marx als jene Klasse definiert, die die Verfügungsgewalt über die materiellen Arbeitsmittel besitzt.
Wie die materiellen Verhältnisse sich auf die Herrschaftsformen auswirken, so wirken auch die Herrschaftsformen auf die materiellen Verhältnisse zurück. Der Historische Materialismus beschreibt deshalb keinen Determinismus des Materiellen, sondern eine dialektische Wechselbeziehung zwischen Sein und Bewusstsein, Notwendigkeit und Freiheit:

„Die Menschen machen ihre eigene Geschichte, aber sie machen sie nicht aus freien Stücken, nicht unter selbst gewählten, sondern unter unmittelbar vorgefundenen, gegebenen und überlieferten Umständen.“

Marx definiert anhand der materiellen und der Herrschaftsverhältnisse verschiedene Phasen der Menschheitsgeschichte. Die sozioökonomische Entwicklung hätte von der „freien“ Urgesellschaft über (in Europa) Sklavenhalter- und Feudalgesellschaft, zur bourgeoisen (industriellen kapitalistischen) Gesellschaft geführt und solle über den durch Revolution zu erreichenden Sozialismus hin zum Kommunismus führen. Befördert wird diese Revolution durch die Eigengesetzmäßigkeiten der kapitalistischen Produktion in Form zunehmender Macht- und Kapitalkonzentration (Akkumulation). Spiegelbildlich zur durch arbeitsteilige Wirtschaftsorganisation zunehmenden Selbstentfremdung der Ausgebeuteten organisiert sich das Kapital in Monopolen und repressiven Überbaustrukturen (Staat), welche durch Klassenkampf und Revolution in der industriellen Gesellschaft überwunden werden.
Mit der sozialen Revolution wäre die „Vorgeschichte“ der Menschheit beendet, die Menschen würden von nun an bewusst, gemeinschaftlich und rational die Produktion ihres gesellschaftlichen Lebens und ihrer weiteren Geschichte gestalten und nicht von ihnen unbekannten gesellschaftlichen Gesetzmäßigkeiten beherrscht werden.

„In großen Umrissen können asiatische, antike, feudale und modern bürgerliche Produktionsweisen als progressive Epochen der ökonomischen Gesellschaftsformation bezeichnet werden. Die bürgerlichen Produktionsverhältnisse sind die letzte antagonistische Form des gesellschaftlichen Produktionsprozesses, antagonistisch nicht im Sinn von individuellem Antagonismus, sondern eines aus den gesellschaftlichen Lebensbedingungen der Individuen hervorwachsenden Antagonismus, aber die im Schoß der bürgerlichen Gesellschaft sich entwickelnden Produktivkräfte schaffen zugleich die materiellen Bedingungen zur Lösung dieses Antagonismus. Mit dieser Gesellschaftsformation schließt daher die Vorgeschichte der menschlichen Gesellschaft ab.“

### Klassenkampf und Revolution
Die treibende Kraft, das Subjekt der gesellschaftlichen Umgestaltung erblickte Marx in der sozialen Klasse des Proletariats, das als diejenige Klasse der Gesellschaft, die auch ihre Güter produziere, als einzige die Macht besitze, eine kommunistische Umwälzung erfolgreich zu vollziehen. Auch sei das Proletariat diejenige Klasse mit dem größten Interesse an einer Revolution, da es durch die kapitalistischen Verhältnisse strukturell und praktisch unterdrückt, ausgebeutet und entfremdet sei. So endet das programmatische Manifest der kommunistischen Partei von 1848 mit den Worten:

„Die Kommunisten verschmähen es, ihre Ansichten und Absichten zu verheimlichen. Sie erklären es offen, daß ihre Zwecke nur erreicht werden können durch den gewaltsamen Umsturz aller bisherigen Gesellschaftsordnung. Mögen die herrschenden Klassen vor einer kommunistischen Revolution zittern. Die Proletarier haben nichts in ihr zu verlieren als ihre Ketten. Sie haben eine Welt zu gewinnen.“

1872 räumte Marx in seiner Rede über den Haager Kongreß ein, dass das Proletariat seine Ziele unter gewissen Umständen auch auf friedlichem Weg erreichen könne:

„Wir wissen, daß man die Institutionen, die Sitten und die Traditionen der verschiedenen Länder berücksichtigen muß, und wir leugnen nicht, daß es Länder gibt, wie Amerika, England, und wenn mir eure Institutionen besser bekannt wären, würde ich vielleicht noch Holland hinzufügen, wo die Arbeiter auf friedlichem Wege zu ihrem Ziel gelangen können. Wenn das wahr ist, müssen wir auch anerkennen, daß in den meisten Ländern des Kontinents der Hebel unserer Revolutionen die Gewalt sein muß; die Gewalt ist es, an die man eines Tages appellieren muß, um die Herrschaft der Arbeit zu errichten.“

Im Hinblick auf die Wahlrechtsbewegung der Chartisten konstatierte Marx:

„Das allgemeine Wahlrecht ist aber für die Arbeiterklasse Englands gleichbedeutend mit politischer Macht; denn das Proletariat bildet dort die große Majorität der Bevölkerung und hat sich in langem, wenn auch versteckt geführtem Bürgerkrieg zum klaren Bewußtsein seiner Klassenlage durchgerungen. [...] Das Durchsetzen des allgemeinen Wahlrechts wäre in England in weit höherem Maße eine Errungenschaft sozialistischen Inhalts als irgendeine Maßnahme, die auf dem Kontinent mit dieser Bezeichnung beehrt worden ist. Hier wäre ihr unvermeidliches Ergebnis die politische Herrschaft der Arbeiterklasse.“

Der Kampf des Proletariats gegen die Bourgeoisie vollzieht sich nach Marx als „Diktatur des Proletariats“, als Herrschaft der unterdrückten Mehrheit über die ehemaligen Unterdrücker, als „Expropriation der Expropriateure“, d. h. als „Enteignung der Enteigner“. Die Übergangsphase der Diktatur des Proletariats setzt Marx auch mit dem Sozialismus gleich; der Begriff des Kommunismus ist dabei vor allem die Bezeichnung für das fortgeschrittenere Stadium der klassenlosen Gesellschaft, in welcher der Staat und mit ihm alle Unterdrückungsgewalt unnötig geworden und abgestorben sein würden und die sich „auf ihre Fahne“ geschrieben habe:

„Jeder nach seinen Fähigkeiten, jedem nach seinen Bedürfnissen!“

### Kommunismus und klassenlose Gesellschaft
Zusammen mit seinem lebenslangen Freund und Mitstreiter Friedrich Engels bemühte sich Marx um die Entwicklung eines „wissenschaftlichen Sozialismus“, den er vor allem gegen die idealistischen Utopien des Frühsozialismus abgrenzt. Marx versucht nicht, eine fertige Utopie des Kommunismus zu entwerfen, sondern begreift das Ziel des Kommunismus als etwas, welches sich aus den materiellen und historischen Bedingungen entwickelt. Die kommunistische Bewegung begreift Marx dabei als „die selbständige Bewegung der ungeheuren Mehrzahl im Interesse der ungeheuren Mehrzahl“ (Manifest der Kommunistischen Partei, Marx-Engels-Werke Band 4, S. 472). Träger einer notwendigen revolutionären Umwälzung sei das in einer Arbeiterpartei organisierte Proletariat – die Arbeiterklasse – welches die Pflicht habe, die politische Macht zu erobern und die Kapitalistenklasse zu enteignen. Diese Aufhebung des Privateigentums an Produktionsmitteln (Boden, Fabriken, Maschinen etc.) sei die Hauptbedingung für eine Entwicklung zum Kommunismus. Nach und nach würden die Klassengegensätze und die Klassen selbst verschwinden. Die genauen Konturen einer kommunistischen, klassenlosen Gesellschaft wurden dabei aber oft nur vage umrissen; eine berühmte Formel lautet:

„An die Stelle der alten bürgerlichen Gesellschaft mit ihren Klassen und Klassengegensätzen tritt eine Assoziation, worin die freie Entwicklung eines jeden die Bedingung für die freie Entwicklung aller ist.“

## Überblick über das Werk

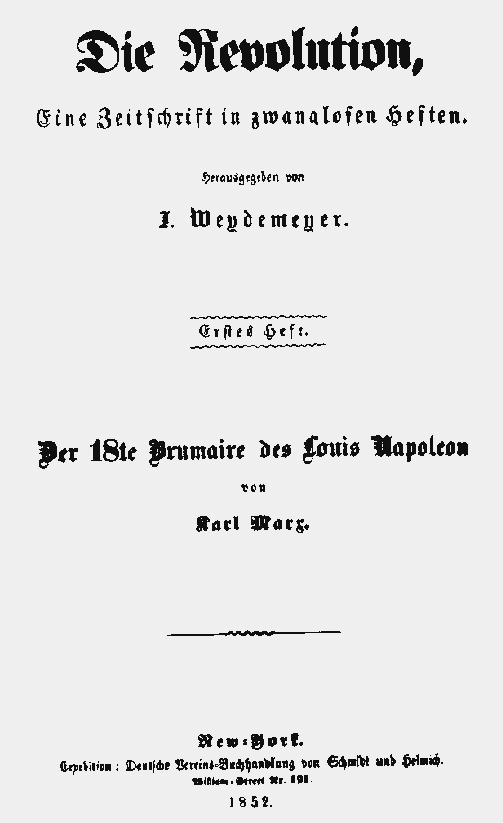
Der achtzehnte Brumaire des Louis Bonaparte, veröffentlicht in der Zeitschrift Die Revolution, New York 1852

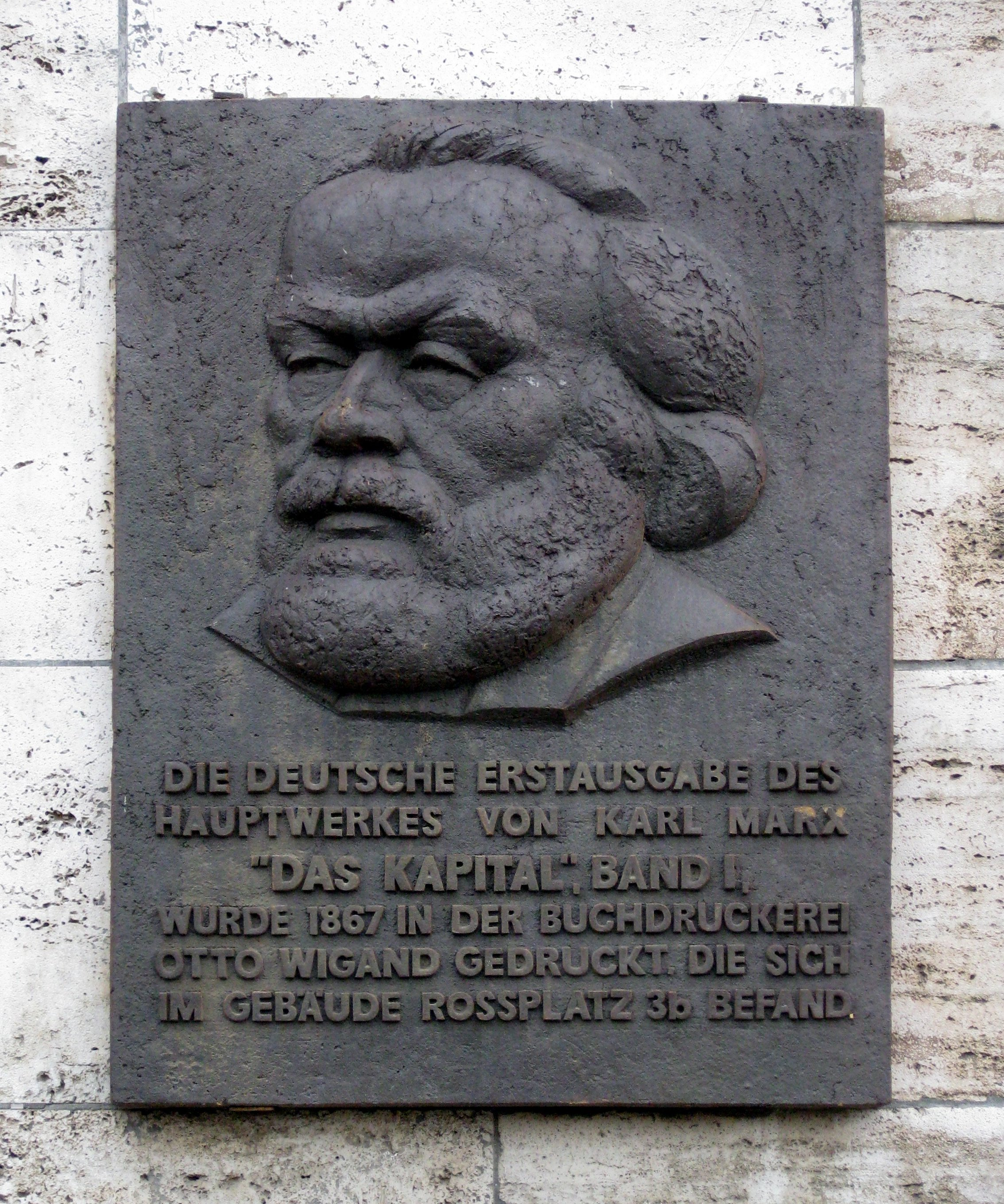
Gedenktafel zum Druck der deutschen Erstausgabe Das Kapital bei Otto Wigand in Leipzig (2009)

Marx’ Werk wird oft in zwei Phasen unterteilt: „Frühschriften“ (bis 1848) und „reifer Marx“, wobei umstritten ist, inwieweit diese beiden Phasen einen wirklichen Bruch im Denken darstellen. Die wohl bekannteste Einteilung des Marxschen Werks stammt von Louis Althusser. Er unterscheidet vier Phasen:
- (1) 1840–44: Jugendwerke;
- (2) 1845: Werke des Einschnitts;
- (3) 1845–57: Werke der Reifung;
- (4) 1857–83: Werke der Reife.

Im Gegensatz zu dieser glatten Unterteilung, aber dennoch in Anlehnung an Althusser unterscheidet Urs Lindner sechs Schaffensphasen:
- (1) 1841–44: Junghegelianische Sozialphilosophie;
- (2) 1845/46: Philosophischer Einschnitt und Entstehung einer realistischen Sozialphilosophie;
- (3) 1846–59: Hochphase des historischen Materialismus;
- (4) 1850–58: Übergang zur Sozialwissenschaft;
- (5) 1859–83: Kritik der politischen Ökonomie;
- (6) 1868–83: Abbau von Geschichtsphilosophie.

Lindner betont, dass die Einteilung dem Zweck dient, die philosophische Auseinandersetzung mit Marx zu erleichtern. Andere Blickwinkel würden zu anderen Akzenten in der Einteilung führen.
Während lange Zeit sowohl von der Sozialdemokratie wie vom Marxismus-Leninismus nur die späteren, vorwiegend ökonomisch orientierten Schriften rezipiert wurden, hat insbesondere die Neue Linke um 1968 die philosophisch orientierten Frühschriften wiederentdeckt, die zum Teil erst 1932 veröffentlicht worden waren.
Im Zentrum der Frühschriften stehen Fragestellungen in der Auseinandersetzung mit der Philosophie Hegels, insbesondere die Frage nach der Entfremdung des Menschen und der Möglichkeit ihrer Aufhebung zugunsten einer politischen Emanzipation. Bedeutende Werke des frühen Marx – zum Teil gemeinsam mit Friedrich Engels verfasst – sind:
- Zur Kritik der Hegelschen Rechtsphilosophie (1844, Marx-Engels-Werke (MEW, danach wird hier zitiert), Band 1).
- Ökonomisch-philosophische Manuskripte aus dem Jahre 1844 (Marx-Engels-Werke, Band 40).
- Die heilige Familie, gegen den Junghegelianer Bruno Bauer gerichtet (mit Engels, 1844, Marx-Engels-Werke Band 2).
- die kurzen elf Thesen über Feuerbach von 1845 (Marx-Engels-Werke, Band 3).
- Die deutsche Ideologie, u. a.gegen Max Stirner gerichtet (mit Engels, 1845/46, Marx-Engels-Werke, Band 3).
- Misère de la philosophie. Réponse a la philosophie de la misère de M. Proudhon, gegen Pierre-Joseph Proudhon gerichtet (1847, Marx-Engels-Werke, Band 4).

Gelegentlich ebenfalls zu den Frühschriften gerechnet wird das mit Engels im Revolutionsjahr 1848 verfasste Manifest der Kommunistischen Partei (Marx-Engels-Werke, Band 4), das durch seinen programmatischen Charakter jedoch eine Sonderstellung im marxschen Werk einnimmt.
Wichtige Werke des späteren Marx, in denen mehr und mehr ökonomische Fragestellungen ins Zentrum rückten, sind:
- Lohnarbeit und Kapital (1849, Marx-Engels-Werke, Band 6).
- Grundrisse der Kritik der politischen Ökonomie (kurz: Grundrisse, auch: Ökonomische Manuskripte, 1857/58, Marx-Engels-Werke, Band 42).
- Zur Kritik der politischen Ökonomie (1859, Marx-Engels-Werke, Band 13).
- der Vortrag Lohn, Preis und Profit (1865, Marx-Engels-Werke, Band 16).
- sowie als Hauptwerk die drei Bände von Das Kapital, von denen nur der erste zu Marx’ Lebzeiten veröffentlicht wurde:
  - Band 1: Der Produktionsprocess des Kapitals (1867, Marx-Engels-Werke, Band 23).
  - Band 2: Der Circulationsprocess des Kapitals (hrsg. von Engels, 1885, Marx-Engels-Werke, Band 24).
  - Band 3: Der Gesammtprocess der kapitalistischen Produktion (hrsg. von Engels, 1894, Marx-Engels-Werke, Band 25).

Weiterhin existieren einige Schriften, in denen Marx sich zu zeitgeschichtlichen Ereignissen äußerte:
- Die Klassenkämpfe in Frankreich 1848 bis 1850 (1850, Marx-Engels-Werke, Band 7).
- Der achtzehnte Brumaire des Louis Bonaparte (1852, Marx-Engels-Werke, Band 8).
- Herr Vogt (1860, Marx-Engels-Werke, Band 14).
- Der Bürgerkrieg in Frankreich (1871, Marx-Engels-Werke, Band 17, S. 313–365) über die Pariser Kommune, in der Marx eine Form der Diktatur des Proletariats erkennt[125]
- die gegen das „Gothaer Programm“ der SPD vor dem sogenannten „Gothaer Parteitag“ (1875) verfasste Kritik des Gothaer Programms (1875, Marx-Engels-Werke, Band 19), die einige detailliertere Ausführungen zur sozialistischen und kommunistischen Gesellschaftsform enthält

Es gibt zwei Gesamtausgaben der Schriften von Marx und Engels. Die erste, unvollendete(1927 bis 1935 bzw. 1940) Marx-Engels-Gesamtausgabe (MEGA1) wurde von David Rjasanow und weiteren Mitarbeiten des Marx-Engels-Lenin-Institut herausgegeben. Die seit 1975 erscheinende Marx-Engels-Gesamtausgabe (MEGA2) ist auf insgesamt 107 Bände (115 Teilbände) ausgelegt. Diese historisch-kritische Gesamtausgabe umfasst in der Abteilung I: Werke, Artikel, Entwürfe; in der Abteilung II: Das Kapital und Vorarbeiten; in der Abteilung III: Briefwechsel zwischen Marx und Engels sowie die Briefe von dritten Personen an sie, und in der Abteilung IV: Exzerpte, Notizen, Marginalien. 2012 war etwa die Hälfte aller Bände erschienen.
Außerdem gibt es die in deutscher Sprache erschienene und in Teilbänden verbreitete Studien- und Leseausgabe Marx-Engels-Werke (MEW), die vom Institut für Marxismus-Leninismus beim ZK der SED (1956–1990) in 43 Bänden (44 Bänden; 46 Teilbänden) in Berlin herausgegeben wurde.

## Rezeption

### Pro und Kontra

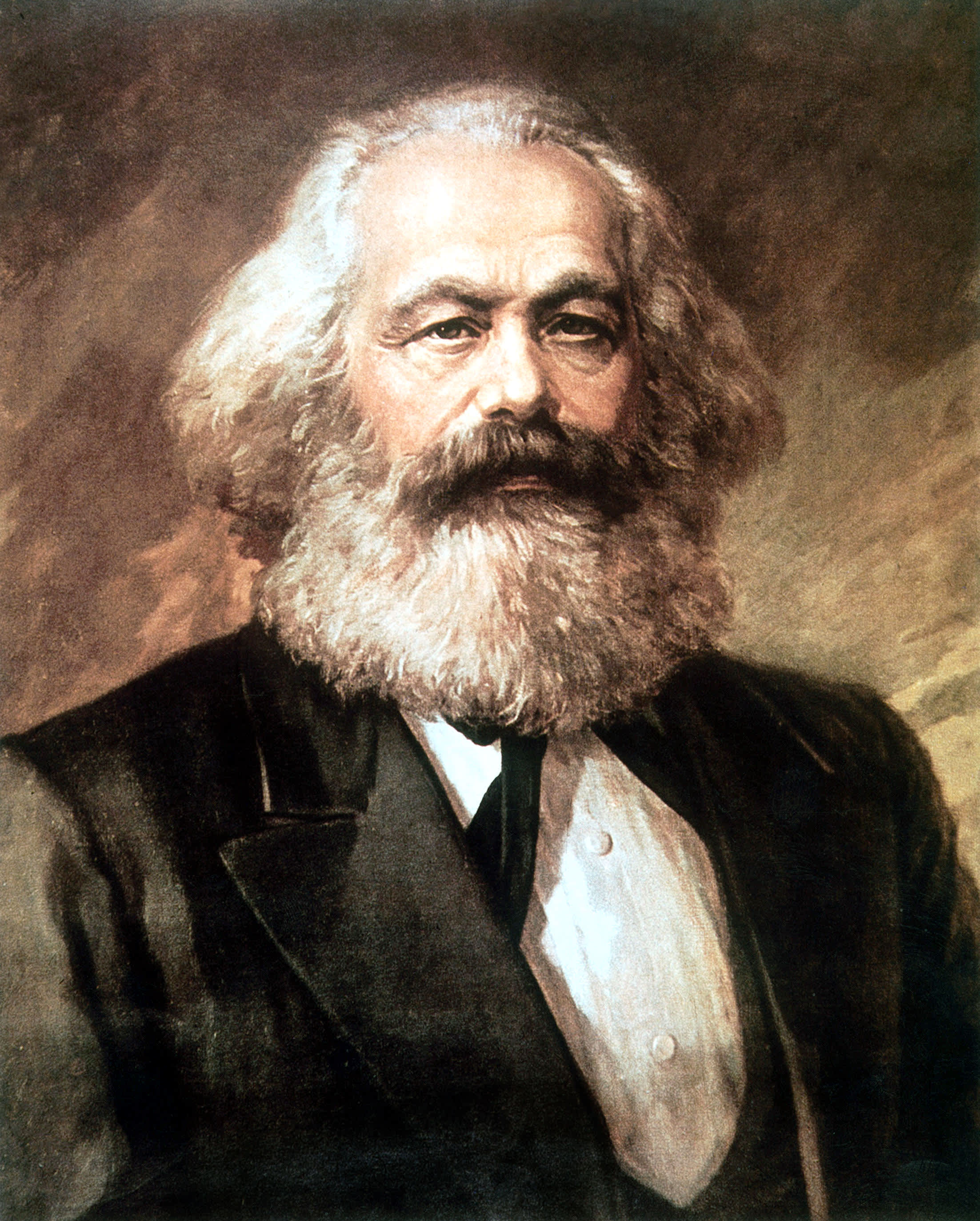
Gemälde „Karl Marx“ von P. Nasarow und N. Gereljuk (1920)

Marx’ Theorie wurde von späteren marxistischen Strömungen durchaus gegensätzlich interpretiert: Das reicht von der sozialreformerischen Politik der Sozialdemokratie über die dogmatischen Interpretationen des „Realsozialismus“ der ehemaligen Sowjetunion oder der Volksrepublik China u. a. m. (vergleiche auch Artikel Kommunistische Partei) bis hin zu undogmatischen Interpretationen von Vertretern der Kritischen Theorie und der Neuen Linken. Die schablonenhafte, ungeprüfte Übernahme isolierter marxscher Termini und Konzepte wird oft als „Vulgärmarxismus“ bezeichnet.

### Marx-Kritiker
Eugen von Böhm-Bawerk, einer der Begründer der Österreichischen Schule, kritisierte bereits in Zum Abschluß des Marxschen Systems (1896) die seiner Ansicht nach widersprüchlichen Kapitaltheorien im 1. und 3. Band von Das Kapital. Während Marx im ersten Band unterstellte, dass sich die Waren nach ihren Arbeitswerten austauschen, und nur kurz anmerkte, dass dies nicht die reale Wirtschaftsbewegung widerspiegle und noch unzählige Zwischenschritte zum Verständnis des Umstands vonnöten wären, wurde erst im dritten Band ausgeführt, weshalb es zu einer Allgemeinen Profitrate komme. Böhm-Bawerk ging von der Annahme aus, dass sich die Veröffentlichung des 2. und 3. Bandes so lange verzögerte, weil Marx für die aufgeworfene Problematik keine mit seinen Theorien vereinbare Lösung fand. Tatsächlich wurde das Manuskript, auf welchem der dritte Band basiert, noch vor Niederschrift des ersten Bandes des Kapitals verfasst. Marx’ Darstellungsweise der Zusammenhänge der kapitalistischen Produktion, der Konstitution von Werten und Preisen, ergab sich daher nicht aus einer Not heraus, sondern war bewusst intendiert. Nach Böhm-Bawerk steht die Allgemeine Profitrate und die Theorie der Produktionspreise im Widerspruch zum Wertgesetz des ersten Bandes. In diesem Sinne setzt er sich kritisch mit jenen Aussagen im Kapital auseinander, in dem Marx zu begründen versucht, weshalb sich die Produktionspreise im Rahmen des Wertgesetzes bewegen würden. Die von Böhm-Bawerk aufgeworfene Kritik am marxschen Wertgesetz wurde später auch im Kontext des Transformationsproblems in veränderter Form fortgesetzt.
Zu den bekanntesten Marx-Kritikern zählt Karl Popper, der philosophische und v. a. wissenschaftstheoretische Aspekte bemängelt. Hierzu zählt insbesondere die Immunisierung gegen Kritik.

### Antisemitismus-Diskussion
In der Literatur wird davon ausgegangen, dass Marx kein dezidierter Antisemit war, er sich aber mitunter „in einer Form negativ über und gegenüber Jüd_innen [sic]“ äußerte, die in der Gegenwart als antisemitisch bezeichnet wird. Auch griff er auf „judenfeindliche“ und „rassistische Beleidigungen“ zurück. Ferner finden sich „Klischees gegenüber Jüd_innen“ in frühen wie späten Werken. Zugleich trat Marx für die Emanzipation der Juden und Jüdinnen ein. Es müsse danach geschaut werden, in welchem Kontext sich Marx äußerte, außerdem habe er unkritisch seinen zeitgenössischen Sprachgebrauch verwandt. So sind viele Äußerungen in Zur Judenfrage Paraphrasierungen der Gedanken Bruno Bauers und nicht Marx’ eigene Worte. Marx’ Analysen zu den kapitalistischen Verhältnissen im Kapital und seine dortige Darstellung zur „Personalisierung gesellschaftlicher Verhältnisse“ wurden von Adorno und anderen weitergeführt und weiterentwickelt.
Marx’ Schrift Zur Judenfrage von 1843, aber auch Passagen gegen Ferdinand Lassalle aus seinen privaten Briefen von 1862, wurde zuweilen als Antisemitismus gedeutet. Ob diese Schriften antisemitisch sind, ist in der Forschung jedoch umstritten. (siehe dazu auch Zur Judenfrage#Rezeption) Hannah Arendt, Edmund Silberner und Micha Brumlik sahen Marx als Antisemiten. Eine gänzlich andere Auffassung vertreten aber die Historiker Helmut Hirsch und Lars Fischer. Auch Kurt Flasch sieht bei Marx „keine Feindschaft gegen konkrete Menschen, sondern gegen ein überwundenes Religionsstadium oder eine kapitalistische Eigenschaft“. Kritik an der Schrift Zur Judenfrage als „unmaterialistisch und unwissenschaftlich“ kommt darüber hinaus vom Soziologen Detlev Claussen.
Dagegen hat Marx im Kapital nach Ansicht vieler Sozialwissenschaftler mit einer Kritik der historisch gewordenen ökonomischen Verhältnisse eine Perspektive zum Umgang mit dem Antisemitismus eröffnet, welche erst von Nachfolgern wie zum Beispiel Theodor W. Adorno und Max Horkheimer (Dialektik der Aufklärung, 1944) aufgegriffen wurde. 

### Diskussionen innerhalb des Marxismus
Innerhalb des heutigen Marxismus, der in zahlreiche sich teilweise völlig widersprechende Richtungen geteilt ist, werden beinahe alle Elemente der marxschen Theorie kontrovers diskutiert. Besonders umstrittene Punkte sind zum Beispiel:

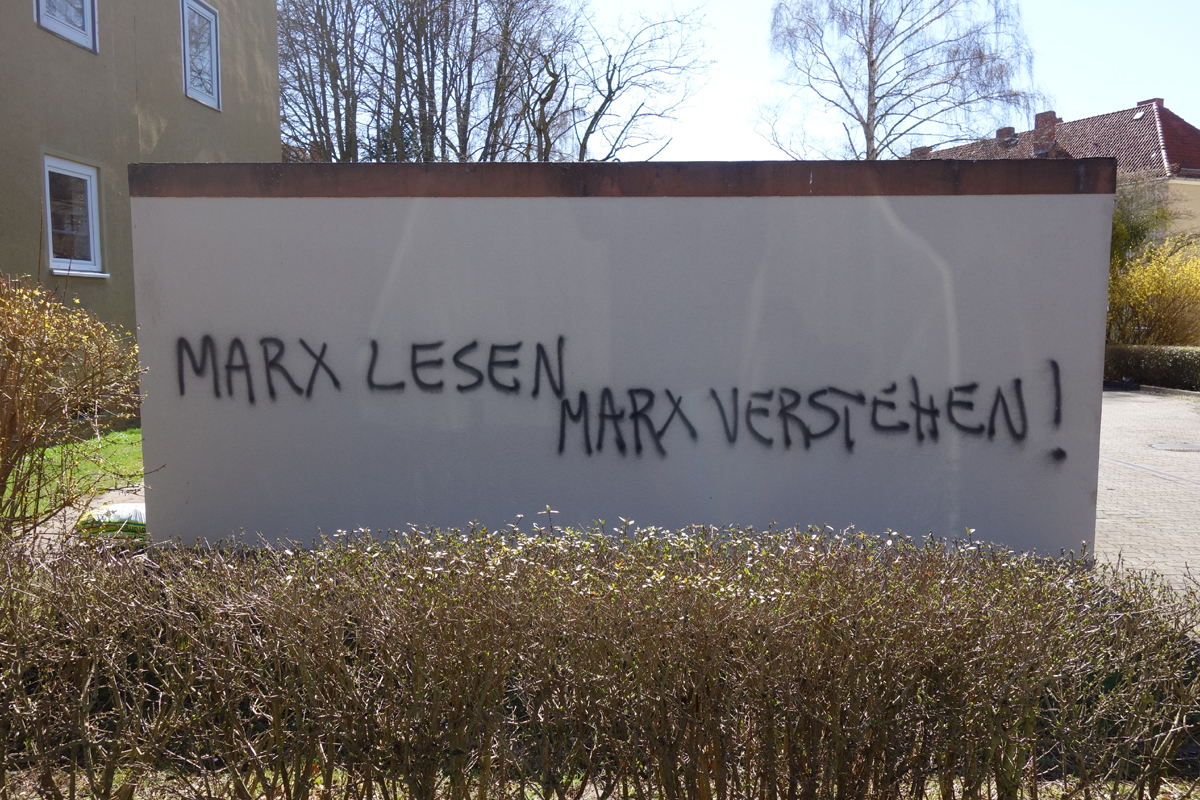
Zeitgenössisches Graffito verweist auf Marx-Kontroverse: Marx lesen Marx verstehen! (2018)

- die Rolle der Arbeiterklasse und ihr Verhältnis zu anderen sozialen Bewegungen
- die Definition (und Organisation) von „sozialistischer Demokratie“
- die Voraussetzungen einer sozialistischen Umgestaltung einer Gesellschaft
- Verhältnis Basis und Überbau.

Umstritten sind zahlreiche Probleme, Gesetze und Kategorien der Marxschen Politischen Ökonomie, z. B.:
- Behandelt Marx im ersten Kapitalband die Ware der einfachen oder die der kapitalistischen Warenproduktion? Friedrich Engels hatte geschrieben, dass Marx im ersten Kapitalband die „einfache“ Ware behandele, die „für die ganze Periode der einfachen Warenproduktion“ gelte, also etwa für die Zeit von 6000 v. u. Z. bis ins 15. Jahrhundert.[145] Karl Marx, scheinbar im Widerspruch dazu, beginnt sein Buch mit dem Satz: „Der Reichtum der Gesellschaften, in welchen kapitalistische Produktionsweise herrscht, erscheint als eine ungeheure Warensammlung, die einzelne Ware als seine Elementarform.“[146] Autoren der Neuen Marx-Lektüre werfen Engels vor, Marx missverstanden und aus dessen Theorie einen „vulgären Empirismus und Historismus“ gemacht zu haben.[147] Wolfgang Fritz Haug verweist dagegen auf die doppelte Bestimmtheit des Warenbegriffs, die ein entweder „einfach“ oder „kapitalistisch“ ausschließt. „Diese doppelte Bestimmtheit, die ein Element entwickelter kapitalistischer Warenproduktion zugleich als seine eigene früh- oder vorkapitalistische Vorgängergestalt zeigt, ist der harmlosere Fall“, schreibt Haug, „auch wenn sie der ›logischen‹ Kapital-Interpretation ein Stein des Anstoßes ist, der allen Versuchen, ihn wegzuräumen, widersteht.“[148] Mit den elementarsten und aus genetischer Sicht ursprünglichen Produktionsverhältnissen, wie sie in den Kategorien Ware und Geld ausgedrückt sind, analysiert Marx zugleich die Grundverhältnisse, die der einfachen Warenproduktion eigen sind. Er untersucht die allgemeinsten Merkmale, die sowohl für die einfache als auch für die kapitalistisch produzierte Ware gelten, ohne auf die Spezifik der kapitalistischen produzierten Ware einzugehen.[149] Das erfolgt erst im dritten Kapitalband.
- Welchen Methoden bedient er sich im „Das Kapital“? Der dialektischen, der historischen, der logischen, der logisch-historischen? Für Autoren der neuen Marx-Lektüre handele es sich um eine ausschließlich logisch-systematische Darstellung der kapitalistischen Produktionsweise.[150] Dieter Wolf relativiert dies und betont das historische Element der Marxschen Analyse. Sie sei zwar eine logisch-systematische gewesen, weil Marx ein durch seine Vorgeschichte abgeschlossenes, sich selbst regulierendes System der kapitalistischen Reproduktion darzustellen hatte. Sie beruhe aber auf der „contemporären Geschichte des Kapitals“, widerspiegele die Entwicklung seiner „Kerngestalt“, die Entfaltung seines Wesens, seines „idealen Durchschnitts“.[151] Wolfgang F. Haug sagt, Marx wende die dialektische Methode an und „so wenig wie eine logische gibt es eine historische Methode. Was es gibt, sind Methoden der Geschichtswissenschaften und der Geschichtsschreibung.“[152] Michael R. Krätke schreibt: „Der Kern der Marxschen Methode … ist das, was die heutige neoklassische Ökonomie gründlich verloren hat: Der Versuch, die eigentümliche Logik eines eigentümlichen Gegenstandes, nämlich der historischen Entwicklung eines historischen Systems … zu erfassen.“[153] Insofern kann man nicht, wie Haug, das Logische und das Historische dem Dialektischen gegenüberstellen.
- Ist der Wert identisch mit der gesellschaftlich notwendigen Arbeitszeit oder wird er durch sie lediglich mitbestimmt? Während Georg Quaas die Auffassung vertritt, dass die gesellschaftlich notwendige Arbeitszeit eine Determinante der Wertgröße ist, sind andere, wie Klaus Müller, der Meinung, dass die Wertgröße identisch ist mit der gesellschaftlich notwendigen Arbeitszeit zur Herstellung einer Ware.[154]
- der physiologisch-anthropologische oder/und sozial-historische Inhalt der abstrakten Arbeit. So behauptet Michael Heinrich, im Begriff der abstrakten Arbeit überkreuzten sich „zwei miteinander unvereinbare Konzepte“: „eine ‚gesellschaftliche‘ (abstrakte Arbeit als Resultat einer gesellschaftlich erzwungenen Gleichsetzung von qualitativ Verschiedenem) wird von einer ‚naturalistischen‘ Auffassung (abstrakte Arbeit als Inbegriff physiologischer Bestimmungen) überlagert.“[155] Klaus Müller dagegen betont, dass die abstrakte Arbeit sowohl physiologisch-anthropologisch als auch sozialhistorisch aufzufassen ist. Nur als Einheit der beiden Seiten werde Arbeit abstrakte, Wert bildende Arbeit.[156]
- Entsteht der Wert in der Produktion oder im Austausch? Michael Heinrich meint, die Produkte erhielten ihren Wert erst im Austausch.[157] Diese Auffassung, die Heinrich später relativiert, indem er sagt, Wert entstehe im Austausch und in der Produktion[158], ist auf massive Kritik gestoßen, so u. a. von Barbara Lietz und Winfried Schwarz[159], Fred Moseley,[160] Karl Reitter[161] und Klaus Müller.[162]
- die Messbarkeit des Arbeitswerts. Michael Heinrich, Karl Reitter und andere bestreiten die Messbarkeit der abstrakten Arbeit und des Wertes. Die Kategorien stellten gesellschaftliche Verhältnisse dar. Sie könne man nicht verausgaben und messen.[163][164] Georg Quaas dagegen schreibt, zwar könne der einzelne Warenproduzent den Wert nicht messen, „nicht weil dies prinzipiell unmöglich wäre, sondern weil er keinen Zugang zu den Produktionsprozessen hat, die unabhängig von ihm betrieben werden und deren Merkmale in die gesellschaftlich notwendige Arbeitszeit eingehen.“[165] Die prinzipielle Lösung ist denkbar mit Hilfe eines Gleichungssystems bzw. mit Input-Output-Modellen.[166][167]
- Wie ermittelt man den Kompliziertheitsgrad der Arbeit und wie kann er bei der Wertermittlung berücksichtigt werden (die Reduktion komplizierter auf einfache Arbeit)? An der frühen Diskussion beteiligten sich Eugen von Böhm-Bawerk, Rudolf Hilferding, später Bob Rowthorn und andere Ökonomen.[168]
- die Begriffe „individueller Wert“ und „Marktwert“. Wolfgang F. Haug und Georg Quaas bestehen auf einem „individuellen Wert“, Wolfgang Jahn und Klaus Müller halten den Marxschen Begriff für unsinnig.[169] „Den Begriff des individuellen Werts aus der Marxschen Kritik der politischen Ökonomie zu beseitigen ist ungefähr dasselbe, wie den Gottesbegriff aus der Religionskritik zu verbannen, sagt Quaas.“[170] „Der Wert ist eine gesellschaftliche Kategorie. Daher ist 'individueller Wert' so unsinnig wie ein viereckiger Kreis, und der 'gesellschaftliche Wert' so überflüssig wie ein runder Ball“, hält Müller dagegen.[171] Wolfgang F. Haug hält den Marktwert für eine Zwischenstufe zwischen Wert und Preis, „ein erster Schritt der Vermittlung von Wert und Preis“, differenziert damit zwischen den Begriffen Wert und Marktwert.[172] Anders sieht es DDR-Ökonom Johann Köhler: „Preis und Wert, Marktpreis und Marktwert – diese beiden Begriffspaare werden synonym gebraucht. Das heißt auch, dass zwischen Wert und Marktwert weder ein qualitativer noch ein quantitativer Unterschied besteht.“[173]
- die Deutung der Wertformanalyse. Autoren der Neuen Marx-Lektüre behaupten, dass es sich ausschließlich um eine logische Formanalyse handele[174], andere sind der Auffassung, dass die Wertformen empirisch historische Praxisformen darstellen, mit denen Marx nicht nur eine logische Formanalyse vornimmt, sondern die Entstehung des Geldes historisch nachzeichnet und so das „Geldrätsel“[175] löst.[176] (siehe Marx’ Wertformanalyse und Wertform)
- Bestimmte Aspekte der Entstehung und des Wesens des Geldes. Entsteht das Geld aus dem Tausch oder aus dem Kredit? Muss Geld eine Ware sein? Beide Fragen werden von einigen Ökonomen bejaht, von anderen verneint.[177] (siehe Marx’ Geldtheorie)
- der Ausgleich der Profitraten zur allgemeinen Durchschnittsprofitrate. Strittig ist, ob Marx die Begründung des Ausgleichs theoretisch widerspruchsfrei gelungen ist und ob ein Ausgleich der Profitraten zur Durchschnittsprofitrate und die Verwandlung der Werte in Produktionspreise empirisch nachweisbar sind.[178] (das sog. Transformationsproblem), (siehe Marx’ Ausgleich der Profitraten zur allgemeinen Durchschnittsprofitrate, Transformationsproblem)
- das Gesetz des tendenziellen Falls der Profitrate (steigt oder fällt die allgemeine Durchschnittsprofitrate?) Nobuo Okishio und Michael Heinrich glauben mit dem Hinweis auf das auch von Marx dargestellte Kostenkriterium der Technikwahl dessen Gesetz des tendenziellen Falls der Profitrate widerlegt zu haben.[179] Bei Beachtung des Kostenkriteriums ergäbe sich, dass die Profitrate nicht fällt, sondern steigt. Diese „Okishio-Theorem“ genannte Auffassung wird von einigen Ökonomen geteilt, so von den Amerikanern Laibman und Brenner[180][181], von anderen marxistischen Ökonomen wie Andrew Kliman, Ted McGlone, Alan Freeman, Guglielmo Carchedi, Anwar Shaikh, Alfred Müller, Stephan Krüger und Klaus Müller abgelehnt.[182] Es besagt, dass die Profitrate steigen müsse, weil die Nutzung neuer Technik zu einem Rückgang der Stückkosten führe. Klaus Müller zeigt, dass bei Einhaltung des Kostenkriteriums zwar die auf den Kostpreis bezogene Profitrate steigt, zugleich aber die Profitrate, die sich auf den Kapitalvorschuss bezieht und deren tendenziellen Fall Marx begründete, sinken kann.[183] Er ermittelte kritische Kapitalumschläge und Mehrwertraten für die Erklärung der möglichen Gegenläufigkeit der „Kostpreisprofitrate“ und Marxens „Kapitalvorschussprofitrate“.[184]
- Ist Marx die Verbindung der Grundrententheorie mit der Werttheorie widerspruchsfrei gelungen? Michael R. Krätke wirft Marx vor, seine Grundrententheorie sei unfertig, höchst widersprüchlich und fehlerhaft geblieben. Unter anderem wird die Frage diskutiert, was aus der absoluten Rente wird, wenn ihre Quelle, die niedrige organische Zusammensetzung in der Landwirtschaft mehr und mehr schwindet. Strittig ist auch, ob die Rente Bestandteil des Wertes oder ein monopolistischer Aufschlag auf den Wert darstellt.[185]

Zahlreiche Werke von Marx sind vor seinem Tod nicht vollendet worden, und auch der Marxismus ist kein abgeschlossenes System. Dies ermöglicht sowohl verschiedene Interpretationen der Werke von Marx und Engels als auch ein unterschiedliches Maß an Einordnung der Theorie bzw. einzelner Elemente in einen historischen Kontext.
Auch haben Marx und Engels einige ihrer Ansichten mit der Zeit geändert. Zum Beispiel gibt es widersprüchliche Aussagen darüber, ob eine sozialistische Revolution zwingend in einem hochentwickelten kapitalistischen Land stattfinden muss oder ob die Phase des Kapitalismus nicht sogar unter besonderen Umständen übersprungen werden kann, wie Marx in seinem Brief an Wera Sassulitsch schreibt.

### Andenken

#### Deutsche Demokratische Republik
In der DDR wurde Karl Marx die Rolle einer politischen und weltanschaulichen Leitfigur zugeteilt.
Vom 10. Mai 1953 bis zum 31. Mai 1990 hieß Chemnitz Karl-Marx-Stadt, dort befindet sich das bekannte Karl-Marx-Monument.
Vom 1. Mai 1949 bis 31. Dezember 1990 hieß die Gemeinde Neuhardenberg Marxwalde.
An vielen Orten errichtete man ihm Denkmale. Eine Statue von Marx und Engels befindet sich im Chemnitzer Park der Opfer des Faschismus vor dem Georgius-Agricola-Gymnasium, die 1923 vom Stadtrat an dieser Stelle auf dem damaligen Karl-Marx-Platz errichtet wurde. In Berlin befindet sich eine Karl-Marx-Statue auf dem 1986 errichteten Marx-Engels-Forum.

Karl-Marx-Denkmale in der DDR
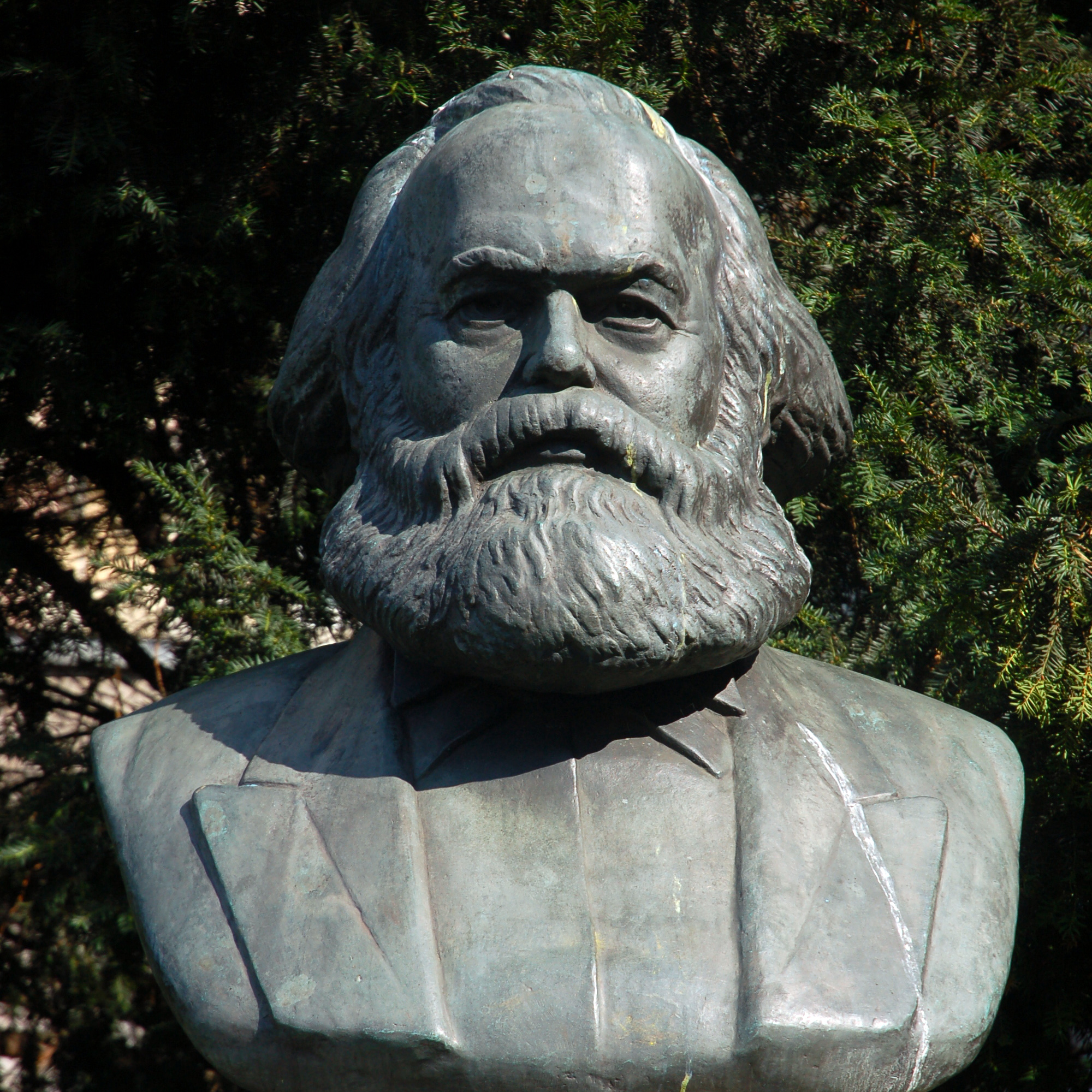
Büste am Strausberger Platz in Berlin (1953)
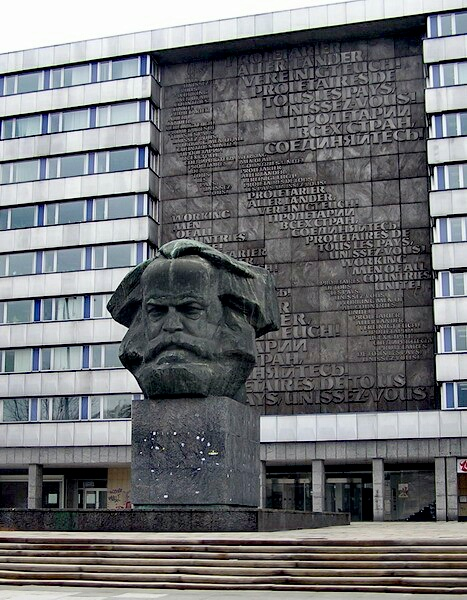
Karl-Marx-Monument in Karl-Marx-Stadt (Chemnitz) (lokaler Spitzname „Nischel“, für ‚Kopf, Schädel‘) von Lew Kerbel (1971)
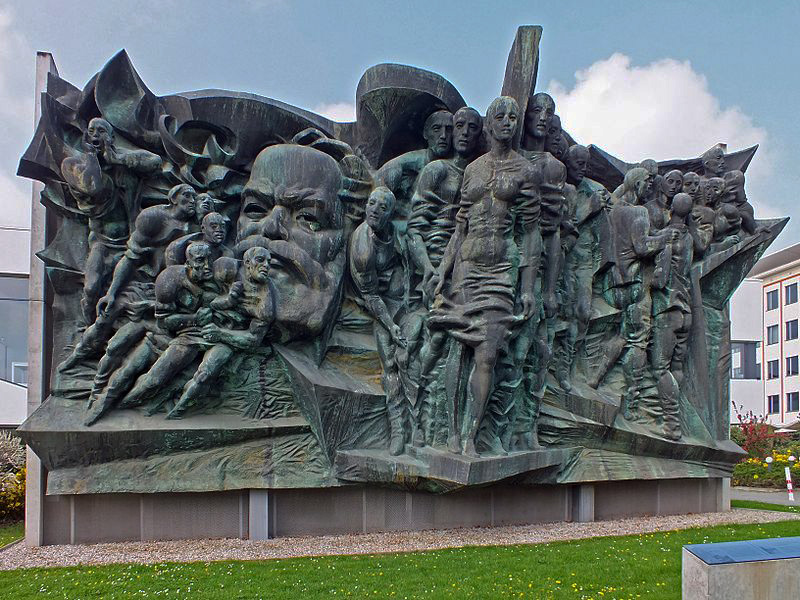
Bronzerelief „Aufbruch“ in Leipzig (1974)
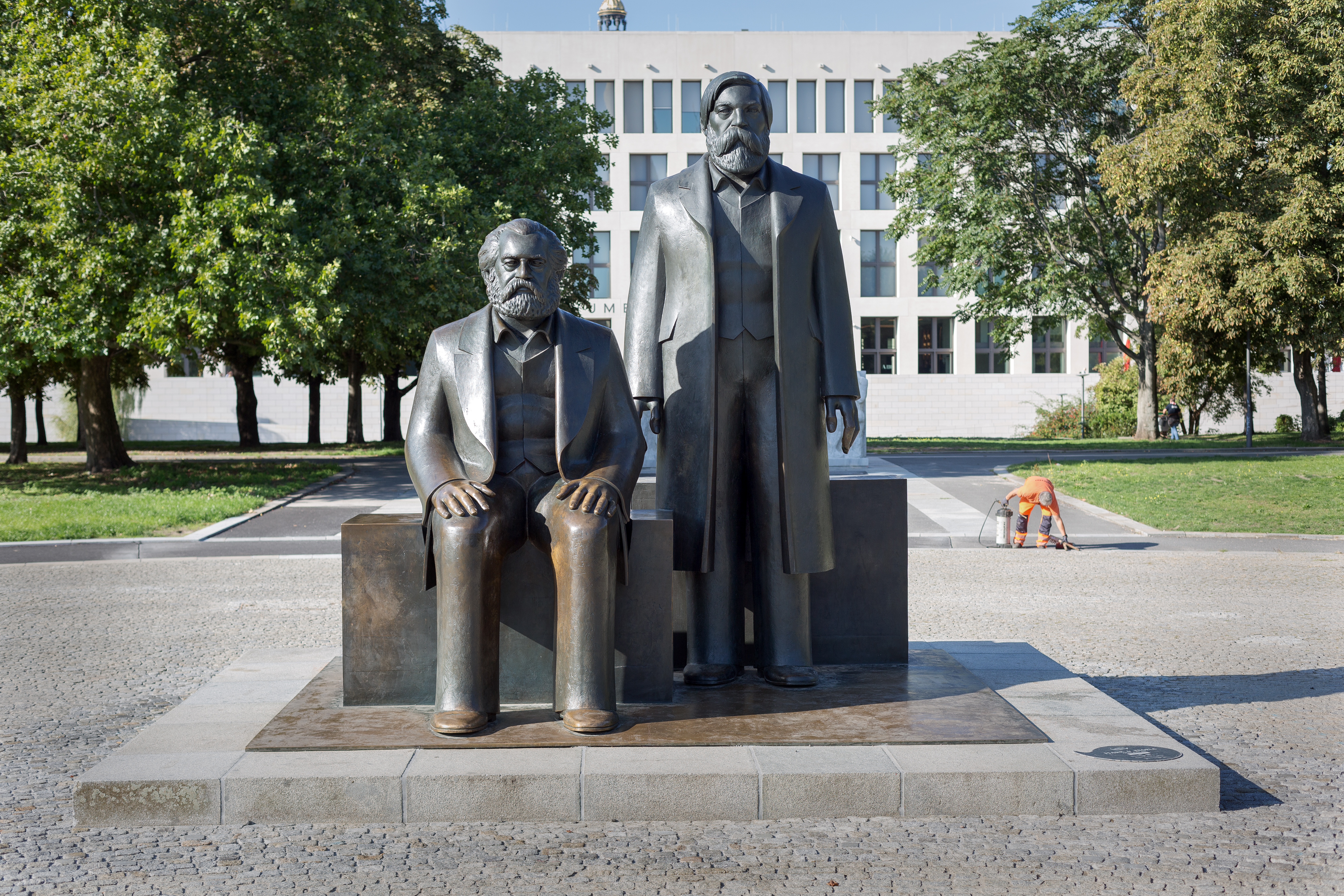
Denkmal für Marx und Engels (1986), Marx-Engels-Forum Berlin

Die 100-Mark-Banknote war mit dem Marx-Porträt versehen. Die Deutsche Post gab von 1948 bis 1949 in der Sowjetischen Besatzungszone bzw. in der DDR von 1949 bis 1983 rund ein Dutzend Briefmarken mit Darstellungen von Karl Marx heraus. Die Leipziger Universität Alma mater lipsiensis hieß von 1953 bis 1991 Karl-Marx-Universität Leipzig. Am Hauptgebäude der Universität war in DDR-Zeiten das Marx und seinen Ideen gewidmete Bronzerelief „Aufbruch“ angebracht, das sich heute am Uni-Campus Jahnallee befindet.

Karl Marx in der Alltagskultur der DDR
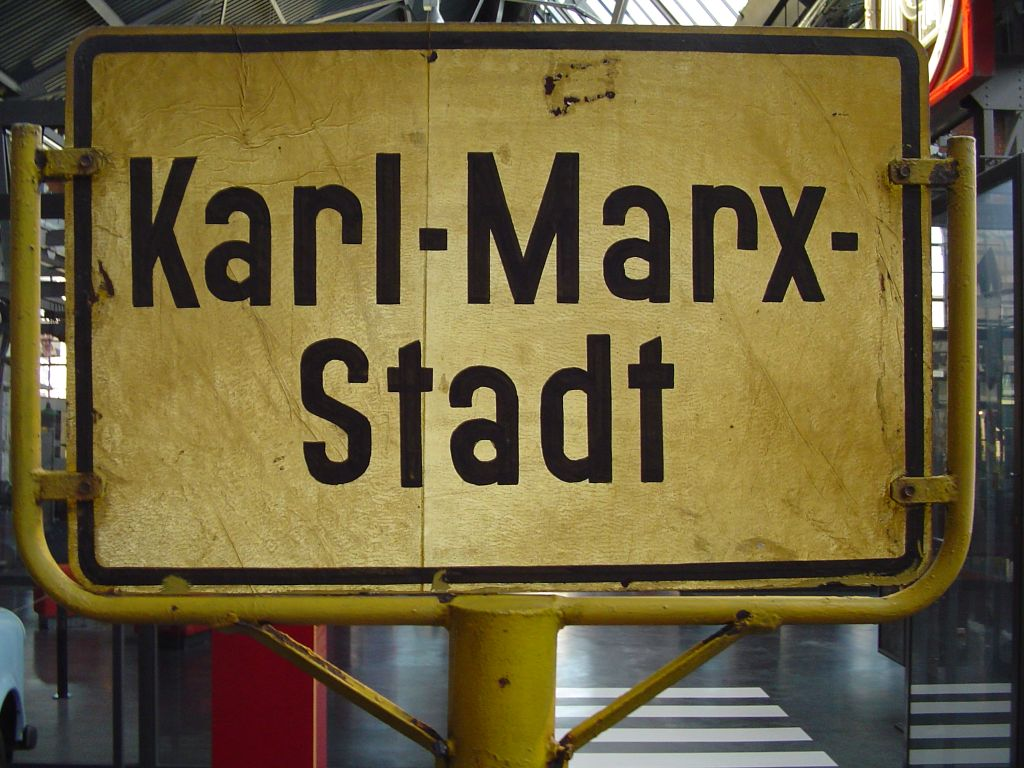
Ortseingangsschild von Karl-Marx-Stadt (1953 bis 1990)
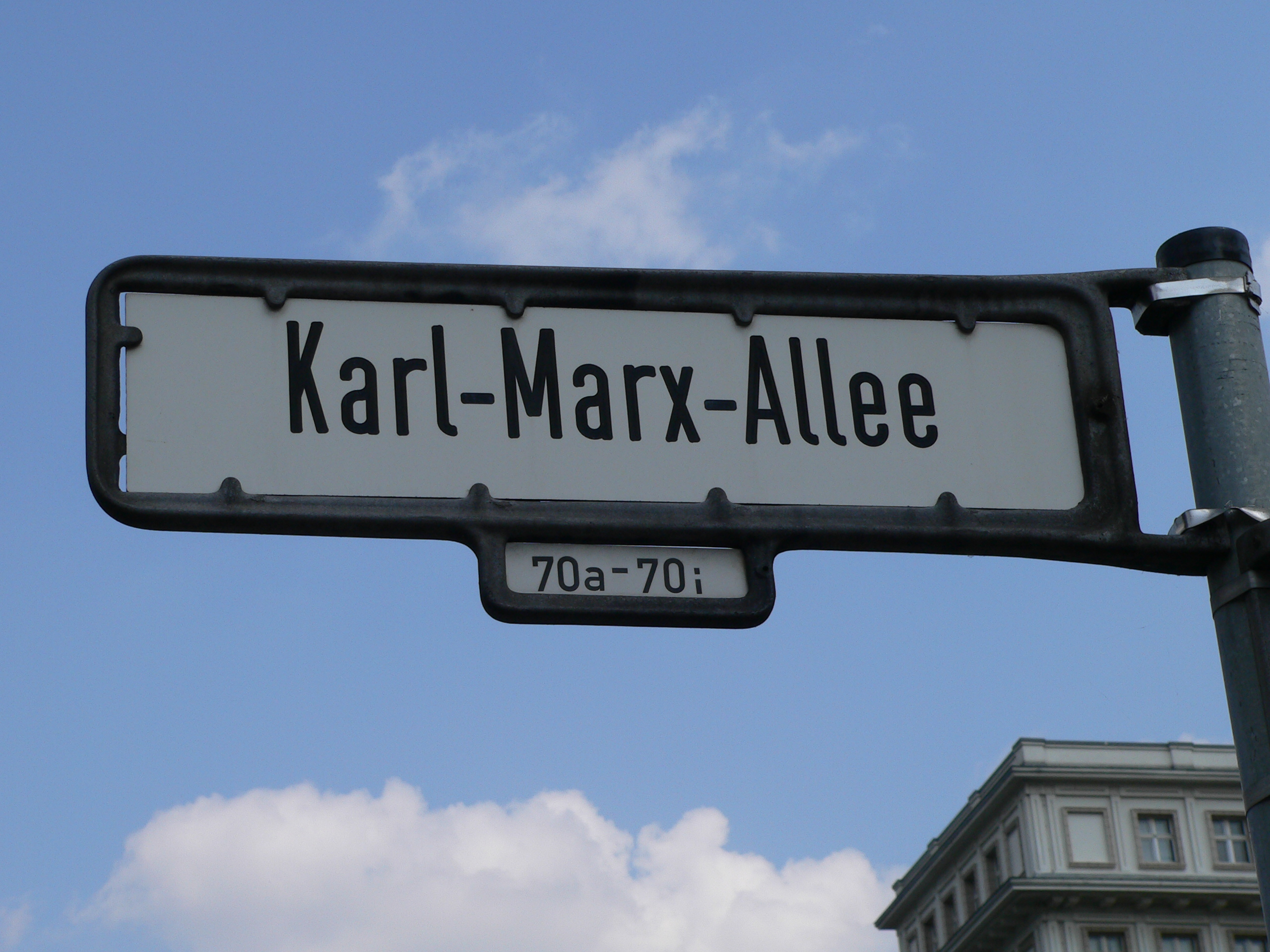
Straßenschild der Karl-Marx-Allee in Berlin

Die Parteihochschule „Karl Marx“ der SED trug seinen Namen wie eine Reihe von Erweiterten Oberschulen. Zahlreiche Straßen und Plätze waren nach Marx benannt (siehe Karl-Marx-Straße, Karl-Marx-Allee oder Karl-Marx-Platz). Der Karl-Marx-Orden war die höchste Auszeichnung der DDR.
Die Jahre 1953 (70. Todesjahr) und 1983 (100. Todesjahr) wurden als „Karl-Marx-Jahr“ begangen, und 1983 fand in Berlin und weiteren Städten die Kunstausstellung „Karl Marx. Künstlerbekenntnisse“ statt.

#### Bundesrepublik Deutschland
1932 wurde in Worms eine noch heute bestehende Arbeitersiedlung erbaut, die seit 1947 Karl-Marx-Siedlung heißt.
In der französischen Besatzungszone wurde am 5. Mai 1947 eine Briefmarke mit dem Bild von Marx im Wert von 15 Pfennig herausgegeben.
Die Bundesrepublik Deutschland würdigte 1983 Marx als Philosophen zum 100. Todesjahr mit einer Gedenkmünze mit der Randprägung „Wahrheit als Wirklichkeit und Macht“, ein Zitat nach der zweiten These über Feuerbach. In zahlreichen Städten und Gemeinden gab und gibt es nach Karl Marx benannte Straßen.
Am 29. April 1968 wurde eine Gedenkbriefmarke zum 150. Geburtstag von Karl Marx von der Deutschen Bundespost herausgegeben.
Mit dem Ausgabetag 3. Mai 2018 gab die Deutsche Post AG zum 200. Geburtstag ein Postwertzeichen im Nennwert von 70 Eurocent heraus. Der Entwurf stammt vom Münchner Grafiker Thomas Mayfried.

Gedenken in der Bundesrepublik Deutschland
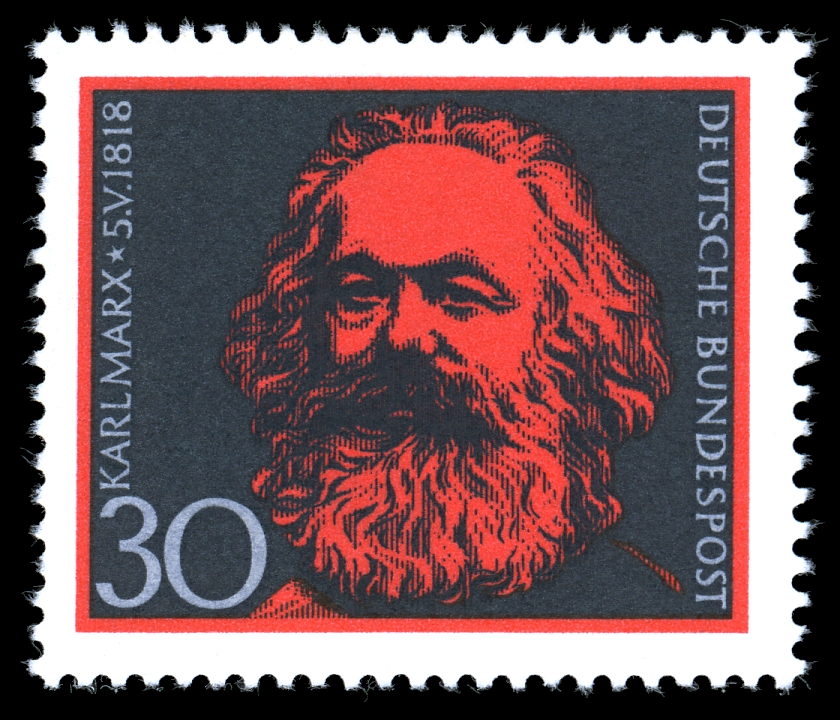
Briefmarke der Deutschen Bundespost (Bundesrepublik Deutschland) vom 29. April 1968
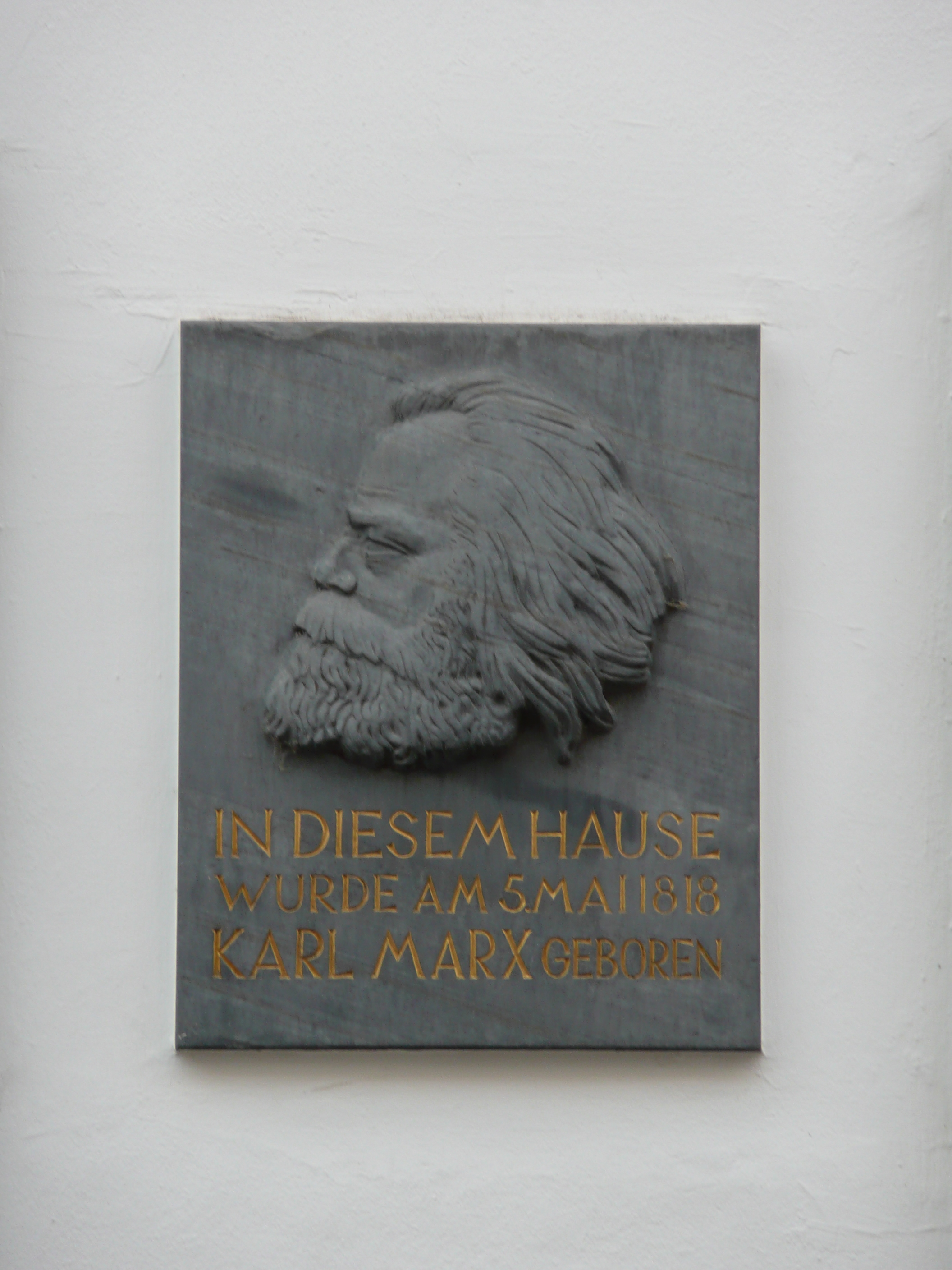
Gedenktafel am Karl-Marx-Haus in Trier von Michael Trierweiler (2007)
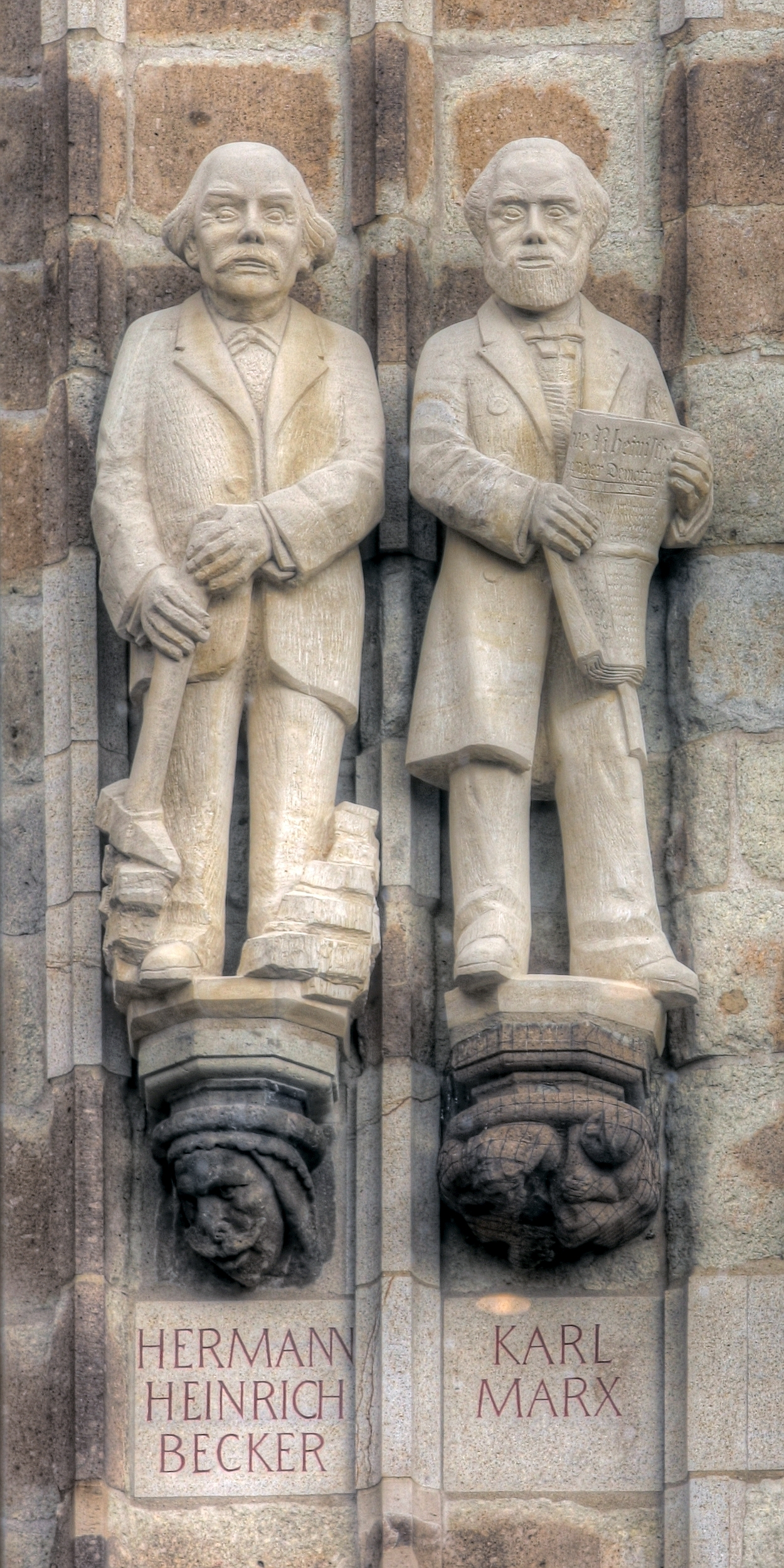
Hermann Heinrich Becker und Karl Marx (rechts), Statuen von Helmut Moos am Kölner Ratsturm (2010)
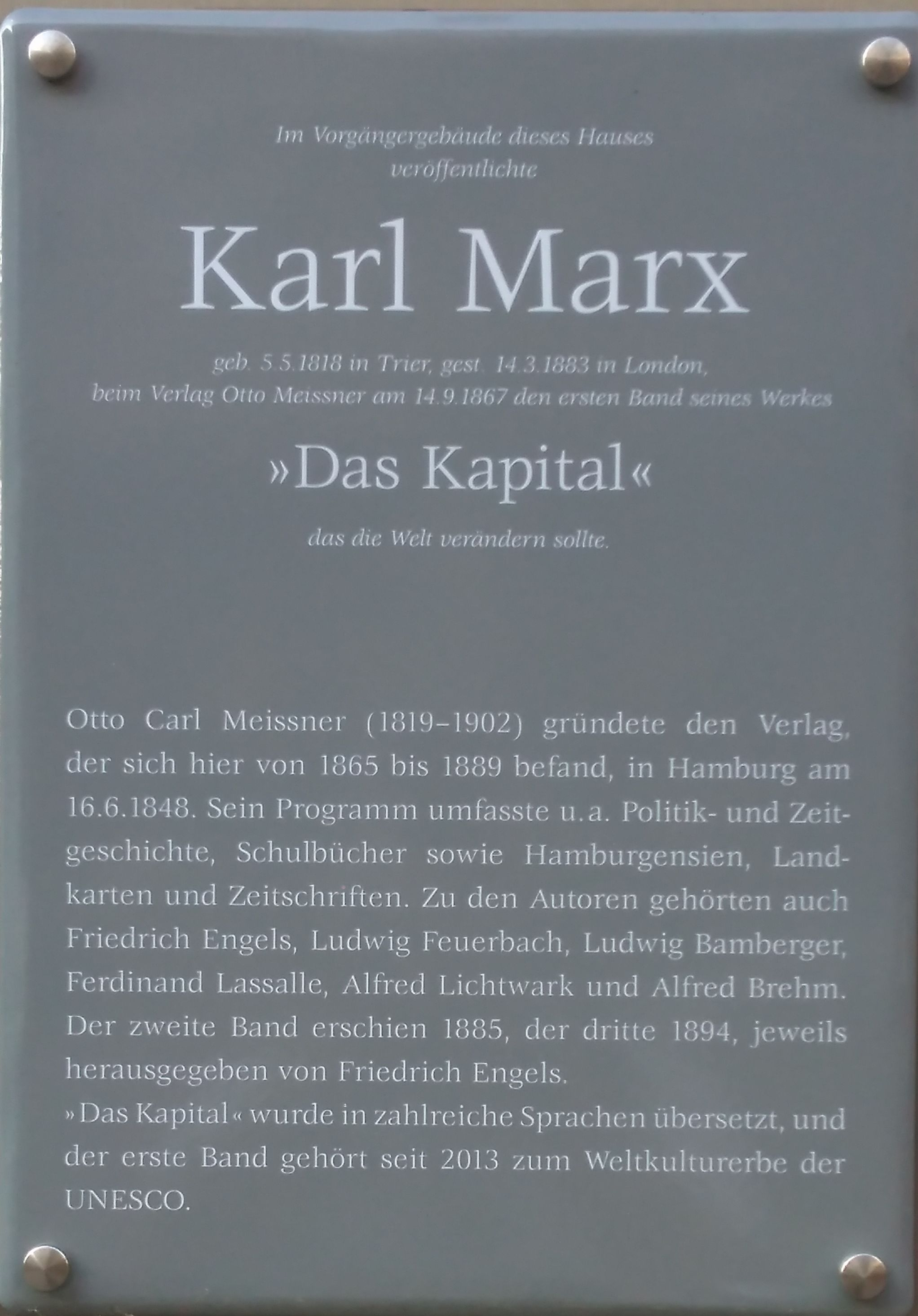
Gedenkplakette am ehemaligen Verlagshaus von Otto Meißner in Hamburg (2017)
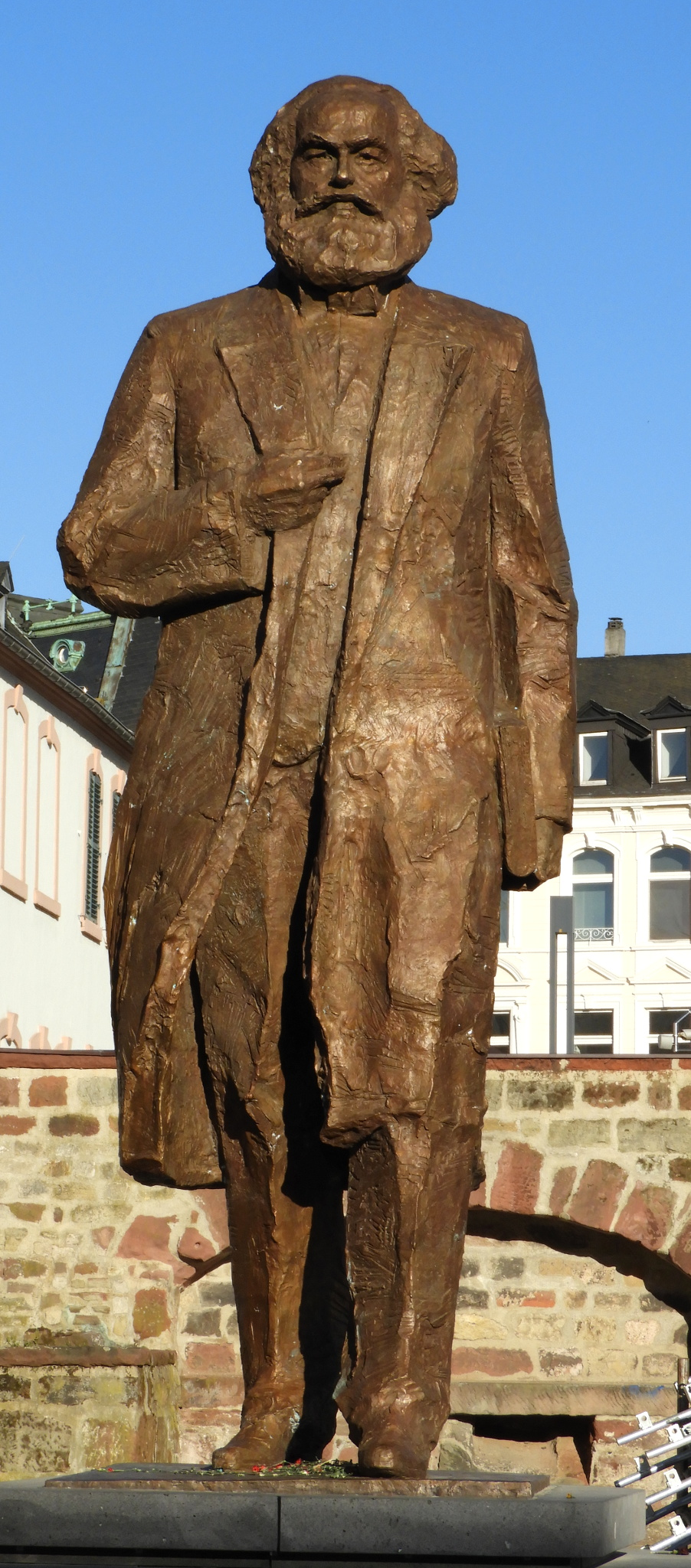
Karl-Marx-Statue von Wu Weishan in Trier (2018)

In seiner Heimatstadt Trier kann das Karl-Marx-Haus mit seiner umfangreichen Ausstellung zu Leben und Wirken von Marx besichtigt werden, das im Sommer auch zahlreiche Touristen aus China anzieht. Dieses Geburtshaus, heute Museum, stand in der Brückergasse 664 (heute Brückenstraße 10); schon im Oktober 1819 zog die Familie in ein kleines Wohnhaus in der Simeongasse (heute Simeonstraße 8), wo heute eine Gedenktafel an den berühmten Bewohner erinnert. Anlässlich des 200. Geburtstages von Karl Marx wurde am 5. Mai 2018 die fünf Meter fünfzig hohe – eine Anspielung auf sein Geburtsdatum am 05.05. – Karl-Marx-Statue auf dem Simeonstiftplatz enthüllt, die der Künstler Wu Weishan als Geschenk der Volksrepublik China gestaltet hat.
Seit dem Ende des Zweiten Weltkriegs gab es in Elmshorn den „Karl-Marx-Platz“. Im August 2005 beschloss die Mehrheit von CDU und FDP die Namensänderung, sodass der Platz jetzt „Buttermarkt“ heißt.
Im Berliner Stadtbezirk Neukölln wurden 1946 die Berliner Straße und die Bergstraße in Karl-Marx-Straße umbenannt. Seit infolge der Entstalinisierung 1961 Teile der Stalinallee in Berlin-Mitte bzw. -Friedrichshain in Karl-Marx-Allee umbenannt wurden, hat Berlin zwei bedeutende Straßen, die Karl Marx gewidmet sind.
In Bonn erinnert seit 1989 in der Stockenstraße eine Gedenktafel von HP Schall an Marx’ Studienzeit in Bonn 1835/36. Am Kölner Rathaus ist eine Skulptur seiner Person angebracht.
Am 12. April 2017 wurde am Verlagshaus Otto Meissner in der Hamburger Bergstraße 26 / Ecke Ballindamm eine Gedenktafel angebracht zum 150. Jahrestag der Erstveröffentlichung von Marx’ Kapital.
Marx wurde 2003 in der Sendung Unsere Besten in der Rangliste der größten Deutschen hinter Konrad Adenauer und Martin Luther auf Platz drei gewählt.
Im Februar 2017 feierte der Spielfilm Der junge Karl Marx Premiere. Die Regie übernahm Raoul Peck, in der Rolle des Marx ist August Diehl zu sehen.
Einer der ersten neuen Intercity-Express-Züge (ICE 4) wurde 2017 nach Karl Marx benannt.
Insgesamt gibt es in Deutschland noch über 500 Karl-Marx-Straßen, 52 Karl-Marx-Plätze und zwei Plätze, die eigentlich offiziell ihren Namen verloren hatten, aber im Volksmund weiterhin so genannt werden (Ennepetal und Perleberg).

#### Europa

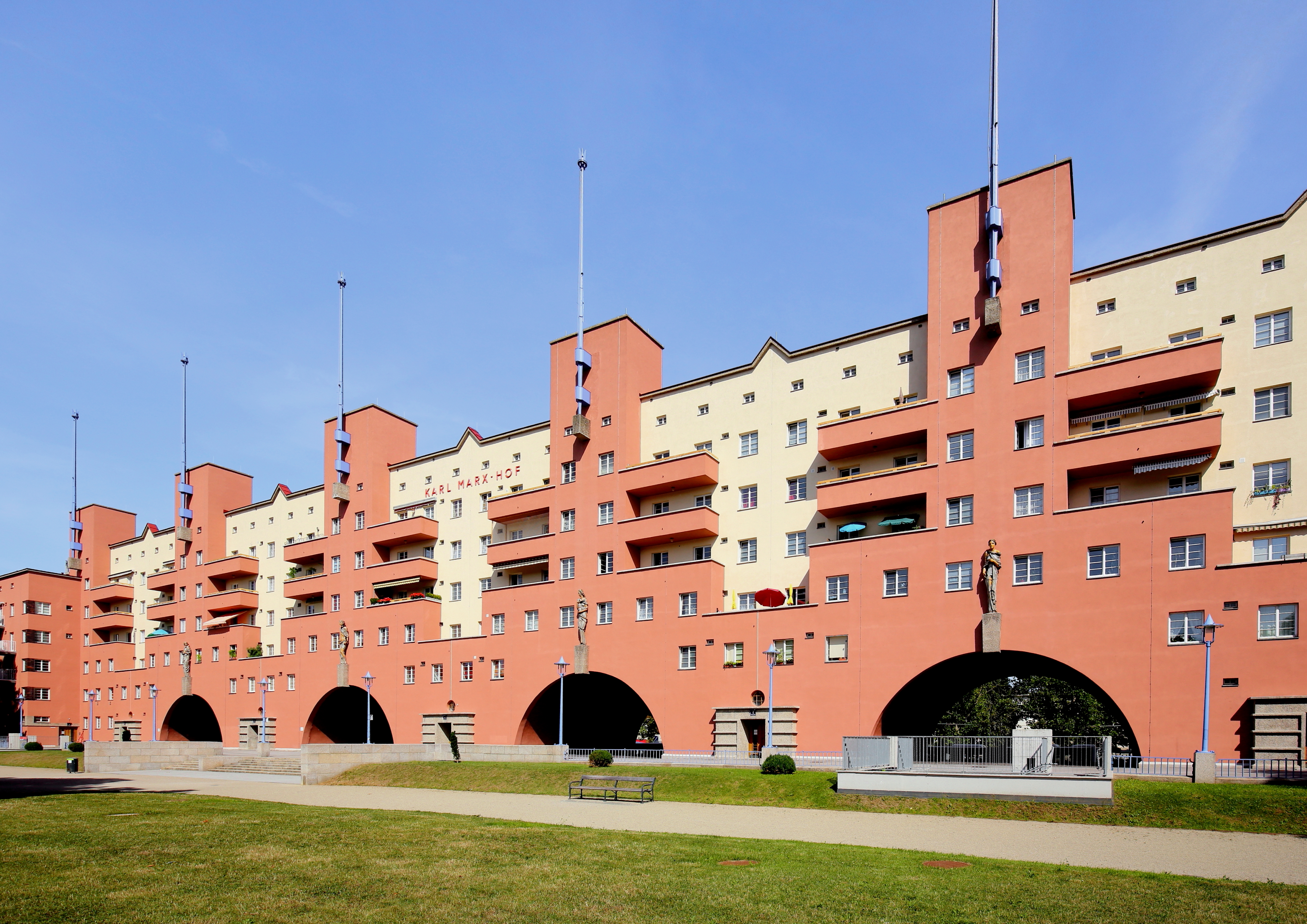
Der zwischen 1926 und 1930 errichtete Karl-Marx-Hof gilt als Symbol der sozialdemokratischen Wohnbaupolitik im Roten Wien.

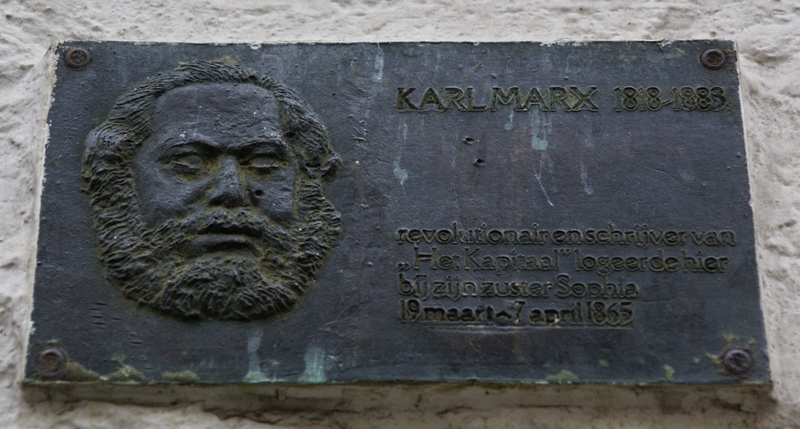
Gedenktafel in Maastricht (2010), Marx besuchte hier mehrmals seine Schwester Sophia Schmalhausen

- In Wien wurde von 1926 bis 1930 der Karl-Marx-Hof mit 1.382 Wohnungen für etwa 5.000 Bewohner errichtet.
- In London erinnert in der Dean Street 28 im Stadtteil Soho eine Gedenktafel[198] an Marx, der dort eine Zeit lang mit seiner Familie wohnte. Auch die Marx Memorial Library, die zu seinem 50. Todestag 1933 eingeweiht wurde, gehört zu den Londoner Sehenswürdigkeiten.[199] In Margate ist eine Plakette an dem Haus (5 Lansell’s Place), das Marx 1866 frequentierte, angebracht. In Harrogate ist eine Plakette am Old Swan Hotel, wo Marx 1873 weilte, befestigt.

In der Maitland Park Road 41, wo Marx von 1875 bis 1883 wohnte, brachte der Camden London Borough Council eine Erinnerungsplakette an.
- In der Wallfahrtskirche St. Vitus in Sankt Veit am Vogau (Österreich) ist Marx in einer Deckenmalerei (1921) von Felix Barazutti bei einer Ansprache vor Arbeitern abgebildet. In Karlsbad steht ein Denkmal für Karl Marx, der hier 1874, 1875 und 1876 zur Kur weilte. Das Denkmal liegt nicht weit von der russisch-orthodoxen Kirche St. Peter und Paul, auf der Straße Zamecky vrch.[200]
- In Argenteuil gibt es einen Boulevard Karl Marx. Eine Gedenktafel erinnert hier an seine Aufenthalte bei seiner Tochter Jenny Longuet 1881/82.
- In der Sowjetunion hieß seit 1920 die zweitgrößte Stadt der Wolgadeutschen Republik Marxstadt.
- In der Ukraine ist die Ortschaft Karlo-Marxowe nach dem Denker benannt.

#### Außerhalb Europas
Nach Marx benannt wurden in Tadschikistan der Berg Pik Karl Marx, in Russland die Stadt Marx und mehrere Orte Karla Marxa (ebenso in Kasachstan), ein heute als General Sherman Tree bekannter Riesenmammutbaum in den USA und ein 1969 entdeckter Asteroid (2807 Karl Marx).

Karl-Marx-Denkmale in Osteuropa und China
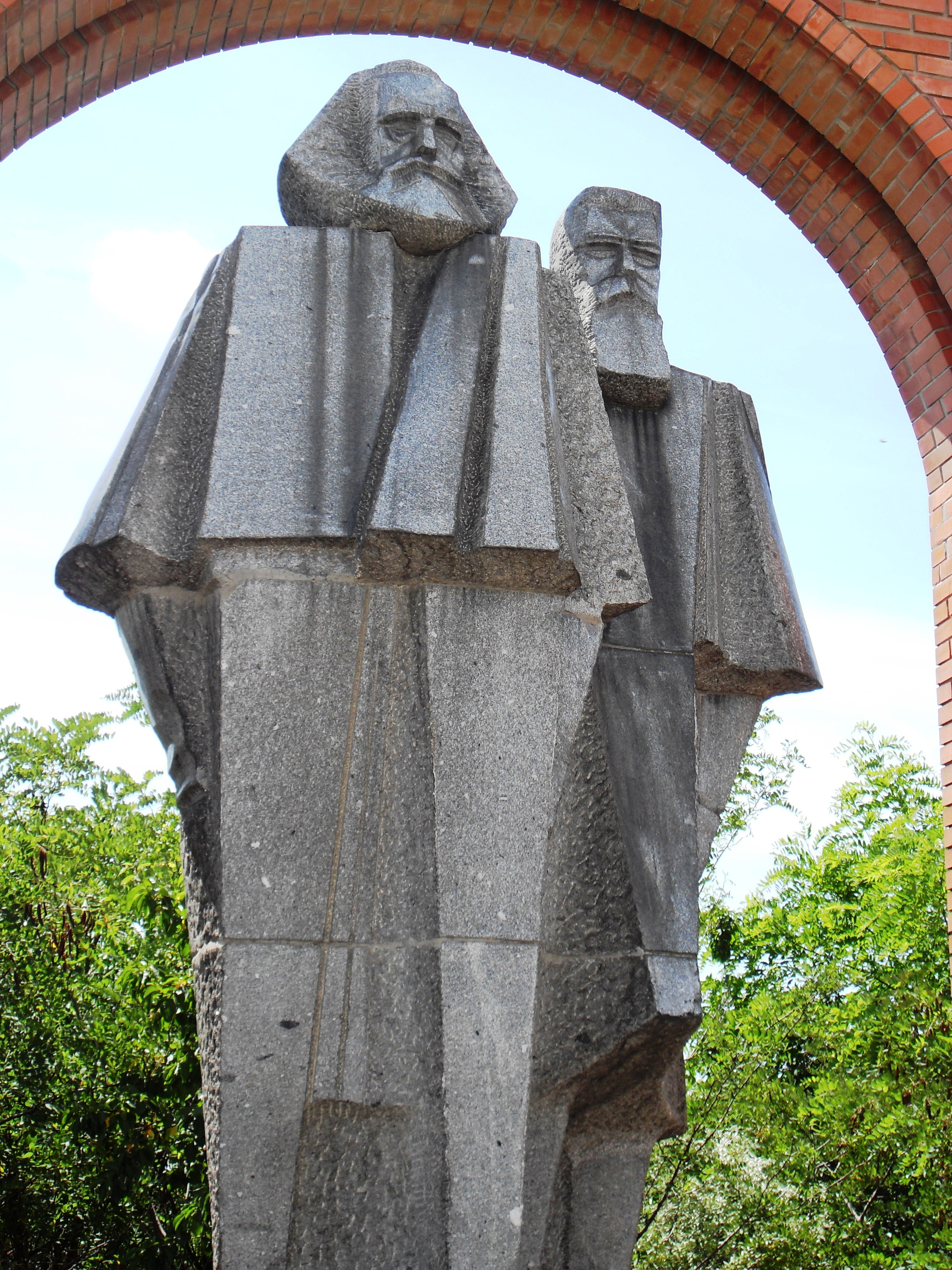
Marx-Engels-Denkmal in Budapest von György Segedi (1971), ab 1993 Memento Park
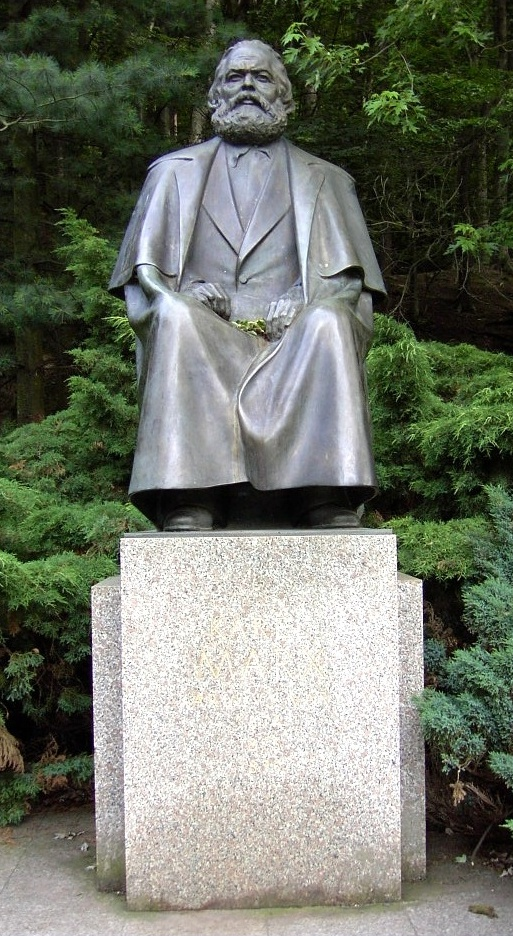
Marx-Denkmal in Karlsbad (2005)
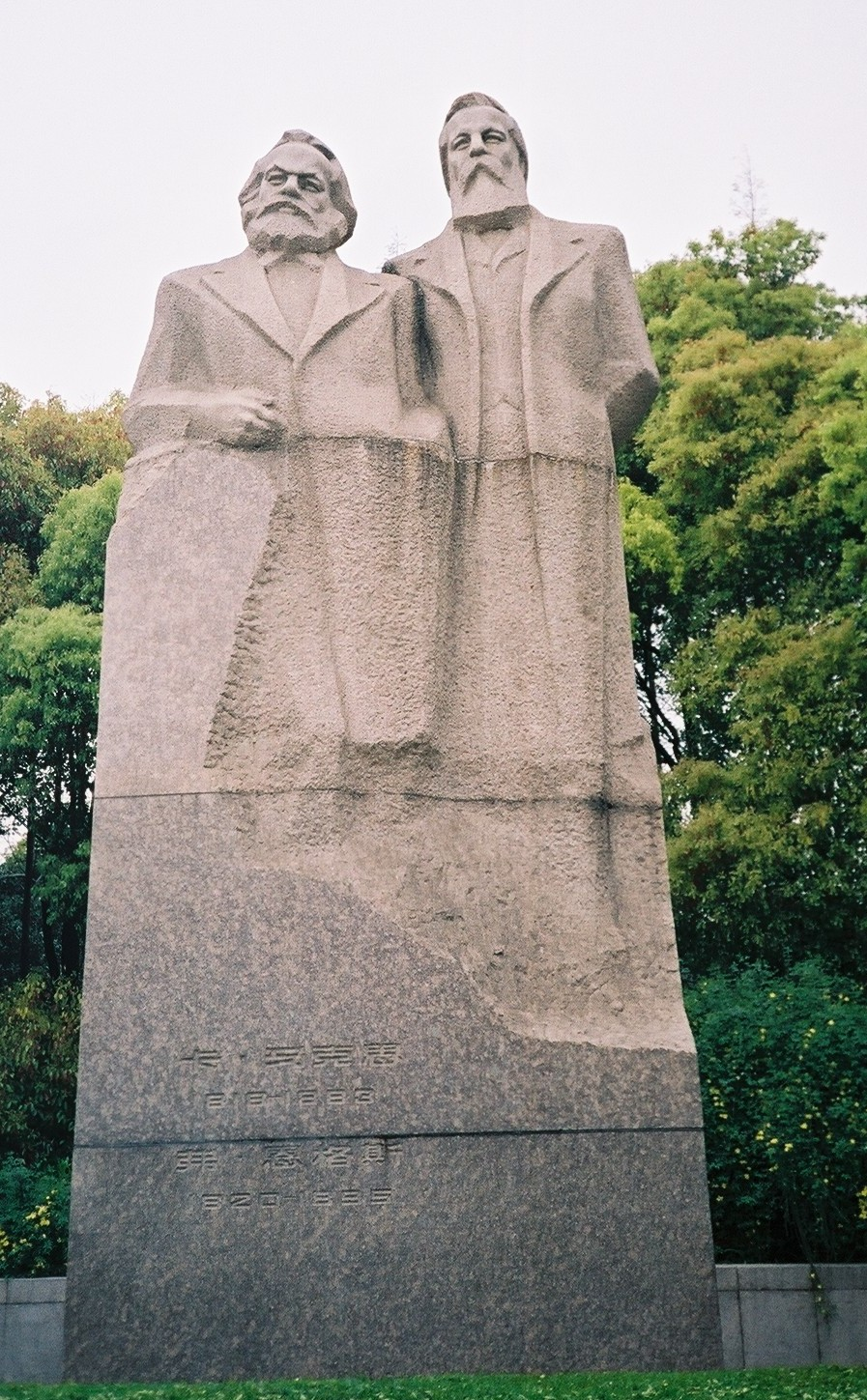
Marx-Engels-Denkmal in Shanghai (2007)

1984 wurde anlässlich des Staatsbesuchs von Erich Honecker ein Marx-Steindenkmal von Jo Jastram in Addis Abeba aufgestellt.
Auf dem Kim-Il-sung-Platz in Nordkoreas Hauptstadt Pjöngjang befanden sich an einer Hausfassade Porträts von Marx und Lenin in der Höhe einer Etage. Diese Bilder wurden im April 2012 nach der Wahl Kim Jong-uns zum Ersten Sekretär der Partei der Arbeit und zum Ersten Vorsitzenden des nationalen Verteidigungskomitees abgehängt.

### Weltdokumentenerbe
2013 wurde die von Marx und Engels verfasste Schrift „Das Manifest der Kommunistischen Partei“ und „Das Kapital“, Erster Band, von Karl Marx in das Weltdokumentenerbe der UNESCO und damit in das Register „Gedächtnis der Welt“ aufgenommen. Beide Publikationen hatten großen Einfluss auf die revolutionären Bewegungen des 19. und des 20. Jahrhunderts und können in nahezu allen Sprachen der Welt gelesen werden.

## Marxismus als staatliche Legitimationsideologie

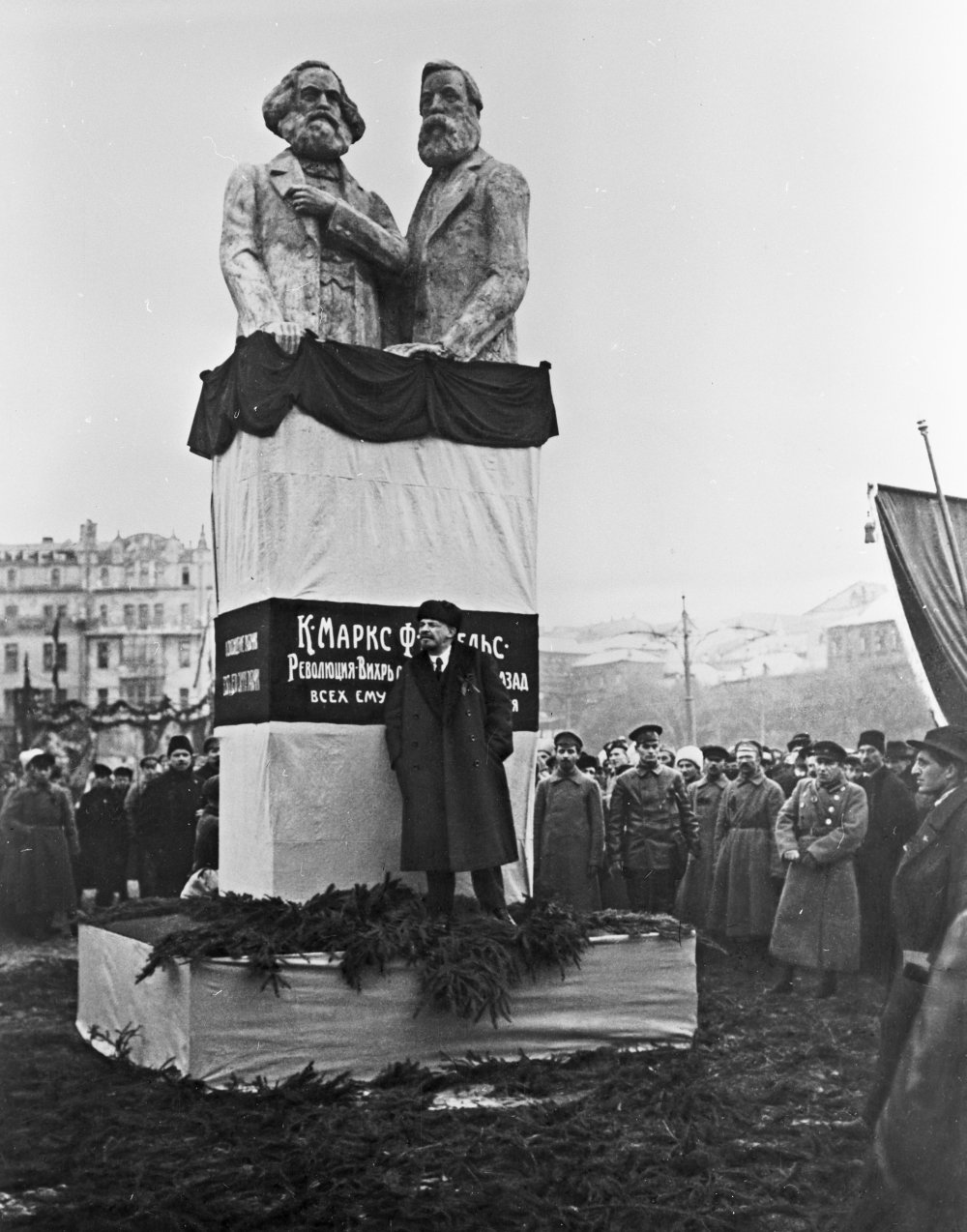
Lenin vor dem Moskauer Marx-Engels-Denkmal am ersten Jahrestag der Oktoberrevolution, 7. November 1918

Mit der Russischen Revolution von 1917 und den politischen Neuordnungen nach dem Zweiten Weltkrieg entstand unter sowjetischem Machteinfluss im Osten Europas und in Westasien ein Staatenblock, dessen Gesellschaftsordnungen mit der staatlichen Ideologie des Marxismus-Leninismus ausgeflaggt wurden. Kritiker des Sowjetsystems wie Herbert Marcuse werteten die Inanspruchnahme von Marx als bloße Legitimationsideologie, die das Marxsche Erbe verfälsche. Die regierende Kommunistische Partei der Volksrepublik China beruft sich noch in der Gegenwart auf die Lehren von Marx und Mao Zedong. Der Marx-Biograph Gareth Stedman Jones schließt seine voluminöse Biographie mit den Worten, dass den Marx, „wie ihn das 20. Jahrhundert schuf, mit dem Marx, der im 19. Jahrhundert lebte, nur eine zufällige Ähnlichkeit verbindet“.

## Schriften
Siehe Karl Marx/Werkverzeichnis

## Rezeption in der Belletristik
Willy Cohn verfasste die erste, für junge Menschen konzipierte Marx-Biografie, die 1923 erschien. Nach 1933 wurde der Titel von den Nationalsozialisten zensiert. Kurt Löwenstein veröffentlichte 1935 unter dem Pseudonym Curt Falk ein Buch, in dem er auch auf die zeitgenössische politische Situation einging.
- Willy Cohn: Ein Lebensbild von Karl Marx. Der Jugend erzählt. Robert Hermann, Breslau 1923.
- Gerhart Herrmann Mostar: Der Schwarze Ritter. Vorwärts-Verlag, Berlin 1933.
- Curt Falk: Karl Marx. Erzählt für unsere Jugend. Nordböhmische Druck- und Verlags-Anstalt, Bodenbach a. d. Elbe 1935.

### Kinder- und Jugendbücher nach 1945
Die Kinder- und Jugendliteratur (KJM) in der DDR wurde von Beginn an stark bespielt und hatte auch immer auch historische Stoffe zum Thema. Das erste Jugendbuch zu Marx veröffentlichte Walther Victor 1953, es ist nicht-fiktional und erlebte mehrere Auflagen. Die „erste speziell künstlerische Annäherung bzw. belletristische Veröffentlichung“ erfolgte 1962 mit Mohr und die Raben von London, das Buch wurde 1967 zur schulischen Pflichtlektüre. Ein zweiter fiktionaler Titel erschien 1973 mit Franziska und der Student aus Trier.
- Walther Victor: Der Mann, der die Welt veränderte. Karl Marx, sein Leben und sein Werk (= Die Welt in der Tasche. Heft 17). Mit Zeichnungen von N. N. Shukow. Kinderbuchverlag, Ost-Berlin 1953 (7. Aufl. 1964, Illustrationen von Helmut Kloss).
- Heinrich Ernst Siegrist: Für die Welt arbeiten. Ein Lebensbild von Karl Marx. Tribüne, Ost-Berlin 1954 (2. Aufl. 1958).
- Theun de Vries: Feuertaufe. Volk und Welt, Ost-Berlin 1959.
- Ilse Korn, Vilmos Korn: Mohr und die Raben von London. Kinderbuchverlag, Ost-Berlin 1962.
- Helmut Meyer: Franziska und der Student aus Trier, Berlin : Kinderbuchverlag 1973 (sieben Auflagen, 15.000 Exemplare, zuletzt 1982)
- Galina Serebrjakowa: Gipfel des Lebens. Historischer Roman. Aus dem Russischen von Gottfried Kirchner. Kultur und Fortschritt, Ost-Berlin 1967.
- Günter Radczuns: Prometheus aus Trier. Karl Marx, aus seinem Leben, seinem Forschen, seiner Lehre. Berlin: Kinderbuchverlag 1968.
- Winfried Schwarz: Aufbruch. Aus dem Leben des Karl Marx. Roman. Weltkreis Verlag, Dortmund 1982, ISBN 3-88142-273-0.
- Stefan Siegert: Karl Marx geht um …. Comic. Weltkreis Verlag, Dortmund 1983, ISBN 3-88142-274-9.

### Romane
- David Chotjewitz: Karl Marx. Roman aus dem Leben eines jungen Philosophen. Alibaba Verlag, Frankfurt am Main 1996, ISBN 3-86042-197-2.
- Hans Jürgen Krysmanski: Die letzte Reise des Karl Marx. Westend Verlag, Frankfurt am Main 2014, ISBN 978-3-86489-072-7.
- Ilona Jerger: Und Marx stand still in Darwins Garten. Ullstein, Berlin 2017, ISBN 978-3-550-08189-7.
- Uwe Wittstock: Karl Marx beim Barbier. Leben und letzte Reise eines deutschen Revolutionärs. Blessing, München 2018, ISBN 978-3-89667-612-2 (überarbeitete Neuausgabe: Karl Marx in Algier. Leben und letzte Reise eines Revolutionär, C.H. Beck, München 2025).

### Theaterstück
Der Historiker und Theaterautor Howard Zinn verfasste 1999 das Einpersonenstück Marx in Soho, das im New Yorker Stadtteil Soho spielt und 2001 u. a. in Los Angeles aufgeführt wurde.

### Bibliografien
- Ernst Drahn: Marx-Bibliographie. Ein Lebensbild Karl Marx’ in biographisch-bibliographischen Daten. Deutsche Verlagsgesellschaft für Politik und Geschichte, Charlottenburg 1920. (Zweite, verbesserte und erweiterte Auflage 1923).
- Zentralinstitut für Bibliothekswesen (Hrsg.): Karl Marx. Eine empfehlende Bibliographie. Bearbeitet von Werner Rittner. Verlag für Buch- und Bibliothekswesen, Leipzig 1954.
- Die Erstdrucke der Werke von Marx und Engels. Bibliographie der Einzelausgaben. Dietz Verlag, Berlin 1955.
- Maximilien Rubel: Bibliographie des oeuvres de Karl Marx. Avec en app. un Répertoire des oeuvres de Friedrich Engels. Rivière, Paris 1956.
- Maximilien Rubel: Supplement à la bibliographie des oeuvres de Karl Marx. Rivière, Paris 1959.
- Das Werk von Marx und Engels in der Literatur der deutschen Sozialdemokratie (1869–1895). Bibliographie. Dietz Verlag, Berlin 1979.
- Franz Neubauer: Marx-Engels-Bibliographie. Boldt, Boppard am Rhein 1979, ISBN 3-7646-1751-9.
- Bert Andréas: Karl Marx / Friedrich Engels. Das Ende der klassischen deutschen Philosophie. Bibliographie (= Schriften aus dem Karl-Marx-Haus Trier. Heft 28). Trier 1983, S. 155–196 (Nachweise von Drucken, Zitaten und Übersetzungen).
- Hal Draper: The Marx-Engels register. A complete bibliography of Marx and Engels’ individual writings (= The Marx-Engels cyclopedia. 2). Schocken Books, New York 1985.
- Gernot Gabel: Karl Marx. Verzeichnis der Dissertationen aus westeuropäischen und nordamerikanischen Ländern 1890–2000 (= Bibliographien zur Philosophie. 19). Ed. Gemini, Hürth 2009, ISBN 978-3-922331-49-0.

### Chroniken
- Karl Marx. Chronik seines Lebens in Einzeldaten. Ring Verlag, Zürich 1934 (Reprint: makol, Frankfurt am Main 1971).
- Maximilien Rubel: Marx-Chronik. Daten zu Leben und Werk. Hanser, München 1968 (= Reihe Hanser 3) (4. durchgesehene Aufl. Deutscher Taschenbuch Verlag, München 1983, ISBN 3-423-03250-2 (= dtv 3250)).
- Hal Draper: The Marx–Engels chronicle. A day-by-day chronology of Marx and Engels’ life and activity. Schocken Books, New York 1985.

### Biografien
- Gustav Groß: Karl Marx. Eine Studie. Duncker & Humblot, Leipzig 1885 (Digitalisat).
- Werner Sombart: Das Lebenswerk von Karl Marx. Gustav Fischer, Jena 1909. ECONBIZ Digitalisat
- John Spargo: Karl Marx. His life and works. B. W. Huebsch, New York 1910 archive org 1912.
  - John Spargo: Karl Marx. Leben und Werk. Mit vielen Porträts aus der Geschichte des Sozialismus. Autorisierte deutsche Ausgabe. Felix Meiner, Leipzig 1912.
- Klara Zetkin: Karl Marx und sein Lebenswerk! Molkenbuhr & Co., Elberfeld 1913.
- Robert Danneberg: Karl Marx. Der Mann und sein Werk. Verlag des Verbandes der jugendlichen Arbeiter (Anton Jenschik), Wien 1913.
- Franz Mehring: Karl Marx – Geschichte seines Lebens. Berlin 1918 (In: ML-Werke).
- Gustav Mayer: Karl Marx’ Lebensweg. In: Sozialistische Monatshefte. 24, Heft 8, Ausgabe vom 1. Mai 1918, S. 416–422.
- R. Wilbrandt: Versuch einer Einführung. B. G. Teubner, Leipzig / Berlin 1918.
- Ferdinand Tönnies: Marx. Leben und Lehre. Lichtenstein, Jena 1921
- Otto Rühle: Karl Marx. Leben und Werk. Avalun-Verlag, Hellerau bei Dresden 1928.
- Karl Vorländer: Karl Marx. Sein Leben und sein Werk. Mit 15 Bildtafeln. Felix Meiner Verlag, Leipzig 1929.
- Siegfried Landshut: Karl Marx. Charles Coleman, Lübeck 1932.
- Siegfried Landshut: Karl Marx. Ein Leben für eine Idee! Anläßlich seines 50. Todestages. Verlag des Bildungsausschusses der Sozialdemokratischen Partei, Landesorganisation Hamburg, Hamburg 1933.
- Ernst Böse: Karl Marx. Sein Leben und sein Werk. Friedrich Oetinger, Hamburg 1948.
- Karl Marx heute. Ein Erinnerungsbuch an den 70. Todestag. Verlagsbuchhandlung J. H. W. Dietz, Hannover 1953.
- Leopold Schwarzschild: Der rote Preuße. Leben und Legende von Karl Marx. Scherz & Goverts, Stuttgart 1954.
- J. A. Stepanowa: Karl Marx (= Große Sowjet-Enzyklopädie). Dietz Verlag, Berlin 1956.
- Isaiah Berlin: Karl Marx. Sein Leben und sein Werk. R. Piper & Co, München 1959.
- Werner Blumenberg: Karl Marx in Selbstzeugnissen und Bilddokumenten (= Rowohlts Monographien. 62). Rowohlt Taschenbuch Verlag, Reinbek bei Hamburg 1962.
- B. Nicolaevsky, O. Maenchen-Helfen: Karl Marx. Eine Biographie. Verlag J. H. W. Dietz Nachf., Berlin / Bonn-Bad Godesberg 1975, ISBN 3-8012-1086-3.
- Heinz Monz: Karl Marx und Trier. Verhältnisse Beziehungen Einflüsse. Verlag Neu, Trier 1964.
- Peter Stadler: Karl Marx. Ideologie und Politik. Musterschmidt-Verlag, Göttingen / Frankfurt am Main / Zürich 1966.
- Arnold Künzli: Karl Marx. Eine Psychographie. Europa Verlag, Wien / Frankfurt am Main / Zürich 1966.
- Willem Banning: Karl Marx. Leben, Lehre und Bedeutung. Siebenstern, München / Hamburg 1966.
- Karl Korsch: Karl Marx. Europäische Verlagsanstalt, Frankfurt am Main / Wien 1967.
- John Lewis: Karl Marx. Leben und Lehre. Deutscher Verlag der Wissenschaften, Berlin 1968.
- Heinrich Gemkow u. a.: Karl Marx. Eine Biographie. Dietz Verlag, Berlin 1968.
- Manfred Kliem: Karl Marx. Dokumente seines Lebens. 1818–1883. Philipp Reclam jun., Leipzig 1970.
- Heinz Monz: Karl Marx. Grundlagen zu Leben und Werk. NCO-Verlag, Trier 1973.
- David McLellan: Karl Marx. Leben und Werk. Edition Praeger, München 1974, ISBN 3-7796-4006-6.
- Fritz J. Raddatz: Karl Marx. Eine politische Biographie. Hoffmann und Campe, Hamburg 1975, ISBN 3-455-06010-2.
- Fritz J. Raddatz: Karl Marx. Der Mensch und sein Lehre. Heyne, München 1975.
- Heinrich Gemkow: Karl Marx und Edgar von Westphalen – Studiengefährten in Berlin. In: Beiträge zur Marx-Engels-Forschung. Heft 1 und 3, Marx-Engels-Abteilung im Institut für Marxismus-Leninismus beim ZK der SED, Berlin 1977 und 1978.
- Erich Fromm: Das Menschenbild bei Karl Marx – Marx als Mensch. Europäische Verlagsanstalt, Frankfurt am Main 1963, ISBN 3-434-00421-1.
- Richard Friedenthal: Karl Marx. Sein Leben und seine Zeit. Piper Verlag, München 1981, ISBN 3-492-02713-X.
- Heinrich Gemkow: Unser Leben. Eine Biographie über Karl Marx und Friedrich Engels. Dietz Verlag, Berlin 1981.
- Francis Wheen: Karl Marx. Bertelsmann, München 2001, ISBN 3-570-00495-3.
- Klaus Körner: Karl Marx. Deutscher Taschenbuchverlag, München 2008, ISBN 978-3-423-31089-5.
- Rolf Hosfeld: Die Geister, die er rief. Eine neue Karl-Marx-Biografie. Piper, München 2009, ISBN 978-3-492-05221-4.
- Rolf Hosfeld: Karl Marx in Selbstzeugnissen und Bilddokumenten. Rowohlt Taschenbuch Verlag, Reinbek bei Hamburg 2011, ISBN 978-3-499-50718-2 (= Rowohlts Monographien 50718).
- Jonathan Sperber: Karl Marx. Sein Leben und sein Jahrhundert. C.H. Beck, München 2013, ISBN 978-3-406-64096-4.
- Gareth Stedman Jones: Karl Marx. Die Biographie. S. Fischer, Frankfurt am Main 2017, ISBN 978-3-10-036610-8.
- Jürgen Neffe: Marx. Der Unvollendete. C. Bertelsmann, München 2017, ISBN 978-3-570-10273-2.
- Wilfried Nippel: Karl Marx. C.H. Beck, München 2018, ISBN 978-3-406-71418-4.
- Michael Heinrich: Karl Marx und die Geburt der modernen Gesellschaft. Biographie und Werkentwicklung. Band 1: 1818-1841, 2., überarbeitete und erweiterte Auflage, Schmetterling Verlag, Stuttgart 2024, 3-89657-027-7(zuerst Stuttgart 2018, ISBN 3-89657-085-4).
- Jürgen Herres: Marx und Engels. Porträt einer intellektuellen Freundschaft. Philipp Reclam jun., Ditzingen 2018, ISBN 978-3-15-011151-2.
- Dietmar Dath: Karl Marx. 100 Seiten. Philipp Reclam jun., Ditzingen 2018, ISBN 978-3-15-020454-2.
- Marcello Musto: Der späte Marx. Eine intellektuelle Biografie der Jahre 1881 bis 1883. VSA, Hamburg 2018, ISBN 978-3-89965-796-8 (frei verfügbare PDF-Datei des Buches).
  - englische Ausgabe: The Last Years of Karl Marx. An Intellectual Biography, Stanford University Press, Stanford 2020, ISBN 978-1-5036-1058-3.
- Christoph Werner: Karl Marx. Philosoph der Verheißung. Reihe Philosophie für unterwegs. Mitteldeutscher Verlag GmbH, Halle (Saale), 2022, ISBN 978-3-96311-609-4.

Siehe auch biografische Literatur zu einzelnen Lebensabschnitten und Aufenthaltsorten.

### Biografie- und Lexikaeinträge
- Gustav Groß: Marx, Karl. In: Allgemeine Deutsche Biographie (ADB). Band 20, Duncker & Humblot, Leipzig 1884, S. 541–549.
- Karl Marx. In: Emanuel Wurm: Volks-Lexikon. Nachschlagebuch für sämmtliche Wissenszweige mit besonderer Berücksichtigung der Arbeiter-Gesetzgebung Gesundheitspflege Handelswissenschaften Sozial-Politik. Vierter Band. Wörlein & Comp., Nürnberg 1897, S. 436–437.
- Michael Freund: Karl Marx. In: Die Großen Deutschen. Ullstein, Berlin 1956 (auch Deutscher Bücherbund, Stuttgart 1956), S. 437–452.
- Karl Marx. In: Franz Osterroth: Biographisches Lexikon des Sozialismus. Band I: Verstorbene Persönlichkeiten. J. H. W. Dietz Nachf., Hannover 1960, S. 213–218.
- Marx. Karl. In: Wilhelm Kosch: Biographisches Staatshandbuch. Lexikon der Politik, Presse und Publizistik. Fortgeführt von Eugen Kuri. Zweiter Band. A. Francke Verlag, Bern/München 1963, S. 820–822.
- Marx, Karl. In: Lexikon sozialistischer Schriftsteller deutscher Literatur. Bibliographisches Institut, Leipzig 1964, S. 351–356.
- Karl Obermann: Marx, Karl. In: Karl Obermann, Heinrich Scheel, Helmuth Stoecker u. a. (Hrsg.): Biographisches Lexikon zur deutschen Geschichte. Von den Anfängen bis 1917. Deutscher Verlag der Wissenschaften, Berlin 1967, S. 312–318.
- Richard Sperl: Marx, Karl. In: Biographisches Lexikon zur Deutschen Geschichte. Von den Anfängen bis 1945. Deutscher Verlag der Wissenschaften, Berlin 1970, S. 449–453.
- Richard Sperl: Marx, Karl. In: Geschichte der deutschen Arbeiterbewegung. Biographisches Lexikon. Dietz Verlag, Berlin 1970, S. 312–318.
- Joachim Strey: Karl Marx und Friedrich Engels. In: Männer der Revolution von 1848 (= Schriften des Zentralinstituts für Geschichte. Reihe I. Allgemeine und Deutsche Geschichte. 33). Akademie-Verlag, Berlin 1970, S. 9–38.
- Dieter Groh: Karl Marx. In: Hans-Ulrich Wehler: Deutsche Historiker, Band 1, Vandenhoeck und Ruprecht, Göttingen 1973, S. 401–415.
- Marx, Karl. In: Biographisches Wörterbuch zur deutschen Geschichte. Begr. von Hellmuth Rössler u. Günther Franz. 2., völlig neubearb. u. stark erw. Auflage. bearb. von Karl Bosl, Günther Franz, Hanns Hubert Hofmann. Band 2: I–R. Franke, München 1974, ISBN 3-7720-1082-2, Sp. 1811–1816.
- Erhard Lange: Marx, Karl Heinrich. In: Erhard Lange, Dietrich Alexander (Hrsg.): Philosophenlexikon. Dietz Verlag 1982, S. 628–643.
- Iring Fetscher: Marx, Karl. In: Neue Deutsche Biographie (NDB). Band 16, Duncker & Humblot, Berlin 1990, ISBN 3-428-00197-4, S. 328–344 (Digitalisat).
- Johannes Vorlaufer: Marx, Karl Heinrich (sic!). In: Biographisch-Bibliographisches Kirchenlexikon (BBKL). Band 5, Bautz, Herzberg 1993, ISBN 3-88309-043-3, Sp. 966–970 (Artikel/Artikelanfang im Internet-Archive).
- Wolf Paul: Marx, Karl. In: Michael Stolleis (Hrsg.): Juristen. Ein biographisches Lexikon. Von der Antike bis zum 20. Jahrhundert. C.H. Beck, München 1995, ISBN 3-406-39330-6, S. 412–414.
- Heinz Monz: Karl Marx (1818–1883). In: Rheinische Lebensbilder. Band 17. Köln 1997, ISBN 3-7927-1666-6, S. 101–119.
- Iring Fetscher: Marx, Karl. In: Manfred Asendorf, Rolf von Bockel (Hrsg.): Demokratische Wege. Deutsche Lebensläufe aus fünf Jahrhunderten. J. B. Metzler, Stuttgart, Weimar 1997, ISBN 3-476-01244-1, S. 415–417.
- Dorlis Blume: Karl Marx. Tabellarischer Lebenslauf im LeMO (DHM und HdG)
- Marx, Karl In: Kölner Autoren-Lexikon 1750–2000. Band 1, Emons, Köln 2000, ISBN 3-89705-173-7, S. 159–160.
- Heinz Monz: Marx, Karl. In: Heinz Monz (Hrsg.): Trierer biographisches Lexikon. Landesarchivverwaltung, Koblenz 2000, ISBN 3-931014-49-5, S. 284.
- Hans-Friedrich Bartig: Karl Marx. In: UTB-Online-Wörterbuch Philosophie. UTB, Stuttgart 2003.
- Detlev Mares: Ein Bild von einem Mann. Karl Marx in biografischen Publikationen zum 200. Geburtstag. In: Neue Politische Literatur 66 (2021), S. 61–92. doi:10.1007/s42520-021-00350-6 (open access).

### Erinnerungen von Zeitgenossen
- D. Rjazanov (Hrsg.): Karl Marx als Denker, Mensch und Revolutionär. Ein Sammelbuch. Mit 4 Tafeln. Verlag für Literatur und Politik, Wien / Berlin 1928.
- Erinnerungen an Karl Marx. Dietz Verlag, Berlin 1947 (2. Aufl. 1953).
- Mohr und General. Erinnerungen an Marx und Engels. Dietz Verlag, Berlin 1964 (2., durchgesehene Aufl. 1965).
- Marian Comyn: Meine Erinnerungen an Karl Marx. Übersetzt und annotiert von Frank T. Walker (= Schriften aus dem Karl-Marx-Haus. Heft 5). Trier 1970.
- Marx and Engels through the eyes of their contemporaries. Foreign Languages Publishing House, Moscow 1972.
- Hans Magnus Enzensberger (Hrsg.): Gespräche mit Marx und Engels. Mit einem Personen-, Elogen- und Injurienregister sowie einem Quellenverzeichnis (= Insel Taschenbuch. Band 19/20). Zwei Bände. Insel Verlag, Frankfurt am Main 1973.

### Bildbände
- Karl Marx Album. Hrsg. vom Marx-Engels-Lenin-Stalin Institut beim Zentralkomitee der SED. Dietz Verlag, Berlin 1953.
- Karl Marx und Friedrich Engels. Ihr Leben und ihre Zeit. Hrsg. Museum für Deutsche Geschichte, Berlin. Marx/Engels-Lektorat. Dietz Verlag, Berlin 1978.
- Marx / Engels. Dokumentarfotos. Verlag für Agitations- und Anschauungsmittel, Berlin 1978.
- Карл Маркс Фридрих Энгельс. Собрание фотографий. Moskau 1976 (Übersetzung d. HST: Karl Marx Friedrich Engels. Sammlung von Fotografien) (2. Auflage. Moskau 1983).
- Boris Rudjak: Die Photographien von Karl Marx im Zentralen Parteiarchiv des Instituts für Marxismus-Leninismus beim ZK der KPdSU. In: Marx-Engels-Jahrbuch. Band 6, Dietz Verlag, Berlin 1983, S. 293–310 (Digitalisat).
- N. N. Ivanov, T. D. Belyakova, Y. P. Krasavina (Hrsg.): Karl Marx. His life and work. Documents and photographs. Collet’s, London 1988, ISBN 0-569-09095-4.
- Familie Marx privat. Die Foto- und Fragebogen-Alben von Marx’ Töchtern Laura und Jenny. Eine kommentierte Faksimileausgabe. Hrsg. v. Izumi Omura, Valerij Fomičev, Rolf Hecker und Shun-ichi Kubo. Mit einem Essay von Iring Fetscher, Akademie-Verlag, Berlin 2005, ISBN 3-05-004118-8.

### Ausstellungskataloge
- Marx–Engels Ausstellung im ehemaligen Zeughaus unter den Linden. Druckhaus Einheit Leipzig, Leipzig 1953.
- Karl Marx. Friedrich Engels. Leben und Werk. Ausstellung. Marx-Engels-Stiftung e. V., Plambeck & Co., Neuss 1970.
- Marx & Engels. Karl Marx (1818–1883) und Friedrich Engels (1820–1895). Katalog über Leben und Werk. Karl-Marx-Haus, Trier 1977.
- Friedrich-Ebert-Stiftung (Hrsg.): Karl Marx (1818–1883). Leben – Werk – Wirkung bis zur Gegenwart. Ausstellung im Geburtshaus in Trier. Bonn 2005, ISBN 3-89892-379-7.
- Rita Müller, Mario Bäumer (Hrsg.): Karl Marx. Das Kapital. Verlag Stiftung Historische Museen Hamburg, Hamburg 2017, ISBN 978-3-947178-02-5.
- Beatrix Bouvier, Rainer Auts (Hrsg.): Karl Marx 1818–1883. Leben. Werk. Zeit. Große Landesausstellung Trier 2018. Theiss-Verlag in der WBG, Darmstadt 2018, ISBN 978-3-8062-3702-3.
- Von Trier in die Welt. Karl Marx, seine Ideen und ihre Wirkung bis heute. Begleitbuch zur Dauerausstellung im Museum Karl-Marx-Haus. Hrsg. von Anja Kruke und Ann-Katrin Thomm für die Friedrich-Ebert-Stiftung. Karl-Marx-Haus, Friedrich-Ebert-Stiftung, Trier 2020, ISBN 978-3-96250-657-5. Inhaltsverzeichnis
- Karl Marx und der Kapitalismus. Hrsg. von: Raphael Gross, Jürgen Herres und Sabine Kritter für das Deutsche Historische Museum, Konrad Theiss Verlag, Berlin, Darmstadt 2022, ISBN 978-3-86102-226-8.

### Sonstige Literatur (Auswahl)
- Max Adler: Marx als Denker. 2. umgearb. Aufl. Wiener Volksbuchhandlung, Wien 1921. Digitalisat.
- Autor_innenkollektiv: Mythen über Marx. Die populärsten Kritiken, Fehlurteile und Missverständnisse. Bertz u. Fischer, Berlin 2018, ISBN 978-3-86505-748-8.
- Louis Althusser: Für Marx. Suhrkamp, Berlin 1968, DNB 454567790 (Neuausgabe 2011; Original: Pour Marx. 1965).
- Andreas Arndt: Karl Marx. Versuch über den Zusammenhang seiner Theorie. Bochum 1985, ISBN 3-88663-507-4.
- Raymond Aron: Opium für Intellektuelle oder Die Suche nach Weltanschauung («L’opium des intellectuels»). Kiepenheuer & Witsch, Köln 1957.
- Hans-Georg Backhaus: Dialektik der Wertform. Untersuchungen zur Marxschen Ökonomiekritik. Freiburg i. Br. 1997.
- Daniel Bensaïd: Der unzeitgemäße Marx. Glanz und Elend eines kritischen Abenteuers im 19. und 20. Jahrhundert, übersetzt von Elfriede Müller, Neuer ISP Verlag, Karlsruhe 2019, ISBN 978-3-89900-154-9.
- Eugen von Böhm-Bawerk: Zum Abschluss des Marxschen Systems. In: Horst Meixner, Manfred Turban (Hrsg.): Etappen Bürgerlicher Marx-Kritik. Band 1. Andreas Achenbach, Gießen (online).
- Erwin Bader: Staat und Religion bei Karl Marx. Absterben oder Veränderung? Kovac, Hamburg 2009, ISBN 978-3-8300-3146-8.
- Michael Brie: Die Bildungselemente einer neuen Gesellschaft in Marx’ „Kapital“. Blendungseffekte im Verhältnis von Kapitalismusanalyse und kommunistischer Prognose. (PDF; 292 kB). In: Marx’ Kritik der politischen Ökonomie und die Linke heute. Beiträge eines internationalen Workshops. Pankower Vorträge. hrsg. von der Hellen Panke e. V., Heft 135, 2009, S. 43–51.
- Heather Brown: Geschlecht und Familie bei Marx. Aus dem Englischen übersetzt von Christian Frings. Karl Dietz Verlag, Berlin 2021, ISBN 978-3-320-02375-1.
- Alex Callinicos: Die revolutionären Ideen von Karl Marx. ISP-Verlag, Frankfurt am Main 2005, ISBN 3-89900-114-1.
- Alex Demirović: Marx als Demokrat oder: Das Ende der Politik, Dietz Verlag, Berlin 2025, ISBN 978-3-320-02410-9.
- Eugen Dühring: Cursus der Philosophie als streng wissenschaftlicher Weltanschauung und Lebensgestaltung. Erich Koschny, Leipzig 1875.
- Terry Eagleton: Warum Marx recht hat. Ullstein Verlag, Berlin 2012, ISBN 978-3-550-08856-8.
- Iring Fetscher: Marx. Herder Verlag, Freiburg / Basel / Wien 1999, ISBN 3-451-04728-4.
- John Bellamy Foster: Marx‘ Ökologie. Materialismus und Natur. Edition assemblage, Münster 2024, ISBN 978-3-96042-175-7.
- Erich Fromm: Das Menschenbild bei Marx. Mit den wichtigsten Frühschriften von Karl Marx. Europäische Verlagsanstalt, Frankfurt am Main 1963, ISBN 3-434-00421-1.
- Helmut Fleischer: Marx und Engels. Die philosophischen Grundlinien ihres Denkens. 2. Auflage. K. Alber, Freiburg / München 1974.
- Günther Groth: Die pädagogische Dimension im Werke von Karl Marx. 1978.
- Gregor Gysi: Marx & wir. Warum wir eine neue Gesellschaftsidee brauchen. Aufbau, Berlin 2018, ISBN 978-3-351-03720-8.
- Wolfgang Fritz Haug (Hrsg.): Historisch-kritisches Wörterbuch des Marxismus in 15 Bänden. Argument Verlag, Hamburg 1994 ff.
- Michael Heinrich: Die Wissenschaft vom Wert. Die Marxsche Kritik der politischen Ökonomie zwischen wissenschaftlicher Revolution und klassischer Tradition. 7., erweiterte Auflage. Westfälisches Dampfboot, Hamburg 2017, ISBN 978-3-89691-454-5.
- Ágnes Heller: Theorie der Bedürfnisse bei Marx. Mit einem Vorwort von Pier Aldo Rovatti. Berlin 1976 (neue Ausgabe: VSA Verlag, Hamburg 2022, ISBN 978-3-96488-149-6).
- Joachim Hirsch, John Kannankulam, Jens Wissel: Der Staat der Bürgerlichen Gesellschaft. Zum Staatsverständnis von Karl Marx. Baden-Baden 2008.
- Christian Iber: Grundzüge der Marxschen Kapitalismustheorie. Berlin 2005.
- Hans Immler, Wolfdietrich Schmied-Kowarzik: Marx und die Naturfrage. Ein Wissenschaftsstreit um die Kritik der politischen Ökonomie (= Kasseler Philosophische Schriften – Neue Folge. Band 4). 3., überarb. und erw. Auflage. kassel university press, Kassel 2011 (nbn-resolving.de).
- Robert Kurz: Marx lesen – Die wichtigsten Texte von Karl Marx für das 21. Jahrhundert. Eichborn Verlag, Frankfurt am Main 2000.
- Konrad Löw: Der Mythos Marx und seine Macher. Wie aus Geschichten Geschichte wird. Langen Müller, München 1996, ISBN 3-7844-2567-4.
- Ernest Mandel: Entstehung und Entwicklung der ökonomischen Lehre von Karl Marx. Rowohlt, Reinbek bei Hamburg 1983.
- Michael Quante, David P. Schweikard (Hrsg.): Marx-Handbuch. Leben – Werk – Wirkung. J.B. Metzler, Stuttgart 2015, ISBN 978-3-476-02332-2.
- Karl Popper: Das Elend des Historizismus. 7. Auflage. Mohr, Tübingen 2003, ISBN 3-16-148025-2.
- Helmut Reichelt: Neue Marx-Lektüre. Zur Kritik sozialwissenschaftlicher Logik. Hamburg 2008, ISBN 978-3-89965-287-1.
- Roman Rosdolsky: Zur Entstehungsgeschichte des Marxschen „Kapital“. 3 Bände. EVA, Frankfurt am Main 1973/74.
- Paul Anthony Samuelson: Zum Verständnis des Marxschen Begriffs ‚Ausbeutung‘. Ein Überblick über die sogenannte Transformation von Werten in Produktionspreise. In: Hans G. Nutzinger, Elmar Wolfstetter (Hrsg.): Die Marxsche Theorie und ihre Kritik I. Gießen 1974.
- Alfred Schmidt: Der Begriff der Natur in der Lehre von Karl Marx. 4., überarb. und erw. Auflage. mit einem neuen Vorwort von Alfred Schmidt. Europäische Verlagsanstalt, Hamburg 1993, ISBN 3-434-46209-0.
- Volker Mueller: Wissen und Erkenntnis im Werden. Für ein besseres Verstehen von Marx und Engels. Angelika Lenz Verlag. Neu-Isenburg 2018, ISBN 978-3-943624-37-3.
- Wolfdietrich Schmied-Kowarzik: Karl Marx – Die Dialektik der gesellschaftlichen Praxis. Zur Genesis und Kernstruktur der kritischen Philosophie gesellschaftlicher Praxis. 1981, Alber, Freiburg/München 2. erw. Aufl. 2018.
- Wolfdietrich Schmied-Kowarzik: Das dialektische Verhältnis des Menschen zur Natur. Philosophische Studien zu Marx und zum westlichen Marxismus. 1984, Alber, Freiburg/München 2. erw. Aufl. 2018.
- Joseph Schumpeter: Kapitalismus, Sozialismus und Demokratie. UTB, Stuttgart 2005, ISBN 3-8252-0172-4.
- Christian Schmidt: Karl Marx zur Einführung. 2., korrigierte Auflage, Junius, Hamburg 2021, ISBN 978-3-88506-806-8.
- Thomas T. Sekine: The Dialectic of Capital. A Study of the Inner Logic of Capitalism. 2 Bände. Tokio 1986.
- Kohei Saito: Natur gegen Kapital. Marx’ Ökologie in seiner unvollendeten Kritik des Kapitalismus. Frankfurt am Main 2016, ISBN 978-3-593-50547-3.
- Piero Sraffa: Warenproduktion mittels Waren. Einleitung zu einer Kritik der ökonomischen Theorie. Suhrkamp, 1976, ISBN 3-518-10780-1.
- Thomas Sablowski, Judith Dellheim, Alex Demirović, Katharina Pühl, Ingar Solty (Hrsg.): Auf den Schultern von Marx, Münster 2021, ISBN 978-3-89691-259-6.
- Ian Steedman: Marx after Sraffa. Verso, London 1981, ISBN 0-86091-747-9.
- Predrag Vranicki: Geschichte des Marxismus. Suhrkamp, Frankfurt am Main 1974.
- Dieter Wolf: Der dialektische Widerspruch im Kapital. Ein Beitrag zur Marxschen Werttheorie. Hamburg 2002, ISBN 3-87975-889-1.

## Filme
- Mohr und die Raben von London, Kinderfilm der DEFA anlässlich des 150. Geburtstages von Karl Marx
- Der junge Karl Marx; teilbiografisches Historiendrama zu Marx’ Leben in den 1840er Jahren, der ersten Zeit seiner Zusammenarbeit mit Friedrich Engels und dem Beginn seines politischen Wirkens. Mit August Diehl in der Rolle von Karl Marx; französisch-deutsch-belgische Koproduktion von 2017 unter der Regie von Raoul Peck; Beitrag zur Berlinale 2017/Sektion Special.[213]
- Karl Marx – Der deutsche Prophet; deutsche TV-Filmdokumentation und Filmbiografie (szenische Dokumentation als Mix zwischen dramaturgischer Darstellung und kontextuell-kommentierter Aufbereitung) von 2018 unter der Regie von Christian Twente; mit Mario Adorf in der Rolle von Karl Marx in dessen späten Lebensjahren.[214]
- Ling Feng Zhe, chinesische Trickfilmserie 2019.